# 2022年ロシアのウクライナ侵攻のタイムライン (2023年7月 - 8月)
2022年ロシアのウクライナ侵攻のタイムライン (2023年7月 - 8月)（2022ねんロシアのウクライナしんこうのタイムライン 2023年7月 - 8月）では、2022年2月24日に開始されたロシアのウクライナ侵攻の経過の2023年7月から8月について述べる。

## 2023年7月

### 7月1日
- スペインのサンチェス首相は、ウクライナの首都キーウを訪問し、ゼレンスキー大統領と会談した[1]。共同記者会見を開き、ゼレンスキーは、ワグネルが最強の部隊を配置した東部だけで戦死者は2万1000人に上り、8万人が負傷したと主張[2]。多大な損失を与えたと強調した[2]。また、ワグネルの創設者プリゴジンが率いた反乱により、ロシアの戦力が大きな影響を受けていると指摘した[2]。「この状況をうまく利用して敵を追放する必要がある」「ロシア側は負けつつある。だから責任を負わせる相手を探し始めた」と語った[2]。一方で、反転攻勢を急ぐつもりはないとも強調[2]。「1mごと、1㎞ごとに命が失われる」として、人命尊重のために慎重姿勢を貫くと表明した[2]。自分自身が命の危険にさらされている恐怖はあるかという質問には、「私よりプーチン・ロシア大統領のほうが危ない」「私を殺そうとしているのはロシアだけだが、プーチンは世界全体が殺したがっている」と答えた[2]。ロシアとの停戦交渉について、ロシアの実効支配下にある南部クリミア半島を含む自国本来の領土を回復した後にのみ可能だとする認識を示した[3]。サンチェスは、「スペインはもうすぐ、戦車レオパルト4両や装甲輸送車をはじめとする、この戦争における支援のための新たな重装備を供与する。私たちはまた、外科設備の整った野戦病院も提供する。この要素は、ウクライナによる前線付近で負傷した軍人と民間人への支援提供能力を強化することになる」と発言した[1]。また、過去数か月、スペインにおいて、負傷兵をはじめとする、650人以上のウクライナ国民に様々な支援を供与してきたと伝えた[1]。さらに、「私はまた、私が前回キーウを訪問した際の私たちの2者間協議の後、ウクライナの治療士がサラゴサで能力向上訓練を受けていることを喜んで報告する。彼らは現代的な治療方法や義肢使用を学んでいる。今後3週間で、訓練のためにさらに多くの専門家がスペインを訪れる。彼らはより高質な治療やリハビリを提供することができるようになる」と発言した[1]。その後、ウクライナ最高会議で演説を行い、スペインはウクライナの中小企業や環境に優しいエネルギーによる学校確保のために5500万ユーロを供与すると発表した[1]。さらに、ウクライナの復興は多くの分野で時間と投資を必要とするとし、スペインは、スペイン企業がノウハウを持っている鉄道インフラなどの複数分野でウクライナに協力することを望んでいると発言した[1]。
- ウクライナ軍参謀本部とロシア国防省は、反攻の主戦場である東部ドネツク州や南部ザポリージャ州で激戦が続いたとそれぞれ報告した[3]。
- 英国防省は、ロシア軍が占拠するウクライナ南部ヘルソン州ドニプロ川東岸に、ウクライナ軍が橋頭堡を確保した可能性が高いとの見方を示した[4]。ウクライナ軍は2022年11月に西岸地域を奪還し、渡河が課題となっていた[4]。東岸で激しい攻防が続いているという[4]。ウクライナ軍は6月23日頃から東岸に展開し、27日頃から、2022年11月に爆破されたアントノフ大橋付近で戦闘が起きている[4]。ロシア軍は部隊を再配置して防戦しているが、カホフカ水力発電所のダム決壊の影響を受けた戦場は混戦模様という[4]。
- ウクライナ南部ヘルソン州ロシア側「幹部」は、ウクライナ軍を東岸から撤退させたと主張した[4]。東岸を守るロシア軍の部隊は、ロシア南部ロストフ・ナ・ドヌーにあるロシア軍南部軍管区司令部の所属とされる[4]。米シンクタンク「戦争研究所」は、部隊は汚名返上のため、東岸の死守が至上命令になっているとの分析を示した[4]。
- ゼレンスキー大統領は、ロシア軍が南部ザポリージャ原子力発電所を遠隔で爆発させる可能性を指摘した[4]。ゼレンスキーは、ロシア軍が原発で「テロ行為を計画している」と訴えており、ロシア側関係者がザポリージャ原発から撤退しているとの情報もあることから、警戒を強めている[4]。西部リウネ原発を訪れ、関係者と協議した[4]。
- バーンズCIA長官は、ワグネルの反乱について、「ロシア国家への武力的な挑戦だった。プーチンの戦争が、政権をむしばむ作用をもたらしている」と述べた[5][6]。「反乱はロシアの内政問題だ。アメリカは一切、関与していないし、これからも関与しない」と主張した[5]。一方で「戦争への不満はCIAにとってまたとないチャンスを生み出す。我々はそれを無駄にしない」とも強調した[5]。

### 7月2日
- ウクライナのマリャル国防次官は、反転攻勢を巡り「至る所で激しい戦闘が続いている」と述べた[7][8][9][10]。ウクライナ南部ザポリージャ州のベルジャンスク、メリトポリ方面ではウクライナ軍が少しずつ前進しているとした[7][8][9][10]。過去1週間で37.4 ㎢の領土を奪還したと述べた[10]。東部ドネツク州の要衝バフムトの南方では、ウクライナ軍が部分的な成果を上げていると指摘[8]。ロシア軍は南部で激しく抵抗し、東部ではいくつかの地点で前進しているという[8][9]。ゼレンスキー大統領は、南部オデーサを訪問し、海軍を激励したと発表した[8]。
- ウクライナの作家団体「ペン・ウクライナ」は、ウクライナの作家ビクトリア・アメリナさんが6月27日に東部ドネツク州クラマトルスクであったロシア軍のミサイル攻撃で負傷し、搬送先の病院で7月1日に死亡したと明らかにした[11][12]。ウクライナに侵攻するロシアの戦争犯罪などを記録する活動にも従事していた[11][12]。クラマトルスクにはコロンビアの作家や記者と共に訪れていたが、食事をしていたレストランがミサイル攻撃を受けた[11][12]。
- 米シンクタンク「戦争研究所」は、ウクライナ南部ヘルソン州のドニエプル川の南岸に渡河したウクライナ軍を撃退したとのロシア国防省の発表に対し、ロシアの軍事ブロガーから反発が出たと指摘した[7]。ワグネルを巡る混乱を背景に、国防省がプーチン大統領に報告するため、戦果を誇張しようとした可能性があるとの見方を示した[7]。
- ウクライナに近いロシア南部クラスノダール地方や国境を接する露西部ベルゴロド州で、爆発や砲撃があった[13]。ワグネルの反乱後、ロシア国内へのウクライナ側の攻撃は一時沈静化したが、再開した可能性がある[13]。ロシアが一方的に併合したウクライナ南部クリミアの対岸にあるクラスノダールでは、軍用飛行場付近で爆発があった[13]。ロシア独立系メディア「マッシュ」は、飛行場敷地内の燃料貯蔵施設を標的にしたウクライナ軍のミサイル攻撃だと報じた[13]。ウクライナ空軍は、ロシア軍が飛行場を自爆型無人機の発射拠点としてウクライナ各地を攻撃しているとみている[13]。各地に飛来したロシア軍の無人機17機のうち13機を撃墜したと発表した[13]。ベルゴロド州では国境近くの集落が砲撃を受け、住宅や電線などのインフラが損傷した[13]。
- ロシア国防省は7月1、2両日にウクライナ部隊を撃退したと発表した[7]。これに対し、軍事ブロガーは2日時点で戦闘が続いていると主張した[7]。
- ロシア上院のカラシン国際委員長は、ウクライナの紛争地域から近年に約70万人の子どもが「爆撃や砲撃を逃れてロシアに避難した」と述べた[14][15]。ロシアはウクライナから自国領内に子どもを移すプログラムについて、孤児や紛争地域で置き去りになった子どもの保護が目的だとしている[14][15]。一方、ウクライナは多くの子どもが違法に連行されたと主張[14]。アメリカは何千人もの子どもが家庭から強制的に連れ去られたとしている[14]。
- フォンデアライエンEU委員長は、ブリュッセルで開かれたEU首脳会議後の記者会見で「EUがロシアの侵略が続くウクライナの復興資金の支援策として、EU内で凍結したロシア中央銀行の資産から生じる利子などの活用方法をまとめるよう欧州委員会に求めた」と述べた[16]。「我々はウクライナで、ロシアによる大規模な破壊行為を目にしている。加害者には責任を取ってもらう」とし「ロシアがウクライナのインフラ基盤の再建などに関与しないということはあり得ない」と主張した[16]。EU加盟国内で押収などされたロシア中央銀行の資金については欧州委の報道官が先月、2000億ユーロ余と報告[16]。世界銀行は、国内の戦闘で被った損害の修復などに必要な資金は少なくとも4110億ドルと推定している[16]。ロシアがウクライナ侵攻を始めて以降、EUとG7はロシアに対し前例のない規模の制裁を発動し、ロシアが保有していた外貨準備高、金額にして約3000億ユーロの凍結などに動いていた[16]。このうちの約2000億ユーロがEU内に保管され、その大半がベルギーに拠点があり国際証券決済機関では世界最大手の一つとされる「ユーロクリア」にある[16]。

### 7月3日
- ゼレンスキー大統領は、ワグネルの反乱は、プーチン大統領の弱体化とプーチンを頂点としたロシアの「垂直の権力構造」が崩れつつあることの表れだとの認識を示した[17][18][19]。また、ロシアの実効支配下にある南部クリミア半島の奪還がウクライナの最終目標だとする立場を改めて強調した[17][18]。「ワグネルがロシア国内に進軍し、一部地域を占拠した。プーチン氏の対応は弱かった。彼が全てを管理できていないことが分かった」と述べた[17][18][19]。一方、バーンズ米CIA長官が6月にウクライナを極秘訪問していたと伝えたワシントン・ポストの報道について「驚いた。私とCIA長官との交渉は舞台裏で行われるべきだ」と述べ[17]、情報の流出を暗に批判した[18]。
- ゼレンスキー大統領は、7月4日のアメリカ独立記念日を前にウォールストリート・ジャーナルに寄稿し、アメリカ独立を「圧政から人類を解放する歴史上の偉大な試み」とたたえるとともに、ロシアの侵略に対するウクライナの戦いも同じ「理想」を希求したものとして共闘を訴えた[20]。3日付掲載の寄稿「米国よ誕生日おめでとう」でゼレンスキーは「アメリカ建国の指導者らは個人の自由と政治的多元主義に基づく共和国家を樹立し歴史を転換させた」と指摘[20]。1776年7月4日のアメリカ独立宣言のように「(ロシアが侵略を開始した)2022年2月24日、ウクライナも同様の選択を行った」と説いた[20]。独立記念日は「われわれもともに祝福し、残酷な独裁国家からウクライナの全土を自由にする日を心に描きたい」と呼びかけた[20]。ウクライナは独立以来、民主主義と個人の尊厳を守り、自由世界に生きる努力をしてきたとし、そうした「理想」をもロシアは消滅しようととしていると非難[20]。「NATOと西側に統合されたウクライナは自由が勝利を続ける保証となる」と訴えた[20]。寄稿は、ウクライナが着手した反転攻勢を左右する米国の軍事支援や、将来のNATO加盟に向け、米国世論の支持を得る狙いがあるとみられる[20]。
- ウクライナ軍の報道官は、ロシア軍が18万人超の兵士をウクライナ東部の主要な前線2カ所に展開していると明らかにした[21]。リマンとクピャンスクの前線が長く、そのため、ロシア軍はそこに兵力を集中させているという[21]。リマンとクピャンスクの前線には12万人以上のロシア軍兵士がいる[21]。空挺部隊や機械化部隊、陸軍の予備兵などからなる「かなり強力な集団」だという[21]。東部バフムートの前線には約5万人のロシア軍兵士がいると述べた[21]。リマンとクピャンスクは約100 ㎞離れており、バフムートの北に位置している[21]。
- ウクライナ陸軍トップのシルスキー司令官は、ロシア軍が反撃のために最も脅威を与えられる方面に部隊を移動させようとしていると語った[21]。状況を不安定にし、ウクライナ側に損失を与え、ウクライナ軍の兵站を混乱させようとしているという[21]。バフムートからチャシブヤール方面への脅威は依然として残っているとした。チャブシヤールはバフムートの西約15 ㎞に位置している[21]。
- ウクライナ政府は、英日用品・食品大手ユニリーバについて、ロシア事業を継続し収益を上げているとして「国際戦争スポンサー」企業リストに掲載した[22]。国家汚職防止局は、「(ユニリーバは)ロシア事業を継続し、多額の税金をロシアに納めている[22]。その結果、侵略国の経済を支え、ウクライナとの戦争継続に寄与している」と指摘した[22]。これに対しユニリーバは、「ウクライナにおける戦争はロシアによる残虐かつ無益な行為であり、非難する」とした2月の声明内容を堅持していると強調[22]。自社製品の対ロシア輸出およびロシアからの輸入は停止していると説明した[22]。ただし、ロシアからの「事業撤退は容易ではない」とし、ロシアで製造した日用品・衛生用品のロシア内での販売は続けているとしている[22]。
- ロシア連邦保安局(FSB)は、2014年から占領が続くウクライナ南部「クリミア共和国」トップの親ロシア派アクショーノフ首長の「暗殺計画を阻止した」と主張した[23][24]。発表によると、拘束された容疑者は1988年生まれのロシア国籍保有者[23]。ウクライナ保安局の指示で、アクショーノフの車に爆発物を仕掛けようとしたという[23][24]。「拘束の瞬間」や容疑者がおとなしく罪を認める映像も公表した[23]。
- ロシアのガチロフ駐ジュネーブ国際機関代表部大使は、18日に期限切れとなる黒海経由の穀物輸出に関する協定を巡り、現状を維持する根拠はないと述べた[25]。ロシア農業銀行のSWIFTシステムへのアクセス回復など、協定延長に向けたロシア側の条件の履行が「滞っている」と指摘[25]。「ロシアは前向きな変化を期待して何度も協定を延長してきた[25]。しかし、現在われわれが目にしていることは現状維持に同意する根拠とはならない」と述べた[25]。国連は先週、29隻の船舶が申請しているにもかかわらず、6月26日以降に黒海協定に基づく新たな船舶が登録されていないことを懸念していると表明した[25]。ガチロフはまた、ウクライナ危機について、外交的解決に前向きだが、ウクライナと西側諸国が軍事力行使に賭け続けている今、先行きは暗いとの認識を示した[25]。
- メドベージェフ安全保障会議副議長は、ロシアと西側諸国との対立は数十年続き、ウクライナとの紛争は永久に続く可能性があると警告した[26]。国営ロシア新聞への寄稿で、ロシアと西側の緊張は1962年の「キューバ危機」時よりも「はるかに悪化」しているとの認識を示した[26]。核戦争が起きる可能性について「どの政治家も認めたがらないことは、このような世界の終末があり得るだけでなく、可能性が高いということだ」と記した[26]。核戦争になったら勝者はいないだろうと指摘した[26]。「われわれの目標はウクライナのNATO加盟の脅威をなくすことだ」とし「どうにかしてこれを達成する」と表明した[26]。領土を巡る紛争中の国は加盟させないというNATOの方針に言及し、ロシアとウクライナの紛争は「永久に」続く可能性があるとの見方を示した[26]。ロシアと西側諸国の緊張を緩和する唯一の方法は厳しい交渉に入ることだと主張[26]。「対立は非常に長い期間、何十年にもわたるだろう」とした[26]。
- ピストリウス独国防相は、ドイツとデンマークが協力し、数週間以内に旧式の独製主力戦車「レオパルト1」計数十両をウクライナに引き渡すと表明した[18]。
- グロッシIAEA事務局長は、ウクライナ中南部のザポリージャ原発が4か月ぶりに予備の送電線に再接続したと明らかにした[27]。ただ、軍事活動が続いていることから原発の状況は依然として非常に脆弱で、持続可能な状態にはないという[27]。ザポリージャ原発はロシアによるウクライナ侵攻の前に6本あった予備の送電線のうち1本だけ残っていたものと接続した[27]。接続は3月1日に断たれていたが、今月1日の夜に復旧した[27]。再接続の作業は、悪化した南部の治安状況のため妨げられていたという[27]。IAEAはザポリージャ原発の安全性について懸念を示しており、以前には状況が「ますます予測不可能になる」と述べていた[27]。ザポリージャ原発はロシア軍からの激しい砲撃によって、たびたび送電網から切り離されており、核事故に対する懸念が繰り返し起きている[27]。ザポリージャ原発は現在、ロシア軍の支配下にあるが、運用の大部分はウクライナ人の職員によって行われている[27]。ウクライナは原子力発電に大きく依存しているおり、ロシアがザポリージャ原発を支配下に置き続けると、国内の発電能力の20％が失われる[27]。
- ウクライナに侵攻したロシアによる戦争犯罪の立件に向け、証拠の収集や保管などを行う「国際センター」[注 1]が、オランダ・ハーグの欧州司法機構(ユーロジャスト)内に開設された[28][29][30][31]。EU主導で実現したもので、将来の責任者訴追や特別法廷設置を見据え、準備を進める考えだ[28][29][30]。ウクライナとリトアニア、ポーランド、エストニア、ラトビア、スロバキア、ルーマニアによる戦争犯罪に関する合同捜査チームのほか、ICCなどと連携し、既に収集された証拠の分析を進めるものの、国際センター自体が逮捕状を出すことはできない[28][29]。レインデルス欧州委員(司法担当)は、国際センターが真相究明に「不可欠な場として機能するだろう」と期待を寄せた[28]。フォンデアライエンEU委員長は、「ロシアの犯罪の証拠が積み上がっている。新組織は加害者を確実に裁く上で重要な役割を果たす」とした[29]。
- フィナンシャル・タイムズは、EUが制裁対象のロシア農業銀行が子会社を創設して国際金融ネットワークに再接続することを認める案について検討していると報じた[32]。ロシア政府に態度の軟化を促し、ウクライナ産穀物の黒海経由の輸出合意を存続させる狙いがあるという[32]。国連が仲介した交渉でロシアが示した提案によると、この子会社が穀物輸出に関する決済を取り扱う[32]。ロシアの主要銀行はウクライナ侵攻開始後にSWIFTから締め出されたが、当該の子会社にはアクセスを認める内容だという[32]。ロシアはSWIFTへの再接続に加え、農業機械・部品の供給再開、保険・再保険の制限解除も求めている[32]。

### 7月4日
- ゼレンスキー大統領は、ロシア占領下の南部ザポリージャ原発で「ロシア軍が爆発物に似た物体を電源施設の屋根に設置したとの情報がある」と語った[33]。6月初旬に南部ヘルソン州で起きた水力発電所のダム決壊では、国際社会が「テロ攻撃に時宜を得た大規模な対応をしなかった」として、「ロシアによる新たな邪悪行為を助長しかねない」と警告した[33]。ロシアが爆発によってウクライナ側からの攻撃に見せかけようとしている可能性があるとした上で、「(ロシアの行為を止めるのは)世界全体の責任だ。放射性物質の影響は全ての人々に及ぶ」と強調した[33]。
- ウクライナのマリャル国防次官は、ウクライナ東部バフムトの南でウクライナ軍が前進し続けている一方で、バフムト北部ではロシア軍の激しい抵抗に遭っていると明らかにした[34]。ロシア軍はバフムトでのウクライナ軍の前進を阻止しようと「全部隊を投入している」という[34]。また、ロシア軍の兵士らはリマン、スワトベ、バフムート方面へ進んでおり、「足がかりを築くために」これらの地域で三重の防衛体制を敷いている[34]。「だが、まだ敵は成功していない」と述べた。リマンとスワトベはバフムトの北に位置する[34]。
- ウクライナ軍参謀本部の戦況報告によると、ウクライナ軍はバフムト周辺で陣地を固めている[34]。「ウクライナ軍兵士は引き続きバフムートの南北で攻撃を行っており、獲得した戦線を強化している」と説明した[34]。「ザポリージャとヘルソンの方面で、敵は主にウクライナ軍部隊の前進阻止に注力している[34]。同時に、ウクライナの防衛軍はメリトポリとベルジャンスクの方面で攻撃を継続し、獲得した陣地を守り、特定された標的に砲撃を加え、対砲兵射撃を実行している」と説明した[34]。
- ウクライナ国防省情報総局は、ロシア軍の占拠下にある南部ザポリージャ原発の原子炉建屋2棟の屋根に、爆発物とみられる物体が設置されたと発表した[35]。爆発物が爆発しても原子炉は損傷しないとみられるものの、ロシア軍が原発への攻撃を偽装してウクライナを非難する口実にする可能性があると警告した[35]。ザポリージャ原発を巡り、ウクライナ国防省情報総局は6月下旬以降、ロシア軍が原子炉建屋の周辺に爆発物を積んだ兵器を配備したほか、作業員らに7月5日までに原発から退避するよう勧告したと発表[35]。ロシア軍がウクライナ軍の反攻を足止めするために原発を爆破する恐れがあると警告している[35]。
- ウクライナ軍のシェルシェニ報道官は、ウクライナが奪還を目指す南部ザポリージャ州ベルジャンスクの方向に2 ㎞前進したと発表した[35]。ウクライナ国防省情報総局高官のユソフは、反攻の遅さを指摘する声に対し、「ウクライナ軍は人員の損失を最小限に抑える戦術を採っている上、ロシア軍が強固な防衛線を構築しているためだ」と説明。反攻は徐々にではあるが着実に前進しているとした[35]。
- ウクライナ国家安全保障・国防会議のオレクシー・ダニロフ書記は、ロシア軍に対する反転攻勢がここ数日に特に良い結果をもたらしているとの認識を示した[36]。ツイッターへの投稿で「ウクライナ軍はロシア軍の人的資源、装備、燃料庫、軍用車両、司令部、大砲、防空部隊を最大限に破壊するという主要任務を果たしている。ここ数日は特に実りが多い」と述べた[36]。
- ウクライナ東部ハリコフ州のシネグボフ知事は、ハリコフ州のペルボマイスキー市がロシア軍のミサイル攻撃を受け、子供を含む40人以上が負傷したと発表した[35][37][38]。南部ヘルソン州でも、ロシア軍の砲撃で民間人2人が死亡した[35]。
- ロシア国防省は、朝に首都モスクワ南西部のノーバヤモスクワ地域と近郊のモスクワ州に対し、ウクライナが無人機計5機による攻撃を試みたものの、いずれも撃墜したと主張した[39][40]。4機は防空システムによって撃墜され、1機は故障でモスクワ州オジンツォボ地区に墜落したという[40]。負傷者や建物などの被害はなかったとした[39][40][41]。ロシア外務省は、ウクライナによるロシア領内への無人機攻撃は、アメリカを含むNATO加盟国の支援なしでは「不可能」だと非難した[42]。西側諸国は「無人機操縦士を訓練し、犯罪を実行するために必要な情報を提供している」と主張した[42]。
- ロシア外務省は、今月17日に期限を迎える国連などが仲介した黒海経由のウクライナ産穀物輸出の協定を延長する根拠はないとの見解を示した[43][44]。アフリカやアジア、南米の貧しい国々への援助が目的だった「黒海イニシアチブ」は、「食料が十分足りている」国々へのウクライナ産穀物の純粋な商業輸出になっていると主張[43]。また、西側諸国が対ロシア制裁の緩和を拒否していることを非難した[43]。その上で「黒海イニシアチブをさらに継続する根拠がないことは明らかだ」と主張した[43]。ウクライナ産の輸出用穀物を運搬する船舶の安全な航行を保証するもので、国連とトルコの仲介で2022年7月に結ばれて以降、延長されており、直近では5月に2か月延長された[43]。
- IAEAは、ロシアが占拠するウクライナ南部のザポリージャ原発で主要な外部電源への接続が切れたと明らかにした[45]。原子力安全のために必要な電力をバックアップの送電線に頼る状態になったという[45]。4日午前1時21分に接続が切れた。グロッシ事務局長は、ザポリージャ原発の「不安定な安全性を示した」と訴えた[45]。欧州最大のザポリージャ原発を巡っては、周辺での攻撃に巻き込まれる形で、大事故が起きることが懸念されている[45]。
- 米紙ニューズウィークは、ウクライナと国境を接するロシアのブリャンスク州で5月13日に起きたロシア軍機の撃墜が、ウクライナに供与された米国製の地上配備型迎撃ミサイル「パトリオット」の「越境攻撃」だった可能性があると報じた[41][46]。ウクライナ軍が「地対空ミサイル部隊の日」に当たる今月3日に公表した動画を分析した[41][46]。パトリオット部隊内に設営された撃墜数を示すボードに、5月13日の日付で「戦闘機2機」「ヘリコプター3機」と記されていたが、パトリオット以外の戦果も含まれるかは不明[46]。
- ベラルーシのルカシェンコ政権が、ロシアによる子供の強制移送に関与しているとの疑惑が指摘されている[47]。ベラルーシの反政権派は、これまでウクライナから2100人以上の子供がベラルーシ国内に移送されたとし、ルカシェンコ大統領と側近らをICCに告訴した[47]。反政権派団体の幹部で、現在は国外退避中のパベル・ラトゥシュコ元文化相の告発によると、ベラルーシは2022年9月から、ウクライナ東部ドネツク、南部マリウポリなど露軍占領地域から子供たちを組織的にベラルーシ国内に移送した[47]。子供たちは、戦争のトラウマを改善させる名目で、ベラルーシ国内5カ所の「サマーキャンプ」に参加しているという[47]。ベラルーシ当局は6〜15歳の子供1000人以上を受け入れる計画で、4月には第1陣の350人が到着したと説明した[47]。
- ドイツのショルツ首相は、ルーマニアのチョラク首相との共同記者会見で、「ある日から次の日に全てが変わるだろうと期待したことは決してない」とした上で、ウクライナ軍は非常に的を絞った作戦を計画していたとの見方を示した[48]。チョラクは、ウクライナの反攻によって戦争が終結すると予測していたものの、戦争が長期化することを考慮しなければならなくなったと述べた[48]。ショルツは、ウクライナが戦争状態にある間は、NATOの加盟国になることはできないと述べ、NATO加盟の基準には、国境を越えた紛争が行われていないことが含まれていると指摘した[48]。ショルツは、重要なことはNATOによるウクライナへの実用的な支援であり、支援は今後も続くとの見通しを示した[48]。また、ドイツは、戦争が長期化した場合にウクライナを長期間にわたって支援するための条件を整えたと述べた[48]。多くの国々がウクライナを支援することができるようになるとし、「1年、2年、3年、必要であればそれ以上。なぜなら、我々は今回の軍事衝突がどのくらい長く続くかわからないからだ」と述べた[48]。
- ドイツ経済省は、ドイツの武器輸出の承認が2023年上半期に4分の1増加したと明らかにした。武器の輸出先としてはウクライナが首位だった[49]。各国がウクライナの反攻を助けるために軍事支援を強化するなか、ドイツは今年だけで約52億2000万ユーロ(約8200億円)相当の軍事装備品の輸出についてライセンスを発行した。2022年の上半期の総額は41億6000万ユーロだった[49]。ドイツの武器輸出の3分の1超に相当する約16億5000万ユーロがウクライナ向けだった[49]。国務長官は、輸出額について、ドイツが、ロシアによる侵略に対抗するウクライナの自衛を継続的に支援していることを示していると述べた[49]。ドイツは長年にわたって多くの同盟国よりも防衛費を抑制してきたが、現在は防衛費を増強し、紛争地域には殺傷能力のある兵器を供与しないという長年の方針を撤回した[49]。
- イタリア銀行は、ロシアによるウクライナ侵攻を受けたEUの対露制裁の一環として、ロシアの新興財閥オリガルヒの約20億ユーロ(25億ドル)相当の資産を凍結したと発表した[50]。差し押さえられた資産には銀行口座、高級別荘、ヨット、自動車などが含まれている。中銀のマネーロンダリング取り締まり部門(UIF)の年次報告によると、凍結した資産の評価額は6月30日時点の数値[50]。UIF幹部は、制裁の一環として80人の個人に関連した金融資産の凍結額は約3億3000万ユーロ相当だと説明した[50]。ロシアのウクライナ侵攻前には、イタリアの海岸や港湾は、コモ湖やサルディニア、トスカーナ、リグリア海沿岸などの主要観光地に不動産を購入したロシアの富裕層に人気の高い滞在先だった[50]。
- ウクライナが汚職撲滅に向けて、外国人から成る独立した専門家グループが近く設置される[51]。捜査当局に助言などを行う見通し。日本も要員を派遣する準備を進めている[51]。EU加盟を目指すウクライナは汚職を「内なる敵」とみなして対策を進めており、当局は日米欧の意見も取り入れて捜査技術の向上を目指す[51]。専門家グループが協力するのは、汚職摘発を専門とする捜査機関「国家反汚職局」(NABU)で、詳細な役割は今後決まる[51]。首都キーウで6月28日、日本の松田邦紀・駐ウクライナ大使がNABUのセメン・クリボノス局長と会談した[51]。松田大使はこの中で、専門家グループに日本銀行出身でウクライナ財務相のアドバイザーを務めた日本人が参加すると明らかにした[51]。専門家グループにはアメリカ人らも参加するとみられる[51]。クリボノスは会談で「G7の汚職対策への協力に感謝する」と述べ、最近の摘発事例を説明して成果を強調した[51]。ウクライナでは大型汚職の摘発が相次いでおり、1月には15人の公職者が辞職や解雇に追い込またほか、5月には国内の富豪から約300万ドル(約4億3000万円)を不正に受け取った疑いで最高裁長官が拘束された[51]。腐敗を放置すれば信頼を失い、今後のウクライナ支援に影響が出るとの危機感もある[51]。ウクライナはロシア同様に「汚職大国」と評されてきたが、親欧米派が政権を握った2014年以降、NABUのほか汚職に特化した検察と裁判所が創設され、腐敗一掃に向けた制度は整った[51]。一般市民レベルでの警官の賄賂要求などはほぼ根絶したものの、高官らを巻き込む大型汚職の根絶が課題となっている[51]。ウクライナでは報道機関やNGOが汚職の実態を監視しているが、防衛関連部門は透明性に欠け、腐敗の温床とも指摘されてきた[51]。戦時中の今は以前よりも情報公開が制限されている[51]。国防省や軍、軍需産業の腐敗を監視する市民団体「独立反汚職委員会」のスビトラナ・ムシイヤカは「汚職はウクライナの戦争遂行を支援する欧米の意欲を失わせる[51]。戦時中だからこそ、あらゆる資源を効果的に使わなくてはならない」とし、軍の物資調達価格など一部の情報は開示すべきだという見方を示した[51]。
- 警察庁は、ウクライナに対しDNA型鑑定などの身元特定の技術を支援すると発表した[52]。ウクライナ警察の幹部らが来日し、今月10日から5日間にわたって日本で研修を受ける[52]。身元特定技術に関するウクライナへの支援は初という[52]。警察庁によると、来日するのは、ウクライナ警察の鑑識部門の幹部ら約10人[52]。日本の警察が東日本大震災で1万5000体を超える遺体の身元特定を行ったこともあり、在ウクライナ日本大使館を通じて5月に警察庁に受け入れ要請があった[52]。ウクライナでは現在、死者の身元の特定が難航しているという[52]。研修では、日本の警察がDNA型や歯型、指紋のほか、着衣などのデータベースを身元特定に活用していることを説明する。科学警察研究所を視察してもらうほか、日本の検視の方法や犯罪捜査の手続きについても講義する[52]。期間中、ウクライナ警察幹部らは福島県も訪れる[52]。震災時にどのように身元の特定を進めたかや、家族を亡くした人への支援方法、警察職員の精神的ケアなどについても、県警側から話を聞くという[52]。警察庁幹部は「ウクライナ側の要望に応じ、継続的に支援を行っていきたい」と話している[52]。

### 7月5日
- ウクライナ西部の中心都市リビウで、ミサイル1発が集合住宅を直撃し、少なくとも4人が死亡、37人が負傷した[53][54][55][56]。ゼレンスキー大統領は「ロシアのテロリストによる攻撃」と非難[53]。クリメンコ内相は、集合住宅の3、4階部分が破壊されたと明らかにした[53]。リビウのサドビー市長によれば、多数の家屋や自動車に被害が出ており、ホテルや仮設住宅を住民の避難所として確保する方針という[53]。
- ゼレンスキー大統領は、ウクライナのロシアに対する反転攻勢について、必要な兵器が欧米から届かなかったため、期待していたよりも開始が遅れたと明らかにした[54][57][58][59][60]。「もっとずっと早く始めたかった」と述べた[54][57][58]。反攻の開始が遅れ、ロシア側に備える時間を与えてしまったとした上で「(進撃の)ペースが落ちている」と認めた[54][57]。ロシアと対等に戦うためにもF16戦闘機が必要だと訴え、早期供与を改めて求めた[54][57][58][59]。
- ロシアは、ウクライナ東部ドネツク州バフムト近郊でウクライナ軍の3部隊を攻撃したと明らかにした[61]。バフムトはロシアの民間軍事会社ワグネルの部隊が10か月に及ぶ戦闘の末、5月に制圧[61]。その後、この地域に展開するロシア軍は包囲しようとするウクライナ軍の激しい圧力にさらされている[61]。こうした中、ウクライナはバフムトの南西にあるクリシチウカで「部分的な成功」があったと表明[61]。
- メドベージェフ安全保障会議副議長は、ウクライナ侵攻作戦に関し「世界大戦を含むあらゆる戦争はすぐ終わらせられる。講和条約を結んだ場合、あるいは1945年のアメリカによる広島と長崎への原爆投下と同じことをした場合だ」と述べた[62][63]。ウクライナをロシアの核兵器で威嚇するとともに、ウクライナへの武器支援を続ける西側諸国をけん制する狙い[62]。
- グロッシIAEA事務局長は、ロシア軍の占拠下にあるウクライナ南部ザポリージャ原発にロシア軍が爆発物を設置したとウクライナ側が指摘した問題で、現時点で原発に爆発物が設置された目に見える兆候はないものの、原発に派遣している職員に爆発物の有無を確認するための追加の査察を認めるようロシア側に求めたとする声明を発表した[64][65][66]。
- 国連安全保障理事会は、武力紛争と子供の権利侵害に関する公開会合を開いた。ロシアがウクライナ侵略で子供を殺傷したなどとして、ロシアを「侵害国」に指定したグテレス国連事務総長を支持する国が相次いだ[67]。ロシア代表は「中傷だ」と反論したが、支持を得られなかった[67]。グテレスは6月公表の報告書で、ロシア軍と武装勢力が2022年、ウクライナで子供654人を殺傷したなどとして、ロシアを「恥ずべきリスト」と呼ばれる侵害国の一覧表に初掲載した[67]。ネベンジャ露国連大使は会合で、西側諸国の「汚い情報戦」にグテレスが加担したと反発[67]。ネベンジャは報告書に関し「説明を求めたが、実を結ばず、必要な結果も得られなかった」と述べた[67]。リスト入りを防ぐため、国連に圧力をかけていたことを自ら明らかにした格好だ[67]。ウッドワード英国連大使は「常任理事国のリスト入りは史上初」とロシアを批判し、ウクライナの子供を守る唯一の方法は「ロシアの違法な侵略を終わらせることだ」と強調した[67]。報告書は、侵略に抵抗するウクライナ軍の戦闘地域でも、子供80人が死亡したと指摘した[67]。日本代表は「心を痛めている」と演説し、ウクライナ代表は「国連と連携して改善に努めている」と述べた[67]。
- フィナンシャル・タイムズは、中国の習近平国家主席が3月にロシアのプーチン大統領と会談した際、核兵器による対ウクライナ攻撃を行わないよう警告していたと報じた[68][69][70]。プーチンが国際的な孤立を深める中、友好関係を保つ習の発言力は増しており、一定の抑止が働く可能性もある[68]。ロシアのペスコフ大統領報道官は、記者団に「作り話だ」と否定した[68][69]。
- 松野博一官房長官は、ゼレンスキー大統領がロシア占領下の南部ザポリージャ原発を巡り「ロシア軍が爆発物に似た物体を設置したとの情報がある」と明らかにしたことを受け、「ロシアによる原発の占拠、軍事化に改めて最も重大な懸念を表明する[71][72]。民間人や民間施設への攻撃は国際法違反で、断じて正当化できないものであり、改めて強く非難する」と述べた[71][72]。

### 7月6日
- ウクライナ西部リビウで未明、ロシアのミサイル攻撃により集合住宅が損壊し、4人が死亡した[73][74]。この日の攻撃は民間施設を標的としたものとしてはロシアの侵攻が始まって以来、最大規模となった[73][74]。クリメンコ内相は、集合住宅への攻撃により「午前7時現在、4人が死亡、9人が負傷した」と発表し、救急隊ががれきの中に取り残された人の救出を試みているという[73][74]。アンドリー・サドビー市長は、集合住宅の50軒以上が被害を受けたと投稿[73][74]。国立リビウ工科大学の寮にも被害があったとしている[73][74]。リビウ州のマクシム・コジツキー知事は攻撃前、空軍司令部の話として、「数基のミサイルが西部方面に飛行中」と警告していた[73][74]。ユネスコは、このミサイル攻撃について、歴史的建造物への爆撃で世界遺産条約違反だと非難する声明を出した[75]。攻撃を受けたのは世界遺産に登録された歴史地区の周辺環境保護のために設けられたバッファゾーン(緩衝地帯)[75]。ロシアのウクライナ侵攻以降、世界遺産条約で保護されている地域が攻撃されたのは初めてだと指摘した[75]。
- ゼレンスキー大統領は、ブルガリアの首都ソフィアを訪問し、デンコフ首相らと会談した[76][77][78]。ロシアのウクライナ侵攻を巡り意見交換した[77][78]。両首脳は防衛協力の強化やエネルギー分野[79]での協力に合意し、ゼレンスキーはブルガリアへの謝意を示した[77][78]。ブルガリアはNATO加盟国で、デンコフ政権は親米欧路線を取るものの、国内には親露派勢力も多い[77]。ゼレンスキーは、訪問を通じてブルガリア国内のウクライナへの支持を拡大させたい狙いがあるとみられる[77]。ウクライナのNATO加盟を巡り、ブルガリアが「条件が整い次第」を支持すると表明した[76][78]。共同記者会見を開き、ゼレンスキーは、「ブルガリアがウクライナに対して行っている軍事援助について協議した。この協力関係ですでに多くの命が救われており、継続を期待している」と述べた[78]。ロシアによるウクライナの子供の強制移送問題については「想像してほしい。20万人の子供が現在どこにいるのかわからない」と述べ、「強制的に国外に連れ去られた子どももいれば、占領地にいる子どももいる。生死もわからない」と説明した[80]。ペスコフ露大統領報道官は、ゼレンスキーのブルガリア訪問について「より多くの国を紛争に引きずり込もうとしている」と非難した[77]。
- ゼレンスキー大統領は、チェコの首都プラハを訪問し、パベル大統領やフィアラ首相と会談した[76][81][82]。パベル大統領との共同記者会見を開き、ゼレンスキーは、NATO首脳会議ではウクライナの将来の加盟を巡り、実質的な内容や「明確なシグナル」に焦点を当てるべきと語った[81]。明確なシグナルとは、NATOがウクライナを加盟に向け招待する方向での具体的な方策と説明した[81]。ウクライナの加盟へのドアは「開いている」という2008年のNATO首脳会議の声明では不十分だと発言[81]。来週リトアニアで開催されるNATO首脳会議で、ロシアとの戦争が終結すれば加盟できるという明確な意思表示を求めている[81]。フィアラ首相との共同記者会見では、「長距離兵器がなければ、攻撃作戦のみならず、防衛作戦を実施することも難しい」と述べ、「まず米国と長距離システムについて協議している」とした[82]。パベル大統領は、ウクライナはチェコからの一段の支援を期待できるとし、ウクライナのNATOおよびEUへの加盟を支持すると表明[81]。「(ロシアとの)戦争が終わり次第、ウクライナのNATO加盟交渉を開始することは、チェコの利益であり、国家安全保障、地域の安定、経済的繁栄にもつながることだ」と語った[76][81]。
- ゼレンスキー大統領は、スロバキアの首都ブラスチラバを訪問し、チャプトバ大統領と会談した[76]。チャプトバ大統領は、ウクライナのNATO加盟は「そうなるか」ではなく「いつそうなるか」だと強調した[76]。
- ウクライナ軍の南部作戦を指揮するオレクサンドル・タルナフスキーは、ウクライナ軍が南東部の前線で進軍を続け、領土を奪還していると明らかにした[83]。最新の戦況報告の中で「我々は前進して敵を撃破し、土地を奪還している」と説明した[83]。過去1日でロシア軍の装備品47基を破壊したことも明らかにした[83]。南部部隊の報道官は、ザポリージャ州南部には大量の地雷が敷設されているが、「我々には攻勢を継続するための綿密な計画がある。我々の攻撃部隊は引き続き、奪取した前線の土地で塹壕を構築している」と述べた[83]。また、効果的な空からの偵察を行い、敵の目標を識別した場合には砲撃を行っていると説明[83]。砲兵対策の措置も実施しているという[83]。報道官は「南部防衛軍はメリトポリ方面とベルジャンスク方面で攻勢作戦を展開中であり、アウジーイウカ方面では防御行動を取っている」「我々は攻勢行動を通じて組織的な圧力をかけている。この2方面で大きな進展がある」としている[83]。
- ウクライナ国防省情報総局のキリロ・ブダノフ局長は、ロシア軍が占拠するウクライナ南部のザポリージャ原子力発電所を巡り、「脅威は小さくなった」と述べ、テロ攻撃を受ける可能性は低下したとの認識を示した[84][85]。「何が起きたか詳細は話せない」と前置きしつつ、「我々全員の努力で惨事を先延ばしにした」と述べた[84][85]。「脅威は排除されたわけではない」として、ロシア軍の原発占拠が続く限り緊張は再燃するとの見方も示した[84][85]。
- ウクライナ軍トップのザルジニー総司令官は、米軍制服組トップのミリー統合参謀本部議長に、ウクライナの反攻は想定通り進行していると伝えた[86]。ザルジニー氏は「ミリー氏と電話で協議し、前線の戦況について伝えた。ウクライナ軍兵士は積極的に攻撃を続けている」とフェイスブックに投稿した[86]。ザルジニー氏は「反攻は計画通りで、主導権は我々が握っている」とも述べた[86]。また、米国のウクライナに対する継続的な支援についてミリー氏に感謝の意を示すとともに、武器や弾薬などウクライナ軍の要望も伝えたという[86]。
- ウクライナとロシアは、45人ずつの捕虜を交換したと発表した[87]。ロシア国防省は45人の軍関係者がウクライナから帰国したと明らかにした[87]。ウクライナ大統領府のイエルマク長官は、45人の軍関係者と2人の民間人が帰国したと発表し、「一人一人が英雄だ」と称賛した[87]。ウクライナ議会の人権オンブズマン、ドミトロ・ルビネツィ氏は、解放された捕虜の大半が重傷で、全員がリハビリ治療を受けると説明した[87]。
- アメリカ政府がウクライナにクラスター弾を供与する方針を決めたと複数の米主要メディアが報じた[88][89][90][91][92]。ロシアの侵攻に対するウクライナの反転攻勢を後押しするのが狙いだが、クラスター弾は多くの民間人に被害を及ぼすとして問題視されており、人権団体などから非難の声が強まりそうだ[88][92]。反転攻勢が想定より遅れているほか、他の砲弾の在庫が減少していることなどが背景にある[88]。クラスター弾は、多数の子弾を広範囲にまき散らす殺傷力の高い爆弾で、不発弾が多く、戦後も民間人を爆発に巻き込む可能性が高いため、「非人道兵器」とされている[88]。米国防総省のライダー報道官は「供与する場合は、不発率が低い弾を慎重に選ぶことになるだろう」と強調した[88][91]。クラスター弾を巡っては、使用や開発、保有を全面的に禁止する国際条約に、日本を含む100か国以上が加盟しているが、米国やロシア、ウクライナは非加盟で、2022年2月のロシアによるウクライナ侵攻開始以降、両軍が使用したとされる[88][89][90][91][92]。
- 国際人権団体ヒューマン・ライツ・ウォッチは、ウクライナ国内でロシア、ウクライナ双方の軍がクラスター爆弾を使用し、民間人の死者を出していると指摘した[93][94]。両国に使用の中止を訴え、アメリカにはクラスター爆弾を供与しないよう求めた[93][94]。米国防総省の高官は、ウクライナが要請しているクラスター爆弾の供与について、ウクライナ軍によるロシア軍撃退で有用とアメリカ軍は確信しているものの、議会での制約や同盟国からの懸念を踏まえまだ承認されていないと明らかにした[93]。ロシアの侵攻を受けたウクライナの軍が2022年、東部の都市イジュムとその周辺のロシア支配地域にクラスター爆弾を撃ち込んだと、住民などの聞き取りを基に報告[93]。イジュムで少なくとも8人の民間人が死亡し、15人以上が負傷したという[93][94]。過去に、ロシア軍が使用したクラスター爆弾でウクライナ国内で多数の民間人が死亡したとも報告していた[93]。
- NATOは、ウクライナとの関係強化の一環で、ウクライナが参加する協議の枠組みを「委員会」から「理事会」に昇格させる方針を固めた[95]。NATO首脳会議にウクライナのゼレンスキー大統領を迎え、理事会の第1回会合を開催したい考えだ[95]。ストルテンベルグNATO事務総長は、「理事会」への格上げによって「加盟31か国とウクライナが対等な立場でテーブルを囲むことになる」と説明[95]。意思決定も可能になり「ウクライナを政治的な意味でNATOに近づける」と強調した[95]。米シンクタンク「戦略国際問題研究所」は、NATOがブカレスト宣言と同様の結論を出して終わることを避けるためには「ビリニュスで具体的な成果物が必要だ」と指摘。その一つが理事会設置になるとの見方を示した[95]。ただ、ゼレンスキー自身は、ウクライナの加盟に何らかの進展がなければ「出席する意味がない」と語った[95]。
- ロシアは、フィンランドの外交関係者9人を国外追放すると発表した[96]。フィンランドが先月、諜報活動を行ったとしてロシアの外交関係者9人を追放すると発表したことへの報復としている[96]。ロシア外務省は、フィンランドがロシアに対立的な政策を継続しているとして、サンクトペテルブルクのフィンランド領事閉鎖も決定した[96]。ロシアは声明で「現在検討されているフィンランドのNATO加盟条件はロシア連邦の安全保障に脅威をもたらすとともに、明らかに敵対的と言える量の兵器を西側から供給してウクライナを戦争に駆り立てるものだ[96]。フィンランド政府のこのような路線を放置するわけにはいかない」と主張した[96]。フィンランドのニーニスト大統領は、この措置を「フィンランドの(ロシア外交関係者追放)決定に対する有害かつ不均衡な反応」と反発[96]。対応としてトゥルクのロシア領事館閉鎖を準備していると明らかにした[96]。
- 米NBCテレビは、ロシアのラブロフ外相と元アメリカ政府高官が4月にニューヨークで会合を開き、ロシアのウクライナ侵攻を巡って議論したと報じた[97][98][99][100]。停戦交渉の下準備を進める狙いがあったと伝えている[97][98][99]。米シンクタンク「外交問題評議会」のリチャード・ハース会長(当時)のほか、オバマ政権で米国家安全保障会議欧州上級部長を務めたチャールズ・カプチャンらが出席[97][98]。会合は数時間に上り、ロシア占領地域の扱いなどを話し合ったという[97][98]。
- ウォールストリート・ジャーナルは、ブルガリアが、未完成のベレネ原発のロシア製原子炉2基を含む設備をウクライナに売却する計画があると報じた[79]。売却額は少なくとも6億ユーロ(941億円)となり、アメリカがウクライナに資金提供する可能性があるという[79]。今回の売却計画により、ウクライナ侵攻前は友好関係にあったブルガリアへのロシアの影響力低下が浮き彫りになったと指摘した[79]。ブルガリア北部ベレネ地方のベレネ原発を巡っては、1980年代以降、建設の中断と再開が繰り返されており、現在も完成していない[79]。
- 対露強硬派の代表的論客として知られるエストニアのカーヤ・カラス首相は、日本の『読売新聞』のインタビューで、ロシアのウクライナ侵略の長期化を受け、ロシアが西側各国のウクライナへの「支援疲れ」を待っているとの見解を示し、各国に結束を求めた[101]。ウクライナ情勢の展望について、「長期戦に備えなければならない」と述べた[101]。西側各国のウクライナ支援に関し、「疲れてはいけない。法の支配に基づく国際秩序の行方がかかっているのだから」と訴えた[101]。ワグネルの反乱については、「何らかの亀裂の兆候ではないか」との見方を示した[101]。「ロシアは今も危険で予測不能だ」と語り、粛々と欧州防衛の強化を進めていく必要があると強調した[101]。「侵略犯罪を裁く特別国際法廷の設置を推し進めることが重要だ」とも述べた[102]。　ブチャで起きた虐殺をはじめ、ロシア軍による戦争犯罪が次々と明らかになっている[102]。第二次大戦後にソ連が行ったバルト三国住民への弾圧に重ね、「歴史の本で読んだり祖母から聞いたりしていた話が、ウクライナで実際に起きている」と憤る[102]。カラスの母と祖母は当時、多くの住民と共に酷寒のシベリアに連行され、抑留されたという。エストニアがソ連の一部だった時代に生まれたことを「私は占領下で生まれた」という表現で振り返った[102]。「ロシアの行動原理は今も1940年代とまったく同じだ」と断言し、なぜ変わらないのかという問いに自分で行き着いた答えが、戦争犯罪に対する責任追及の欠如だと語った[102]。第二次大戦後にドイツはニュルンベルク裁判、日本は東京裁判で戦勝国の裁きを受けたが、ロシアは「過去の犯罪について責任を問われたことが一度もない」と指摘した[102]。冷戦時代、「鉄のカーテン」で隔てられたソ連内部で何が起きているのか、西側に入ってくる情報は乏しく、バルト三国の住民弾圧が広く知られるようになったのは、冷戦後のことだったことを念頭に、「鉄のカーテンのこちら側の歴史はあまり知られていない[102]。我々は占領下で見てきたから、彼らがどのように活動するのかをよく知っている」と語り、対露認識で西欧諸国と違いがあっても不思議ではないと強調した[102]。
- 松野博一官房長官は、メドベージェフ安全保障会議副議長がウクライナ侵略に関連し、核兵器の使用も辞さない発言をしたことについて「ロシアがウクライナにおける核兵器の使用を示唆していることは極めて憂慮すべき事態だ」と非難した[103]。「ロシアによる核の威嚇も、ましてや使用もあってはならない」とあらためて指摘し、G7をはじめ国際社会と緊密に連携し、引き続き日本の立場を強く訴えていくとした[103]。

### 7月7日
- ゼレンスキー大統領は、トルコのイスタンブールを訪問し、エルドアン大統領と会談した[104][105][106][107]。クリミア半島の状況やNATOを背景とした両国の取り組みに関する重要課題などについて話し合った[108]。共同記者会見を開き、エルドアンは「ウクライナはNATO加盟に値する」と表明し、加盟を求めるウクライナの方針を支持する考えを示した[104][106][107]。7月17日に期限が切れるウクライナ産穀物を黒海経由で輸出する手続きを定めた「穀物合意」については3か月間延長されるとの見通しを示した[105][109]。「2年間の延長が望ましい」とする立場も表明した[105]。ロシアとウクライナの調停に向けた努力とウクライナ復興に向けた支援を続ける意思も示した[105][109]。ゼレンスキー氏は、エルドアンのNATO加盟支持表明を「うれしく思う」と評価した[104][106][108]。穀物合意について「一国の願望に左右されないようにすべきだ」と発言[105]。ロシアの意向にかかわらず穀物輸出が継続される仕組みづくりが必要だとの認識を示した[105]。また、「クリミア半島はいまだにロシアが不法に支配下に置き、脅威と危険の橋頭堡として使用している。いずれにせよ、我々は必ずクリミア半島への支配を回復する」と述べた[108]。
- ウクライナのマリャル国防次官は、反攻作戦を巡り、南部ザポリージャ州方面でウクライナ軍が確保した陣地を保持していると指摘[105]。ロシア軍は損耗率がウクライナ軍の5倍に達するなど損害が拡大し、一部部隊が戦闘を拒否していると述べた[105]。東部ドネツク州でもウクライナ軍が要衝バフムトの南側で1 ㎞以上の前進に成功したとした[105]。
- 国連人権高等弁務官事務所は、ロシアによるウクライナ侵攻開始から500日を前に公表した報告書で、侵攻が始まった2022年2月24日から今年6月末までにウクライナで死亡が確認された民間人が9177人に達すると明らかにした[110]。負傷者は1万5993人[110]。戦闘が激しい地域の実情把握が困難なため、「実際の市民の死傷者数ははるかに多い」と指摘した[110]。
- グロッシIAEA事務局長は、ウクライナがロシアによる爆発物設置を警告していたウクライナ南部ザポリージャ原発について「調査は進んでいる」と述べた[111]。現時点で爆発物などは見つかっていないという[111]。「冷却プールなど一部の場所の調査を実施できた」と説明し、「そうした場所で爆弾や地雷の存在を示すものは見られなかった」と明らかにした[111]。一方、調査が必要な原子炉建屋の屋上に関しては「まだ行けていない」と認めた[111]。原発を占拠するロシア側に調査を受け入れるよう要請しているものの「戦闘地域であり、要請の承認には時間がかかる」と理解を求めた[111]。
- ストルテンベルグNATO事務総長は、来週リトアニアで開催されるNATO首脳会議で、ロシアの侵攻を受けるウクライナに対し「将来の展望を示す」と強調し、NATOの結束を改めて示す考えを表明した[76][112][113]。
- バイデン米大統領は、ウクライナのNATO加盟について「(ロシアと)戦争のさなかの今、NATO内の意見が一致しているとは思えない」と述べ、時期尚早との考えを示した[114][115]。同時に、ウクライナに対する揺るぎない支援の継続を確約した[114]。
- 米国防総省のコリン・カール次官（政策担当）は、ウクライナのロシア軍に対する反転攻勢は予想よりゆっくりと進んでいるとの見方を示した[116]。その上で「反転攻勢の進展を判断するのは時期尚早だ。ウクライナ軍はまだロシアの弱点を探っているところだ」と語った[116]。ロシアは「おそらく十分に評価されている以上に」侵攻に成功したと指摘[116]。「現行の反攻の状況下で、ウクライナ側が十分な火力を確保し、戦闘を継続できるようにしたい」とした[116]。
- アメリカ政府は、ウクライナにクラスター弾を供与すると発表した[117][118][119][120][121][122]。ロシアの侵攻に対するウクライナの反転攻勢を後押しするのが狙い[117]で、塹壕に身を隠すロシア軍の防衛線突破に有効と判断した[118]。ウクライナ軍を悩ます砲弾不足の解消にもつながると判断[118]。ただ、クラスター弾は多くの民間人に被害を及ぼすとして問題視されており、人権団体などから批判の声も上がっている[117][118][121][122]。ウクライナが「民間人被害のリスクを最小化する」と文書で明言したのを受け供与を決めた[118]。バイデン米大統領は「難しい決断だった」と述べた[117][119][122][123]。サリバン大統領補佐官（国家安全保障担当）は「ウクライナが自国民と領土を守り抜くために使用するものだ」と強調し、「民間人被害のリスクは認識しているが、ロシア軍がさらに領土を奪い、民間人を服従させる場合のリスクも大きい」と説明した[117][119][122]。ウクライナの領土と国民の防衛が供与の目的であり、不発弾処理の支援にも力を入れると強調した[118]。米国防総省によると、供与されるクラスター弾の不発弾発生率は2.35％で、ロシア軍がウクライナで使用してきたクラスター弾の不発率は30〜40％に上る[118][121]。クラスター弾に加えて、パトリオット地対空ミサイルや高機動ロケット砲システム「HIMARS」に使用される砲弾、歩兵戦闘車、155㎜榴弾砲など計8億ドル(約1130億円)の追加軍事支援も発表した[118][120]。アメリカ空軍出身で、不発弾や地雷の除去に取り組む超党派議連の共同代表を務める民主党のフラハン下院議員は「クラスター弾は無差別兵器だ」と指摘した[124]。「ウクライナの勝利は重要だが、米国的価値観や民主主義を犠牲にするべきではない」とし「誰が戦争に勝ったかだけでなく、どのように勝利したかも歴史に刻まれる」と強調した[124]。一方で、共和党のマコール下院外交委員長や上院外交委員会のリッシュ筆頭委員らは、クラスター弾によって「より効果的にロシア軍を壊滅させられる」と評価[124]。バイデン政権が消極的な長射程ミサイル供与も急ぐべきだと要求した[124]。ドイツのヘーベシュトライト政府報道官は、ウクライナへのクラスター弾供与について「アメリカが軽々しく決めたのではないと確信している」として一定の理解を示し、「ウクライナは自国の民間人を守るために弾薬を使い、さらにロシアは既にクラスター弾を大規模に使っていることも念頭に置かなければならない」と指摘した[125]。ピストリウス独国防相は、ドイツがクラスター弾を供与するのは「論外だ」と述べた[125]。ドイツは、クラスター弾の生産や貯蔵などを全面禁止するオスロ条約に加盟している[125]。ゼレンスキー大統領は「切望されていた支援だ」と謝意を示した（英語ツイート、ウクライナ語ツイート）[117][120][121]。
- ウォール・ストリート・ジャーナルは、ロシアの情報機関「連邦保安局」(FSB)がロシアに駐在する米外交官ら外国人を長期にわたって監視し、様々な嫌がらせも行っている実態を伝えた[126]。ウクライナ侵略に伴う米欧との関係悪化を機にFSBの権限が強化されているとも指摘した[126]。アメリカ駐ロシア大使の子供が尾行されたり、米外交官の妻が乗った車が無人機で追跡されたりする事例を紹介した[126]。監視下にあることを明示するため、留守宅に侵入した痕跡を残し、外交官の飼い犬が変死していたこともあった[126]。アメリカ政府は対策として、ロシア赴任者向けの特別講習を実施しているという[126]。
- ウクライナはCPTPPへの加入を申請した[127][128][129][130]。閣僚級のTPP委員会の議長国を務めるニュージーランド政府が申請書を受け取ったことを明らかにした[127][128][129]。TPP委員会は16日にニュージーランドのオークランドで開く会合で、中国や台湾などの加入申請と並んで取り扱いを協議する[127][128][129]。TPPは現在、日本を含む11か国で構成され、16日にイギリスの加入が承認されて12か国に増える予定[127]。ウクライナには、TPP参加国との経済的な結び付きを強めることで、より支援を得やすくする狙いがある[127]。カナダは既にウクライナの加入に支持を表明している[127]。後藤茂之経済再生担当相は「(ルールや市場アクセスなど)TPPの高いレベルを完全に満たすことができるか、しっかりと見極める必要がある」との考えを示し[128][130]、「参加国とよく相談する必要があるが、国民の理解も踏まえながら対応していきたい」と述べた[127][129]。
- ASEANとG7の法相が議論を行う「ASEAN・G7法相特別対話」が、東京都内で行われた[131]。開会式で岸田文雄首相はロシアによるウクライナ侵略を非難し、「力による一方的な現状変更の試みは世界のどこであっても認められない」と指摘し、「今こそ、法の支配に基づく自由で開かれた国際秩序を堅持し、強化することが必要だ」と語った[131]。
- G7法相会合が、東京都内のホテルで開かれ、ロシアの侵攻を受けるウクライナの復興に向け、法制度整備など「司法インフラ」支援の在り方を協議[132]。汚職対策に関する作業部会の創設を盛り込んだ共同宣言を採択した[132]。議長国の日本は、東南アジアなどの法令制定を後押ししてきた「法制度整備支援」の知見を生かし、国際社会に貢献する[132]。共同宣言は、ロシアによる侵攻を非難し、ウクライナの復興に向けて「法務・司法分野の改革を支援し、2国間・多国間の取り組みに関与し続ける」と盛り込んだ[132]。また、ウクライナの汚職が復興の妨げになるとして「復興資源の公平・公正・透明な活用の重要性を認識し、対策を支援する」と表明した[132]。具体的には、汚職に関する情報収集や法制度の企画・立案などを行う作業部会「ウクライナ汚職対策タスクフォース」を日本主導で創設する[132]。ウクライナのマリウスカ法相もオンラインで参加した[132]。
- ロシアの侵攻による犠牲者の身元確認を進めるウクライナ国家警察から日本で検視などの研修を受ける鑑識部門の幹部10人の壮行会が、首都キーウで開かれた[133]。参加者は「身元確認に関する日本警察の実務経験を学びたい」と述べた[133]。日本の警察は東日本大震災で膨大な数の遺体の身元確認を進めた経験がある[133]。ウクライナ側が国連開発計画を通じて支援を依頼[133]。研修は今月10〜14日に東京都内や福島県内で実施する[133]。訪日する10人は、首都や北・東・南部の州から選ばれた[133]。日本の松田邦紀駐ウクライナ大使は「被災した福島で日本の警察は身元確認だけでなく、被害者の精神的ケアについても経験を共有してくれるだろう」と話した。第2陣の研修受け入れも計画しているという[133]。

### 7月8日
- ゼレンスキー大統領は、ロシアの侵攻直後にウクライナ南東部マリウポリのアゾフスターリ製鉄所で抗戦し、国内で「英雄」とたたえられる元部隊指揮官5人と訪問先のトルコから帰国した[134][135][136][137][138][139]。ゼレンスキーは「英雄を連れて帰る。彼らはようやく家族らと一緒になれる」と投稿したが、経緯には触れなかった[134][137][138][139]。製鉄所で戦ったウクライナ内務省系の軍事組織「アゾフ連隊」のメンバーらは2022年5月に投降した[134][136][138]。一部はトルコが仲介した捕虜交換で、終戦までトルコにとどまることを条件に解放されたとされる[134][136]。ロシアのペスコフ大統領報道官は元指揮官らをトルコからウクライナへ帰還させたのは両国による「合意違反」だと批判した[134][135][139]。
- ゼレンスキー大統領は、南部オデーサ州沖合の黒海上にある要衝ズミイヌイ島を訪問する動画を公開した[140]。ズミイヌイ島は2022年2月24日の侵攻開始直後にロシアが占領したが、同年6月にウクライナが奪還した[140]。動画内でゼレンスキー氏は「勝利の場所であるこの島から全ての兵士に、この500日間のことを感謝したい」と述べ、記念碑に献花した[140]。投稿では、ズミイヌイ島での戦闘について「この戦争で最も重要な戦いの一つ」と強調し、戦死した兵士を追悼した[140]。
- ウクライナのマリャル国防次官は、2022年10月に起きたクリミア大橋の爆破について「ロシアの物流を破壊するため、最初の攻撃が行われた」と投稿し、ウクライナ側が実行したことを示唆した[141][142]。国防省高官が公式に言及するのは初めて[141]。ロシアによるウクライナ侵攻500日に合わせた声明を投稿し、ウクライナ軍の反転攻勢の経過を振り返る中で、クリミア大橋の爆破に言及した[141]。
- ウクライナの検事総長は、ロシアの侵略開始から約500日でウクライナの民間人少なくとも1万500人が死亡し、11万5000の民間施設が破壊されたと発表した[143]。ロシア軍による戦争犯罪の捜査件数が9万4000件に上ることも明らかにした[143]。
- アメリカ政府がウクライナにクラスター弾を供与する方針を決めたことについて反対意見が相次いだ。スナク英首相は「イギリスはクラスター弾の生産や使用を禁じる条約の締結国だ」と述べ、反対する姿勢を示した[144][145][146]。「ロシアの不法な、いわれのない侵略を受けるウクライナに対し、われわれの立場で支援を続ける」と強調した[144]。メローニ伊首相も「イタリアは条約を順守している。条約の普遍的な適用を望む」と強調した[145]。スペインのロブレス国防相は「クラスター弾はノー、クラスター弾を用いないウクライナの正当防衛はイエスだ」と異議を唱えた[147]。スペインはクラスター弾の使用や開発、保有を全面的に禁止するクラスター弾禁止条約に加盟している[147]。カナダ政府は、声明を出し「クラスター弾の使用を支持しないし、民間人、とりわけ子供へのクラスター弾被害を終わらせるため努力していく」と表明した[146][148][149]。クラスター弾禁止条約を「カナダは完全に守る」と強調した[148][149]。イラン外務省報道官は「無差別に殺戮と破壊を拡大させる兵器の輸出だ」とツイッターに投稿した[150]。メドベージェフ安全保障会議副議長は「資源を使い果たしてクラスター弾を約束し、NATOに手招きしている。その実現は、第三次世界大戦を意味する」と反発した[151]。ロシアのコサチョフ上院副議長も、アメリカが「最も非難される兵器を使わなければウクライナは何も達成できず、民間人を殺害する用意があることを認め、この兵器による将来の犠牲者に対する全ての責任を負うことに同意した」と非難した[151]。
- ブリンケン米国務長官は、ロシアによるウクライナ侵攻開始から500日に合わせて声明を発表し「ロシアが国土を奪う中、ウクライナの人々の精神は不屈だ」と称賛し、「アメリカはウクライナの自衛と未来を支え続ける」とした[152]。ウクライナとロシアによる将来の停戦交渉を見据え「ウクライナが交渉で可能な限り有利な立場に立つことができるよう、安全保障、経済、その他の支援を必要な限り提供する」とした[152]。
- 英国防省は、ロシアの侵攻に対するウクライナの反転攻勢で過去1週間、東部ドネツク州バフムト方面が再び激しい攻防の舞台になっているとの分析を明らかにした[153]。ロシア側が制圧したバフムトの北と南の両面でウクライナ軍が着実に成果を得ていると指摘[153]。防衛に当たるロシア軍は「士気の低下や反撃能力が限られていることで、苦闘している可能性が高い」と言及した[153]。ロシア指導部にとり、バフムトの確保は政治的にも重要だが、部隊増派の余地は少ないとの見方を示した[153]。米シンクタンク「戦争研究所」も、ウクライナ軍の発表を基に「戦術的に重要な進展」と評した[153]。
- ロシアのウクライナ侵攻から500日に合わせ、イギリスロンドン中心部にあるカトリックの大聖堂で、早期の戦闘終結と平和を願い宗派を超えた礼拝が営まれた[154]。ウクライナから逃れてきた子どもたちが歌を披露し、苦境に耐え続けるウクライナ国民を励ました[154]。礼拝にはウクライナからの避難民や地元住民らが参列[154]。ウクライナのプリスタイコ駐英大使は「今は困難な時だが、私たちは友人に支えられている」と述べ、イギリスをはじめ各国の軍事、人道支援に謝意を示した[154]。
- 独シンクタンク「キール世界経済研究所」は、ロシアの侵攻に抗戦するウクライナへの大型兵器の供与の進捗状況に触れ、米英独などの主要な支援国による実際の引き渡しは約束した量にはほど遠い水準にあるとの分析を示した[155]。反転攻勢に転じたウクライナ軍がこれら大型兵器を一段と必要としている時期での遅延になっているともした[155]。「実際に届けられた大型兵器の量は約束していた分の半分をわずかに超える程度になっている」と主張した[155]。報告書の対象期間は今年2月25日から5月31日までで、この間にウクライナに示した軍事援助の約束の件数などは以前の報告書の対象期間に比べ減少したとも指摘[155]。報告書作成を主導した研究所所員は声明で、侵攻から1年が経過する前には新たな援助の申し出は急増していたが、新たな支援の全般的な量は再び下降基調をたどっていると述べた[155]。戦争が長引きウクライナが攻勢を計画する中で、軍事支援の約束の重要性は一層増しているとしながらも、「誓約の表明とその履行の間の隔たりは広がっている」とも説明した[155]。ただ、報告書はチェコ、スロベニア、ポーランドやスロバキアなどより小規模の支援国による軍事支援の約束の実行率は約80％と高い水準にあるとも付け加えた[155]。
- G7都市相会合は、ウクライナの復興に向けた課題を話し合った[156][157]。共同声明を採択し、ロシアの侵攻で破壊されたインフラの修復などに各国が連携して取り組む方針を確認した[156][157][158]。侵攻したロシアを非難するとともに、ウクライナの重要インフラの修復、復旧、復興に向けて協調すると宣言し、都市開発に関するG7の知識と経験を反映できるよう、計画・準備段階から協力するとした[157][158]。議長を務める斉藤鉄夫国土交通相は、6月上旬に起きたカホフカ水力発電所のダム決壊などを挙げ、「民間施設に被害が生じていることは断じて正当化できない。強く非難する」と語った[156]。ウクライナのクブラコフ副首相兼インフラ相もオンラインで会議に参加予定だったが、ウクライナ側の事情で変更となり、ビデオメッセージを寄せた[156]。これまでの各国の支援に謝意を表明した[156]。

### 7月9日
- ポーランドのドゥダ大統領は、ウクライナ西部ルツクを訪問し、ゼレンスキー大統領とともに教会を訪れた[159]。両首脳は第二次世界大戦中にウクライナ人とポーランド人の間で起きた民族対立の犠牲者を追悼した[159]。ゼレンスキーは「罪のない犠牲者全てに敬意を表する。記憶がわれわれを結束させる」と主張した[159]。
- 米民主党のティム・ケイン上院議員とバーバラ・リー下院議員は、アメリカ政府によるウクライナへのクラスター弾供与の方針に懸念を表明した[160]。ケイン議員は、他国がクラスター弾を禁止する国際条約を迂回するきっかけになり得ると指摘した[160]。リー議員は「クラスター弾は決して使うべきではない。一線を越えている」と述べて政権側に再考を訴えた[160]。
- 在米ロシア大使館は、アメリカ政府によるウクライナへのクラスター弾供与の方針は、アメリカの戦争犯罪を事実上認めるものだと述べた。
- イエレン米財務長官は、在中国アメリカ合衆国大使館で記者会見を開いた[161]。7月7日に中国の北京を訪問し、李強首相や劉鶴前副首相、経済担当の何立峰副首相と相次いで会談していた[161]。中国側に対し、ウクライナ侵略を続けるロシアへの支援を避けるよう伝えたことを明らかにした[161]。ロシアのウクライナ侵略を終わらせる重要性を呼びかけ、「中国企業がロシアに物質的な支援や制裁逃れの援助を提供することを避けることが不可欠であることを伝えた」と述べた[161]。
- デビッド・ペトレイアス元CIA長官は、ウクライナ侵略を続けるロシアに触れ、プーチン大統領は軍事面や経済面で大きな打撃を連続的に被っており、アメリカはロシアへの圧力をさらに強めるべきだとの見解を示した[162]。「プーチンは極めて困難な状況に追い込まれている」とし、「我々はさらに締め付けを強め続ける必要がある」と強調した[162]。盤石の権力基盤を築いているとされたプーチンの権威は、ワグネルの反乱で揺らぐ結果となった[162]。反乱は短期で収束したものの、プーチンが実権を握った1990年代以降ではその指導力の真贋を問う最大の試練だったとの見方もある[162]。ロシア国内の状況について、プーチンは「戦場では自国兵を死なせ、自国の経済でも同様の苦境に遭遇している」と分析した[162]。ロシア経済の窮境について「我々の多くが見込んでいたほどの打撃ではなかったが、それでも問題を生じさせている」と主張した[162]。その上でロシア経済が抱え込むことになった広範な障害に言及し、膨らむ予算の赤字、西側の主要企業1000以上の撤退や優れた技術を持つ大手の石油企業の撤収や西側世界との交易の多くの途絶に触れた[162]。ロシアの原油や天然ガス輸出関連の収入は今年上半期に前年同期比で47％減の3兆3800億ルーブルに落ち込んだ[162]。ウクライナ侵攻が始まって以降、能力や技量を持つロシア国民の国外への頭脳流出が相当な規模で進んでいる現状には、「世界ののけ者になった国にはもはや住みたくないと思う最も優秀で才能ある数十万人規模の国民を失った」と断言した[162]。

### 7月10日
- ウクライナでは、7月9日から10日にかけてロシアによる空爆が相次いだ[163]。ウクライナ南部ザポリージャ州のマラシコ知事は、前線に近い町オリヒウの住宅地が誘導爆弾による攻撃を受け、4人が死亡したと発表[163][164]。人道支援が行われているさなかでの攻撃だったといい、「戦争犯罪だ」と非難した[163]。ザポリージャ州では住宅地10カ所がロシアの攻撃にさらされた。南部ミコライウ州ではインフラ施設がミサイルで狙われた[163]。
- ウクライナのマリャル国防次官は、反転攻勢を進めるウクライナ軍が、東部の激戦地バフムト周辺の主要な高地を奪還したと明らかにした[165]。ウクライナ軍は進撃の過程で、「バフムート周辺の見晴らしの良い高地を掌握」し、「バフムート周辺の敵の出入り口や動き」に対する射撃統制を確立したと説明した[165]。
- ウクライナ軍参謀本部は、ロシア軍に対する過去1週間の反転攻勢でウクライナ南部で10 ㎢、東部で4 ㎢を解放したと発表した[166][167]。6月の反攻開始以来の解放領土は、南部でオデーサ市の面積にほぼ相当する計169 ㎢、東部で24 ㎢となった[166][167]。ロシアの反撃を受けつつも、南部ザポリージャ州の奪還目標に向けて少しずつ前進しているとの認識を示した[166]。南部では、ウクライナ軍が奪還目標に掲げるザポリージャ州メリトポリに向けて1週間で1㎞、6月の反攻着手から8.6㎞前進した[166][167]。東部ドネツク州では要衝バフムト、リマン、マリンカ、アウジーウカで激しい戦闘が起きているという[166]。
- ロシアの独立系メディア「メドゥーザ」は、ウクライナ侵攻後のロシア軍の死者が約47000人との推計を報じた[168]。これに重傷を負うなどして軍務への復帰が困難になった負傷者を加えた人的損失は、少なくとも計125000人とした[168]。
- ラブロフ露外相は、ウクライナによる黒海経由の穀物輸出合意で「ロシアの言い分」を確実に履行するための国連の努力はまだ結実していないとし、「これらの信じがたい努力は何の結果ももたらしていない」と述べた[169]。
- バイデン米大統領は、イギリスの首都ロンドンを訪問し、スナク英首相と会談した。11日から開かれるNATO首脳会議を前にウクライナ支援の継続で合意した[170][171]。英首相報道官は、アメリカ政府によるウクライナへのクラスター弾供与についても会談で言及されたと明らかにした[170][171]。スナク英首相はイギリスがクラスター弾使用を禁じるオスロ条約に加盟しているためアメリカの動きに同調しない一方、供与は各国が決定すべきことだと伝えた[170][171]。
- オーストラリアのアルバニージー首相は、ドイツの首都ベルリンを訪問し、ショルツ首相と会談した[172]。オーストラリア空軍の早期警戒管制機「E-7Aウエッジテール」1機を10月から約半年間ドイツに派遣することで合意した[172]。ウクライナに向けた軍事・人道支援物資の空輸の安全確保に当たる[172]。乗員と支援要員合わせて100人も派遣する[172]。ウクライナの領空には入らず、戦闘行為にも加わらない[172]。オーストラリア政府は「ウクライナ支援のための航路に脅威がある場合に速やかに警戒を発する」と説明している[172]。
- ドイツの防衛関連大手ラインメタルのパッペルガーCEOは、ラインメタル社がウクライナの国営軍需企業ウクルオボロンプロムと合弁で12週間以内にウクライナ西部に装甲車の生産工場を開業させると明らかにした[173][174]。工場では装甲兵員輸送車フクスを生産、修理する[173][174]。ロシアの攻撃対象となり得るが「ウクライナで現在も多くの軍需工場が稼働している。新たな一つに過ぎず、この工場も防御は可能だ」と主張した[174]。また、ラインメタル社の砲弾の生産量を来年、10万発から60万発に増やすと述べた[173][174]。ウクライナが必要とする砲弾の60％を賄えることになるという[173][174]。
- ジョージアのシャルバ・パプアシビリ議会議長は、ジョージアが目指すNATO加盟の行方は不透明であり、そうした事態はロシアを利するだけだとの考えを示した[175]。NATOは2008年のルーマニアでの首脳会議で、ジョージアとウクライナについて正式な加盟日を設定せず将来の加盟国と宣言[175]。パプアシビリ議長は与党を代表して声明を出し、当時のNATO決定について「矛盾するものでありあいまいさを残した。その結果、ロシアに地政学的な好機をもたらすことになり、状況を一段と悪化させている」と指摘[175]。ジョージアがNATOに加盟していれば、2008年のロシアによるジョージアへの軍事進攻は回避できていただろうと述べた[175]。さらに、「ジョージアの加盟が拒否されていることが(現在の)ウクライナ危機につながった可能性もある」と主張[175]。「NATO(加盟諸国)が形成する国境は平和の領域を示している」と語った[175]。
- ウクライナの国家警察鑑識部門の幹部10人が来日し、日本警察による研修が始まった[176]。研修は14日までの5日間[176][177]。東京都内で開かれた開幕式で、視察団長のオレクサンドル・シュルハ中佐は「戦争経験を皆さんに伝えるとともに、日本の豊富な経験を見せてもらえることを期待している」と語った[176]。警察庁の筒井洋樹審議官は「遺体を一日も早く家族のもとへ帰すのは警察共通の責務。知見を共有したい」と述べた[176]。続いて、犠牲者の身元確認などに関して、警視庁麻布署を視察し、指紋採取を体験した[177]。警察庁職員から警察庁や都道府県警からなる日本警察の組織についての講義を受けた[177]。麻布署では、刑事課鑑識担当の署員が講師になり、瓶に付いた指紋をアルミニウムの粉末を使って採取した[177]。幹部はウクライナで使っている手法との違いを指摘し「採取した指紋はどうやって管理し、他の指紋と照合しているのか」と質問するなど、署員と熱心なやりとりが続いた[177]。ウクライナ国内では数万体の遺体が身元不明とされる[177]。
- 松野博一官房長官は、アメリカ政府がウクライナにクラスター弾を供与する方針を決めたことについて、一定の理解を示した[146][178][179]。「アメリカは、供与するクラスター弾の使用をウクライナ国内に限定するとともに、市街地での使用を避けて民間人の被害を最小限に抑えることなどにつき、ウクライナから確約を得ている」と述べた[178][179]。ウクライナのコルスンスキー駐日大使も、ロシアの防衛線を突破する上で「非常に効果的だ」と述べた[180][181]。不発弾が残り市民の安全を脅かすとの懸念を巡っては、ウクライナ政府が責任を持って不発弾処理に当たる方針だと説明した[180]。コルスンスキー氏は、航空戦力で劣るウクライナにとって必要な兵器だと強調した上で、「(クラスター弾は)戦場でのみ使用され、われわれには(不発弾を)除去する責務がある」と語った[180]。

### 7月11日
- ウクライナ軍は、ロシアが未明、ウクライナの首都キーウを空爆したと主張した[182]。ウクライナはロシアが発射したイラン製ドローン「シャヘド」を全て撃墜し、負傷者や被害は報告されていない[182]。ウクライナ空軍によると、キーウでは1時間にわたって空襲警報が発令された[182]。ウクライナ東部の別の地域では1時間以上にわたって空襲警報が鳴り響いたという[182]。
- ゼレンスキー大統領は、リトアニアの首都ビリニュス中心部の広場で大勢の聴衆を前に演説し、「NATOははウクライナをより安全にし、ウクライナはNATOをより強くする」と訴えた[183][184][185]。NATO首脳会議に合わせ、加盟への強い希望を改めて鮮明にした[183]。数千人の人々が詰め掛け、ウクライナ国旗を手に持つ人もいた[183]。安全管理が求められる戦時下の指導者として、外国でこれほど大勢の前に姿を見せるのは珍しい[183]。
- 岸田文雄首相は、ポーランドの首都ワルシャワでモラウィエツキ首相と会談した[186][187]。ウクライナやインド太平洋情勢を巡り、連携を進めることで一致した[186][187]。
- 岸田文雄首相は、ロシアによるウクライナ侵攻について「欧州大西洋とインド太平洋の安全保障は不可分であり、欧州だけではなくグローバルな問題だ」と指摘した[188][189]。ウクライナへドローンなど無人機の動きを把握する「対無人航空機検知システム」の供与を表明した[189][190]。3月に拠出を表明したNATOの信託基金を通じた殺傷能力のない装備品支援の3千万ドルを活用する[189][190]。
- マクロン仏大統領は、「ウクライナが自国領土を防衛できるようにするため、われわれのドクトリンを守りながら、ウクライナ軍が(ロシア軍占領地域の後方)深く攻撃できるよう、武器と装備の提供を増やすことにした」と述べ、長距離巡航ミサイル「スカルプ」の供与を決めたことを明らかにした[191][192][193][194][195]。イギリスは、5月に英仏共同開発の長距離巡航ミサイル「ストームシャドー」の供与を明らかにしており、マクロンも追随する考えを示唆していた[192]。ペスコフ露大統領報道官は記者団に「ウクライナにとって重大な結果をもたらす決定だ」と反発した[193][194]。
- ショルツ独首相は、侵攻終結後のウクライナの安全をどう保証するかについて、G7として共同宣言を取りまとめる方針を明らかにした[196]。
- ドイツは、ウクライナに約7億ユーロ(1080億円)規模の武器支援を発表した[193][197][198]。旧式戦車「レオパルト1」25両や、独製歩兵戦闘車「マルダー」40両などを供与する[198]。
- イギリスは、ウクライナに戦闘車両など70両以上や、主力戦車「チャレンジャー2」用の弾薬などの追加軍事支援を発表した[198]。ウクライナの装備品修理や軍のリハビリ施設設置に充てる5000万ポンド(6470万ドル)の支援パッケージを提供すると発表した[199]。これらのプログラムはNATOのウクライナ向け包括的支援パッケージを通じて資金が提供され、加盟国のリハビリ専門家がサポートする[199]。スナク英首相は「正式な多国間、2国間の合意やNATO加盟国による圧倒的な支持に加え、ウクライナのNATO加盟に向けた進展を支援することは、(ロシアの)プーチン大統領に強いシグナルを送り、欧州に平和を取り戻すことになる」と述べた[199]。
- ノルウェーは、ウクライナに約2億1800万ユーロの追加軍事支援を発表した[198]。
- デンマーク当局者は、ウクライナの操縦士を対象としたF16戦闘機の訓練が8月にデンマークで開始されると述べた[200]。ルーマニアにも訓練センターが設置されるという[200]。デンマークのポールセン国防相代行は「うまくいけば、来年の初めには成果を見ることができるだろう」と述べた[200]。
- NATO首脳会議が、リトアニアの首都ビリニュスで、2日間の日程で開幕した[201]。初日の会合で、ロシアの侵攻を受けるウクライナに対し、複数年の支援計画を行うことで合意した[201]。ウクライナに対する連帯を改めて強調した。ウクライナが求めるNATO入りについても討議した[201]。ウクライナが加盟の際に求められる「加盟行動計画」(MAP)への参加を免除する方針を示した[202][203]。MAPは政治経済や軍事分野での国内改革を促す枠組みで、加盟要件から除外されることで手続きが迅速化される[202][203]。共同声明では「ウクライナの未来はNATOにある」「加盟国が同意し条件が整えば、加盟を要請する」との立場を明記したが、具体的な日程は示されなかった[201][203][204][205][206][207]。「クリミアを含め、ロシアの違法で不合理な併合を決して認めない」「民間人に対する攻撃や、ウクライナの多くの人々から基本的な福祉サービスを奪う民間インフラの破壊など、ロシアの戦争犯罪やその他の残虐行為の免責はあり得ない」とも記した[206]。ストルテンベルグNATO事務総長は「ウクライナがNATOの一員となることを保証するためにわれわれが何をするのか、ここまで具体的な発表をしたことはない」と主張した[202][203][207]。ゼレンスキー大統領は、ウクライナのNATO加盟時期が明確に示されなかったことについて「前代未聞でばかげている」と不満をあらわにした[202][203]。
- イギリスやオランダなど11か国[注 2]の国防相は、ウクライナ兵士向けにF16戦闘機の訓練を実施する「戦闘機連合」を正式に発足させることで合意した[208][209][210][211][212]。8月からデンマークとルーマニアで操縦や整備の訓練を始める[208][209][210][211]。ウクライナのレズニコフ国防相は「F16がウクライナの空とNATOの東側を守る。できるだけ早く使いこなせるよう空軍が準備している」と早期の実戦投入に期待感を示した[208]。ただ、戦闘機連合にアメリカは加わらず、現時点でウクライナにF16の供与を決めた国もない[208][211]。共同声明で、F16の供与実現を目指しつつ、他の戦闘機も排除しない考えを表明した[208]。デンマークのポールセン国防相代行は「来年初めには成果が出ることを望む」と述べた[208][212]。
- ペスコフ露報道官は、NATOがロシアを「敵」のように扱っていると非難した上で、NATO首脳会議で下されるいかなる決定も注意深く監視し、ロシアの安全保障を守るために何らかの措置で対応すると述べた[213]。「ロシアは(NATO首脳から)敵や敵対国として認識されている。(ビリニュスでの)話し合いはこのような流れで行われるだろう」と指摘[213]。「われわれは非常に注意深くこれを監視している。なぜなら、発言の多くはわれわれ自身の安全保障確保に向けた措置を講じるための詳細な分析の対象となるからだ」とした[213]。また、ロシアのラブロフ外相はNATOのさらなる拡大を見越してロシアは「適切な」措置をとると述べたが、詳細は語らなかった[213]。ペスコフ露報道官は、ウクライナのNATO加盟は「潜在的に欧州の安全保障にとって非常に危険だ。決断を下す者はこのことを認識する必要がある」とし、欧州の指導者はNATOの軍事インフラをロシアの国境に向けて移動させることが間違いであることを理解していないようだとした[213]。スウェーデンのNATO加盟についてはロシアの安全保障にとって「否定的な意味合い」を持ち、ロシアは対応せざるを得ないと強調[213]。一方、10日にスウェーデンのNATO加盟に向けた批准手続きを進めることに同意したトルコについては、トルコはNATO加盟国としての義務を果たす必要があるとしたほか、ロシアはトルコとの関係を発展させ続けるとした[213]。
- ロシアのショイグ国防相は、ウクライナ軍が反攻作戦を開始した6月上旬以降の約5週間で2万6千人以上の死傷者を出し、戦車など3千以上の兵器を失ったとし、「反攻はどの方面でも目標を達成していない」と主張した[214]。また、アメリカがウクライナへクラスター弾を供与すれば「ロシアもクラスター弾を使う」と警告した[214][215]。ロシアはクラスター弾を保有しているが、今のところ軍事作戦での使用は控えているとした[215]。
- メドベージェフ安全保障会議副議長は、NATO加盟国がウクライナへの軍事支援を拡大した結果、「第三次世界大戦に近づいた」との見方を示した[216]。NATO首脳会議で複数の国がウクライナへの追加の軍事・財政支援を表明したことを受け、「完全に狂った西側諸国は他に何も思いつくことができない。実際、行き詰まっている」とした[216]。「ロシアにとってこれが何を意味するのかは明らかだ。特別軍事作戦を同じ目標で継続する」とし、ウクライナ侵攻の目標達成を阻害する要因にはならないとの認識を示した[216]。
- ロシア上院国防・安全保障委員会のビクトル・ボンダレフ委員長は、「残念ながらここ数週間の出来事は、トルコが徐々に、かつ着実に中立国から非友好国に変ぼうし続けていることを明白に示している」と述べた[217]。ゼレンスキー大統領による7日のトルコ訪問後、一連の「挑発的な決定」が下されたと指摘[217]。トルコ政府がウクライナのNATO加盟に支持を表明したこと、アゾフスターリ製鉄所の守備隊のリーダーらを終戦までトルコに留め置くという合意に反し、トルコ政府が身柄を解放したことを挙げた[217]。「こうした行動は背中を刺す行為としか形容しようがない」と指摘し、NATOからの圧力の結果、「非友好的な措置」が取られたとの見方を示した[217]。
- ロシアの独立系メディア「バージニエ・イストーリー」は、ウクライナの攻撃により、占領下の南部ザポリージャ州ベルジャンスクで南部軍管区のオレク・ツォコフ副司令官(中将)が戦死したと伝えた[218][219]。公式確認されていないが、同州では将官（少将）が6月中旬に死亡したとされる[218]。2022年2月の侵攻開始から数えて将官戦死の情報が11人目となる中、同メディアは「(階級に職責を加味すると)ツォコフ副司令官が最高位の可能性がある」と指摘した[218]。
- 北朝鮮の崔善姫外相は、アメリカ政府によるウクライナへのクラスター弾供与の方針について「世界を新たな惨禍の中に追い込もうとする危険千万な犯罪行為」だとして、撤回するよう求めた[220]。
- 公明党の山口那津男代表は、アメリカ政府によるウクライナへのクラスター弾供与の方針に関し、「評価は控えたい」と述べるにとどめた[221]。その上で、日本がクラスター弾の保有などを禁止する条約に加盟していると指摘し、「わが国は条約に入った精神を生かして対応すべきだ」と強調した[221][222]。立憲民主党の岡田克也幹事長は、クラスター弾供与は「看過できない」と主張し、政府に反対姿勢を明確にするよう求めた[221]。

### 7月12日
- ウクライナ空軍は、ロシア軍がウクライナの首都キーウなどに自爆型無人機15機を発射し、ウクライナ軍が11機を撃墜したと発表した[223]。2日連続のキーウなどを攻撃となる[223]。
- ウクライナ軍報道官は、ロシア軍が占領する東部ドネツク州の要衝バフムト近郊の戦闘でウクライナ軍が一定の戦果を収めたと表明した[224]。ウクライナ軍はバフムトの北と南で攻撃作戦を継続しており、一部の地域で戦果を収めたという[224]。ウクライナが反転攻勢を継続する中、ロシア軍は抵抗を強め、部隊の移動や予備役の投入を進めている。今回の戦闘でどの程度の領土を奪還したかは明らかにしなかった[224]。
- ウクライナの首都キーウ近郊で、ロシアの侵攻を受けるウクライナでの戦闘に参加し、死亡した外国人義勇兵の名前を冠した警備艇5隻が公開された[225]。アメリカの慈善家で作家としても活動するミッツィ・パーデューさんが追悼の意を表してキーウ州警察に寄贈した[225]。警備艇には2022年11月に死亡した20代の邦人男性を含む5人の名前をそれぞれ刻み、各国の国旗を掲揚した[225]。義勇兵の出身国は他にアメリカ、フランス、オランダ、オーストラリア[225]。パーデューさんは、式典で「彼らの勇気を忘れず、感謝は尽きない」とたたえた[225]。遺族らの話を元に5人の生い立ちなどに触れた冊子を作成し、邦人男性については「殺人や拷問のことを聞き、ウクライナの人々を助けたいと思った。愛する人たちのために命をささげた」と紹介した[225]。
- ウクライナのクレバ外相は、来年3月末までにウクライナ軍がF16戦闘機を運用可能になることに期待を示した[226][227]。訓練が今年9月初めまでに始まり、並行して戦闘機引き渡しの手続きを行うとし「来年の第1四半期が終わるまでにウクライナ上空を飛行すれば予定通りだ」と述べた[226]。
- ゼレンスキー大統領は、ストルテンベルグNATO事務総長と記者会見を行い、NATO首脳会議での決定に関してウクライナのNATO加盟への「重要なシグナル」であり、多方面にわたる協力強化を評価した[228][229]。ロシアに対してもウクライナが独立国家であるとの強力なメッセージになるとの考えを示した[228]。一部加盟国がウクライナ加盟の検討を「恐れている」と述べる一方、「誰も世界大戦になることは望んでいない」と述べ、NATOの決定に理解を示した[228]。ただ、首脳会議については加盟に向けた招待があれば「理想的だった」としつつも、その結果は「よいものだ」との認識を示した[228][229]。「ウクライナは領土を政治的地位や『紛争の凍結』と交換するつもりはない」と述べた[230]。ウクライナのNATO加盟と引き換えに、被占領地域を放棄する形でロシアとの停戦を求める圧力が強まる事態を警戒した発言だとみられる[230]。「高齢者が1人しか住んでいない村」であってもウクライナはロシアに譲歩しないと強調し、「パートナー各国は私の立場を良く知っている」とも述べ、ウクライナの将来のNATO加盟と領土の奪還は別問題だとする認識を示した。また、今回のNATO首脳会議で各国からウクライナ支援を継続するとの確約を受けたと説明[230]。ウクライナがNATOに加盟する時期は明確にされていないとしても、「戦争が終わり次第、ウクライナはNATOに招待され、加盟国になると確信している」と表明した[230]。
- イギリス政府は、ウクライナに対して長期的な安全保障を約束する共同宣言にG7の全ての国が署名すると発表した[231]。ウクライナはNATO加盟が実現するまでの間、自国の「安全の保証」を米欧各国に求めていた[231]。スナク英首相は「ウクライナがロシアの残虐行為に再びさらされることがないよう、我々の決意を再確認するものだ」と強調した[231]。共同宣言には、侵略の早期終結とロシアの将来の攻撃の抑止に向け、ウクライナに長期的な支援を提供することを盛り込む[231]。各国はウクライナに対し、複数年にわたる得意分野での支援を個別に表明する見通し[231]。軍事装備の提供、サイバーや偽情報対策の支援、軍事訓練の拡大、ウクライナ経済の基盤強化などが想定される[231]。バイデン米大統領は、停戦合意などを条件に、アメリカがイスラエルに対して行っているような複数年の軍事支援の用意があるとの考えを示していた[231]。
- G7首脳は、ウクライナへの永続的な安全保障上の支援を表明する「ウクライナ支援に関する共同宣言」[232]を発表した[233][234][235]。ウクライナに対し、ロシアによる侵略を将来的にも抑止するために、軍事支援を通じた長期的な安全保障を約束した[234][235][236]。ウクライナがNATOに加盟するまでの間、G7としてもウクライナの主権と領土の一体性の維持を支える姿勢を明確にした[234]。長射程兵器や戦闘機などを含む最新の軍事装備品を継続的に提供するほか、ウクライナ軍に対する訓練やインテリジェンスの共有と協力などを掲げた[234][235]。ウクライナはその見返りとして、司法や経済の改革、透明性の強化といった措置を講じることを約束する[235]。議長の岸田文雄首相は、G7はウクライナに今後も寄り添うと強調した[233]。バイデン米大統領はウクライナへの支援は限りなく続くと語った[233][235][236]。ショルツ独首相は、ウクライナを支援する長期戦略の一環だと指摘[235]。マクロン仏大統領も、ウクライナに対する長期的な支持を示すものだと述べた[235]。ゼレンスキー大統領も会談に立ち会い[234]、「ウクライナの安全保障上の勝利だ」と歓迎した[233][235][236]。共同宣言はウクライナを軍事的、経済的にどう支援していくかについて定めた[233]。G7がウクライナの安全を「保証」するのは、ウクライナのNATO加盟までの「つなぎ」の意味合いが強い[233]。軍事支援で憲法上の制約がある日本も可能な範囲で加わる[233]。
- 岸田文雄首相は、G7が軍事面を含むウクライナへの永続的な支援をうたった共同宣言を発表したことに関し、「憲法、法令の範囲内で日本らしい支援を行い、恒久的な平和を早期に実現できるようウクライナと協議を進めたい」と語った。宣言については「全ての国に開かれている。国際社会の多くの国々が参加することを期待している」と述べた[237]。
- NATO首脳会議は、リトアニアの首都ビリニュスで2日目の討議を行い、閉幕した[236][238]。ゼレンスキー大統領と「NATO・ウクライナ理事会」の初会合を開き[239]「ウクライナをNATOに近づける重要な一歩だ」と意義を訴えた[238]。NATO各首脳は追加の武器支援などを打ち出し、対露結束を確認した[236]。
- ゼレンスキー大統領は、リトアニアの首都ビリニュスでバイデン米大統領と会談し、G7が長期的な安全保障支援を表明したことに謝意を示した[240]。その上で「われわれは素晴らしく団結している。首脳会議は成功した」と語った。アメリカが供与の方針を示したクラスター弾にも言及した[240]。不発弾により民間人に被害が出る可能性が高いことから、非人道的とされるクラスター弾について、ロシアも使用していると指摘し、「世界中のすべての地域からロシアが同じような批判を耳にしたわけではなかった。批判するのはとても簡単だが、この決定はわれわれの助けとなるだろう」と強調した[240]。
- ゼレンスキー大統領は、ドイツがウクライナに対して地対空ミサイル「パトリオット」の発射装置やミサイルを追加供与すると明らかにした[241]。ショルツ独首相と、ウクライナがNATO加盟に向かう中での安全保障の確約について協議を行ったと明らかにした[241]。ドイツがウクライナの防衛について複数年にわたって支援する用意があることに謝意を示し、「長期的な支援プログラムは、我々の欧州が安全と平和の空間であり続けるということを世界の全ての人々に伝える最良のメッセージだ」と述べた[241]。これまでもパトリオットが供与されており、ウクライナの長距離防衛能力を向上させていた[241]。
- オーストラリアのアルバニージー首相は、リトアニアの首都ビリニュスでゼレンスキー大統領と会談し、ウクライナへの追加支援として豪州製の装甲車「ブッシュマスター」を30台供与すると伝えた[242]。ブッシュマスターの提供は累計で120台となる[242]。アルバニージーは「ウクライナに揺るぎない支援を続ける」と強調し[242]、ゼレンスキーは謝意を示した[242]。
- ウォレス英国防相は、2022年6月にウクライナのキーウを訪問しゼレンスキー大統領と会談した際、供与を希望する兵器のリストを提示され「われわれはアマゾンではない」と不満を伝えていたと明らかにした[243][244]。ウクライナに巨額の武器支援を続ける欧米諸国に対し、ウクライナは、もっと感謝の意を伝えるべきだとの持論を展開した[243]。英国は支援を続けるとしたものの、ウクライナに適切な対応を要求した[243]。スナク英首相は「ゼレンスキー氏は何度もわれわれに感謝の意を表してきた」と発言の火消しに走った[243]。ゼレンスキーも「イギリスにはいつも感謝している」と述べ、両国関係に変化はないとした[243]。
- 国連は、グテレス事務総長が7月11日にプーチン大統領に書簡を送り、ロシア産の食料などを輸出する際にロシア農業銀行を通じた支払いを可能にする対策を提案したと発表した[245]。国際決済ネットワーク「SWIFT」に参加させる内容という[245]。2022年7月にロシアがウクライナ産穀物の輸出に合意する見返りとして、国連はロシア産の輸出正常化を約束したものの、日米欧によるSWIFTからの排除で農業銀行を通じた取引ができず障害となっている[245]。ロシアは輸出が促進されなければ、今月17日に延長期限を迎える穀物合意を離脱するとしている[245]。
- ペスコフ露大統領報道官は、ウクライナの「安全の保証」をG7が提供することについて「ロシアの安全を侵害することになる」と批判した[246]。その上でG7共同宣言は「極めて見当違いであり、潜在的に非常に危険だと考えている」と述べた[246]。「われわれはG7によるウクライナへの安全の保証の提供は大きな過ちであり、非常に危険な恐れがあると考えている」と表明[247]。「ウクライナに対して何らかの安全の保証を提供することは、安全保障の不可分性に関する国際的な原則を無視することになるからだ。ウクライナに保証を提供することはロシア連邦の安全保障を侵害することになる」と主張した[247]。
- ラブロフ露外相は、ウクライナでの武力衝突は西側がロシアを支配し打ち負かす計画を断念するまで続くとの見方を示した[248]。「アメリカ主導の西側集団」が目指すのは世界的覇権を強めることだと述べた[248]。ウクライナでの武力衝突が終わらない理由は非常に単純だとし、「西側が優位性を維持する計画をあきらめ、ウクライナを手先にロシアに戦略的敗北をもたらそうという執拗な願望を克服するまで続くだろう」と発言した[248]。「今のところこの立場に変化の兆しは見られない」と語った[248]。
- ロシア外務省は、「NATOはとうとう東西冷戦時代の枠組みに戻った。彼らは自分たちの10億の国民を残りの人類から守るという名目を掲げ、世界を民主主義陣営と専制主義陣営に分割するイデオロギーに基づいて動いている」などと非難する声明を発表した[249][250]。NATOがロシアの提唱する「多極的な世界秩序」を受け入れず、欧米側が「覇権」を持つ既存の世界秩序を維持しようとしているとし、世界を不安定化させてテロを解き放ち、民間人の流血を招いていると主張した[249]。また、NATO首脳会議でロシアを「最も重大かつ直接的な脅威」と改めて位置付けたと批判した[249]。NATOはウクライナについて、ロシアを弱体化させるための「消耗品」としか見ていないとも主張した。さらに、NATOが加盟国の国防費の目標をGDPの「最低2％」としたことに関し、アメリカの軍産複合体の利益になるだけだと主張し、NATO各国はウクライナに供与して破壊された兵器を埋め合わせるため、アメリカから法外な価格で兵器を購入させられるだろうとした[249]。最後に「ロシアはNATO首脳会議の結果を注意深く分析する。ロシアの国益に向けられた挑戦と脅威に対し、われわれはあらゆる手段を用いて対抗する。ロシアは軍事力と国防システムを強化し続ける」と警告した[249]。
- ロシア産原油の価格が、G7・EU及びオーストラリアが対露経済制裁で設けた上限の1バレル＝60ドルを初めて突破した[251]。主要産油国の追加減産で原油相場が押し上げられた[251]。ウクライナ侵攻の戦費に充てるロシアの原油収入を抑える制裁の効果が薄れる恐れがある[251]。G7が追加措置を検討するかどうかが焦点になる[251]。英調査会社アーガス・メディアが明らかにした[251]。アーガス社は、原油を船積みする前に価格を算出しており、実際の取引価格とは異なる可能性もある[251]。
- 松野博一官房長官は、ウクライナのNATO加盟問題について、「NATO加盟国がウクライナとの連帯を改めて明確にしたことを歓迎する」と述べた[252]。

### 7月13日
- クライナの首都キーウのクリチコ市長は、ウクライナ軍が未明にロシア軍の無人航空機などを撃墜したものの、1人が死亡したと明らかにした[253][254]。キーウへの攻撃は3夜連続[253][254]。キーウ市ポディル地区でのアパート火災の消火活動中に男性の遺体が見つかった[253][254]。また、市内のいくつかの地域で被害があり、ダルニツキー地区では2人が負傷し病院で手当てを受けているという[253][254]。一方、ウクライナ空軍は、未明の攻撃で使われたロシア軍のミサイルやイラン製ドローン20機などを撃墜したと発表した[253]。声明によると、ウクライナ空軍はロシア軍のドローンを主にキーウ州上空で撃墜。ロシア軍はまた、黒海から巡航ミサイル2発、クリミアから弾道ミサイル1発を発射したという[253]。声明には「ウクライナ空軍の対空ミサイル部隊や戦闘機、機動射撃隊、そしてウクライナ国防軍の他の組織の防空が敵の攻撃を撃退した」とある[253]。
- ウクライナ政府は、首都キーウの巨大な祖国の母像(祖国記念碑)が掲げる盾の旧ソ連の国章を、ウクライナの国章に取り換える計画を発表した[255]。共産主義やロシア化の過去の克服を望むウクライナ国内の動きの一環[255]。祖国の母像はキーウ中心部を流れるドニエプル川沿いの丘にそびえ立ち、台座を含む高さは102 mに及ぶ[255]。右手に剣、左手に盾を掲げ、旧ソ連時代の1981年に完成した[255]。現在は国立の「第二次大戦歴史博物館」の一部となっている[255]。盾にある鎌とつちの入った旧ソ連の国章を今回、三つまたの矛のウクライナ国章に置き換える[255]。トカチェンコ文化情報相は「真に歴史的で象徴的な瞬間だ。独立以降、さまざまな議論があったが、(ロシアの)侵攻でさらに盛り上がった」と指摘した[255]。費用は約2800万フリブナ(約1億500万円)で、国内の大企業の寄付で賄うという[255]。
- ウクライナのマリャル国防次官は、ウクライナ東部ドネツク州の激戦地バフムトの戦況に触れ、ウクライナ軍はさらなる進撃を果たしており、州内の各地でもロシア軍の攻撃を押し返していると報告した[256]。ロシア軍は、ドネツク州リマン、アウディーイウカやマリインカ、隣接する北東部ハルキウ州クピャンスクで再三、ウクライナ軍の防御線の突破を試みているが、ウクライナ軍が撃退に成功していると述べた[256]。バフムト周辺でウクライナ軍は南側の側面から攻撃を仕掛けて前進しており、占領されていた地域で陣地を強化しているとした[256]。同市の北端部や南端部では高台の場所の確保に努めているとした[256]。また、中南部ザポリージャ州の戦線にも言及し、メリトポリ、ベルジャンスク両市へつながる方面でウクライナ軍は攻勢を続けていると説明した[256]。敵側を弱体化させる多くの作戦も進めているとも述べた[256]。ロシア軍の武器弾薬の多くの貯蔵施設などを破壊したため、ロシア軍の攻撃の回数は落ち込んだとも主張し、ロシア軍の後方支援や統制指揮の拠点へのミサイル攻撃や長距離用の砲撃を増大させているともした[256]。
- ウクライナ南部ザポリージャ州メリトポリのイワン・フェドロフ市長は、ウクライナ軍がロシアの支配下にあるザポリージャ州トクマクのロシア軍基地を攻撃し、ロシア軍兵士最大200人と、トクマクの指揮官が死亡したと明らかにした[257]。「ウクライナ軍がトクマクにある占領者の陣地への攻撃を成功させた」と述べた[257]。ロシアが任命したザポリージャ州の自称当局者ウラジーミル・ロゴフも、トクマクでの一連の爆発に言及し、空き地での火災の様子を映した動画を投稿した[257]。
- バイデン米大統領は、フィンランドの首都ヘルシンキで記者会見し、ロシアによるウクライナ侵攻について、「ウクライナの反転攻勢が大きく前進し、どこかで交渉による解決を生み出すだろう」との見通しを示した[258]。同時に「プーチンは既に戦争に負けた」とも強調した[258][259][260]。米大統領が停戦交渉に言及するのは珍しく、戦況がウクライナに今後大きく傾くと分析しているようだ[258]。バイデンは「この戦争が何年も続くとは思わない」と断言し、その理由として「ロシアがいつまでも戦争を続けられるとは思えない」と指摘した[258][261]。さらに「戦争を続けることが経済的にも政治的にも、あるいはそれ以外の面でもロシアの利益にならないと判断する状況が訪れる」と説明した[258][259]。
- 米軍高官は、アメリカが供与したクラスター弾がウクライナに既に到着していると明らかにした[262][263][264]。国防総省のライダー報道官は、ワグネルについて「現時点でウクライナで戦闘に参加していない」と述べた[262][265]。部隊の大部分はウクライナのロシア占領地域に残っているという[262]。
- オースティン米国防長官は、ウクライナがロシアによる侵攻の終結後にNATO加盟することは「間違いない」と述べ、実現を確信しているとした[266]。ウクライナの軍事力がNATOに加盟する基準に達しているかを問われ、「訓練や装備の面でまだやるべきことがある」と述べ、軍事支援を通じてウクライナ軍の能力強化を進めていると説明した[266]。民間人を巻き込む危険があると批判されるクラスター弾について「ウクライナはロシアのように他国侵略のために要求しているのではない」として防衛目的だと指摘し、アメリカによるウクライナへの供与を正当化した[266]。
- 英国防省は、ロシア軍が旧式の装甲車に数トンの爆発物を積み、車両運搬式即席爆発装置(VBIED)としてウクライナ侵攻の前線で使っているとの分析を発表した[267]。目標に達する前に多くが地雷により爆破されるが、ウクライナ軍に心理的な打撃を与えていると指摘した[267]。ウクライナ東部ドネツク州の激戦地マリンカで多くの使用が確認された[267]。装甲車を目標に向かって走らせた後、運転手は脱出[267]。VBIEDの活用はロシア南部チェチェン共和国の部隊が展開してから数日後に始まったとし、同部隊が主導している可能性があるとした[267]。1990年代のチェチェン紛争時にチェチェンの戦闘員が即席爆発装置に精通していた経緯があり、英国防省はチェチェンの部隊が今年1月にもVBIEDを保有していたと分析している[267]。
- プーチン大統領は、ウクライナのNATO加盟問題について「ロシアの安全に脅威をもたらすと何度も指摘してきた」と述べ、加盟問題が2022年2月に侵攻に踏み切る原因だったという認識を示した[268]。ロシアはウクライナの「中立化」などを目標に掲げている[268]。また、ウクライナがNATO加盟しても「ウクライナの安全が強化されるわけではなく、世界がさらに脆弱になり、国際社会での緊張につながる」と持論を展開した[268][269][270]。
- ラブロフ露外相は、西側諸国のF16戦闘機について、核兵器が搭載可能である以上、ウクライナに供与されれば「核」の脅威と見なすと警告した[271]。ロシアへの反転攻勢を進めるウクライナは西側諸国に対し、最新鋭の戦闘機の供与を求めている[271]。ロシア外務省の発表によると、ラブロフは「ロシアは核搭載能力を看過できない」との考えを示し、「ウクライナ軍がそのようなシステムを保有しているという事実自体を、核の領域における西側諸国からの脅威と見なす」と述べたという[271]。
- AP通信は、ロシアがウクライナの民間人に強制労働をさせており、2026年までに25か所の収容所などを作る計画があると報じた[272]。ウクライナの反転攻勢に備えた塹壕を掘らせるため、拘束した民間人を働かせているという[272]。激しい戦闘が続いているウクライナ南部ザポリージャ州などではロシア軍に拘束された市民が塹壕や集団墓地を掘っているという[272]。ウクライナ軍の標的にさせるため、ロシア軍の制服を着せられることもある[272]。　国際法は理由のない民間人拘束を禁じているが、ロシア軍はウクライナ兵以外に民間人も拘束し、強制移送している[272]。ロシアとベラルーシの40か所、ウクライナの63か所の拘留施設に、各4000人以上が拘留されているとみられる[272]。
- 7月10日に来日したウクライナ国家警察の幹部ら10人が、福島県を訪れた[273][274]。午前中、浪江町にある震災遺構の請戸小学校を訪れ、県警の吉田浩道災害対策課長から津波や東京電力福島第1原発事故の被害や、県警の当時の活動状況について説明を受けた[273][274]。午後は福島市の県警科学捜査研究所を訪問し、DNA型鑑定などを専門とする研究員から、腐敗や損傷によって状態が悪くなった遺体の身元確認の手法に関し講義を受けた[273][275]。引率した県警刑事部の阿部勝也参事官は「震災時の状況を説明すると、幹部らから共感の声が上がり、過酷な環境で警察活動に当たっているのだと感じた。同じ警察として検視の経験や技術を伝え、力になりたい」と話した[273]。

### 7月14日
- ゼレンスキー大統領は、ウクライナ国民はウクライナ東部および南部へのウクライナ軍の進軍を阻止するためにロシアがあらゆる手段を講じていることを理解しなければならないと述べた[276]。「ウクライナ南部と東部のロシア軍はウクライナ軍を止めるためにあらゆる手を尽くしていることを、われわれ全員が可能な限りはっきりと理解しなければならない」と指摘し、ウクライナ軍のあらゆる旅団の成功はウクライナ国民からの感謝を受ける価値があるとした[276]。
- アメリカ政府当局者は、アメリカがウクライナへ供与したクラスター弾を実戦に投入する時期に触れ「我々は最初にロシア側に知らせるとの決定を下している」ことを明らかにした[277]。クラスター弾を非常に迅速にウクライナへ引き渡した背景にも言及し「欧州内に既に事前配備されていたため」とした[277]。米統合参謀本部のシムス作戦担当部長は、ウクライナは「ロシアと違い、クラスター弾を民間人の居住地域近くで使用する意向は一切持っていない」とも言い切った[277]。
- EU財務相は、ウクライナへの長期的な追加財政支援案を全会一致で支持した[278]。議長国であるスペインのカルビニョ経済相は「議長国であるスペインは2024年1月までに安定した枠組みを確立するため、迅速に手続きを進めることを約束する」と述べた[278]。また、ロシアの侵攻によって経済が打撃を受けたウクライナを支援するためにはより多くの技術的な作業が必要とした[278]。欧州委員会は2027年までのEU予算の660億ユーロ増額を提案しており、そのうち500億ユーロはウクライナ支援に当てられる予定[278]。
- ボレルEU外交安全保障上級代表は、ラブロフ露外相がASEAN関連会合で、ウクライナからのロシア軍撤退を求める声を激しく拒否したと、明らかにした[279]。
- 自由民主党の茂木敏充幹事長は、ポーランドの首都ワルシャワで、ウクライナから避難した子どもや保護者を支援する施設を視察した[280]。子どもたちに日本のけん玉をプレゼントし、遊び方を教えるなどしてふれ合った[280]。「長期間、祖国を離れた生活を余儀なくされている人に対する支援も大切だ。一日も早く平和が訪れて、美しい大地に戻れるようにしたい」と語った[280]。その後、ポーランドのエミレビッチ・ウクライナ開発協力担当政府全権代表と会談し、ウクライナの復旧復興を官民挙げて支援する方針を伝えた[280]。
- 7月10日に来日したウクライナ国家警察の幹部ら10人が、福島県での研修を終え、記者会見した[281]。代表のオレクサンドル・シュルハ中佐は「震災時の警察活動は、攻撃にさらされる中で活動する自分たちと似ており、どれほど大変だったか理解できた。ウクライナに戻り、学んだことを生かしたい」と述べた[281]。ウクライナでの検視活動の現状について、幹部らは「少なくとも3500人の遺体が身元不明のままとなっている。攻撃によってインフラや機材が大幅に制限されている状況だ」と語った[281]。幹部らは会見前に県警幹部らと面談し、検視の手順や使用機材など技術的な情報や、今後の具体的な協力について話し合ったという[281]。

### 7月15日
- ウクライナのイエルマーク大統領府長官は、長距離ミサイル「ATACMS」が近くウクライナの保有兵器に加わる可能性に楽観的な見方を示した[282]。ATACMSは米国製の誘導ミサイルで、最大射程は300 ㎞に上る[282]。バイデン政権がATACMSの供与承認に関する決定を下す時期は「非常に近い」としたが、最終決定はまだ下されていないとも強調した[282]。ウクライナの指導者は戦争初期の時点から、ATACMSの供与を要望リストの上位に挙げていた[282]。長射程のATACMSが供与されれば、ロシアの占領下にあるクリミア半島やロシア本土を含めさらに多くの攻撃目標が射程に入るとみられ、アメリカは懸念を示している[282]。ウクライナが重視する攻撃目標としては、弾薬集積所や燃料庫、前線のはるか後方に位置するロシア兵の収容施設などがある[282]。ウクライナはここ数か月、地上攻勢前に敵の補給線を攪乱し劣化させる「形成作戦」の一環で、こうした攻撃を強化してきた[282]。5月にイギリスから供与されたミサイル「ストーム・シャドー」を効果的に活用し始めていることを示す情報もある[282]。ニューヨーク・タイムズは、ATACMSをウクライナに供与するかどうかバイデン政権内で「静かな協議」が行われていると報じていた[282]。ウクライナにATACMSは必要ないとの米国の従来の立場を覆したことになる[282]。
- 尹錫悦韓国大統領は、ウクライナの首都キーウを訪問し、ゼレンスキー大統領と会談した[283][284][285][286][287]。両首脳は韓国による軍需物資提供や人道、復興分野の支援拡大で合意した[283][285][287]。共同記者会見を開き、尹大統領は、朝鮮戦争で韓国が一時は国土の9割を北朝鮮に奪われたものの、国際社会の支援を受けて反撃したことに言及しつつ、ロシアの侵攻を糾弾し「われわれが強く連帯して共に戦えば、自由と民主主義を守ることができる」と訴えた[283][286]。「ウクライナが必要とする軍需物資の支援を続ける」と強調した[283]。既に供与した防弾チョッキやヘルメットに加え「今年は、より大規模に実施する」と述べたが、殺傷能力のある兵器には言及しなかった[283][287]。今年は1億5000万ドル(約208億円)の人道支援を提供する[283][286]。首脳会談に先立ち、首都近郊の民間人が多数殺害されたブチャや、住宅地へのミサイル攻撃が集中したイルピンの視察も行った[283][284][286]。ゼレンスキー大統領は「ウクライナの主権を守るための支援に感謝する」と表明した[283][286][287]。
- ニューヨーク・タイムズは、6月から始まったロシアに対するウクライナの反転攻勢に関し、最初の2週間でウクライナが投入した兵器の最大20％が破壊されたか、損害を受けたと報じた[288][289][290][291]。西側から供与された戦車や歩兵戦闘車が含まれているという[288][289]。反攻はロシア軍の強固な防御態勢を前に遅延したり、一部で停止したりしている[288]。反攻の停滞に加え、ウクライナ軍が地雷原を突進するのではなく、砲撃や長距離ミサイルでロシア軍を消耗させる戦術に転換したことから、兵器損耗率はその後の数週間で約10％に低下した[288][289][290][291]。アメリカ供与のクラスター弾によって反攻が加速する可能性があると指摘した[288][289][291]。

### 7月16日
- ウクライナのマリャル国防次官は、東部ハリコフ州クピャンスク方面でロシア軍が攻勢を強めており、ウクライナ軍が苦戦しているとの認識を示した[292]。東部ドネツク州バフムト周辺では一進一退の攻防が続いているとした[292]。一方、南部ザポリージャ州のベルジャンスク方面で、ウクライナ軍が1 ㎞以上前進したと説明した[292]。前線付近で地雷除去をしながら、砲撃しロシア側を後退させていると述べた[292]。
- ハリコフ州の州都ハリコフの工業地帯にミサイルが撃ち込まれ、検察当局によると、1人が死亡した[292]。攻撃には地対空ミサイルS300が使用されたとみられるという[292]。
- プーチン大統領は、ウクライナの反転攻勢に関し「われわれの防御を突破しようとする敵の試みは全て失敗に終わった」と主張した[293]。6月上旬の反攻開始から約1カ月半たっても、ウクライナが奪還したのは全土のうちわずかな面積とされており、ロシアが事前に構築した強固な防衛網に自信を示した格好だ[293]。ロシアは反転攻勢を受け、ドイツ製戦車レオパルトなど西側諸国が供与した兵器を破壊したり、奪取したりしている[293]。「(分解して設計などを研究する)リバースエンジニアリングという言葉がある」と説明し、奪った兵器でNATOの軍事技術を解析し、ロシアがコピーする考えを示唆した[293]。ウクライナがアメリカから供与されたクラスター弾を使用すればロシアも「同様の対応をする権利がある」と述べ、ロシアがクラスター弾を使用しても正当化されるとの考えを示した[294][295][296]。ロシアも「各種のクラスター弾を大量に保有している」と認め「これまでは使う必要がなく、そうしなかった」と主張した[294]。その上で、バイデン米政権が以前にクラスター弾の使用を犯罪と述べていたと指摘。アメリカの供与を批判した[294]。
- G7財務相・中央銀行総裁会議をインド西部ガンディナガルで開催した[297][298]。ウクライナの復興支援や対露制裁の強化で結束を確認した[297]。G7議長の鈴木俊一財務相は「ウクライナの復興・再建支援を続けていく。G7の揺るぎない支援を改めて確認した」と説明した[297]。

### 7月17日
- ウクライナに近い南部クラスノダール地方エイスク沖のアゾフ海に、ロシア軍のスホイ25攻撃機が墜落した[299]。訓練中だったといい、パイロットは緊急脱出したが、死亡が確認された[299]。
- ウクライナのレズニコフ国防相は、NATOへの加盟に向け、自国内に外国軍基地の設置を可能にするための憲法改正を提案した[300]。ウクライナメディア「リガ・ネット」に「NATO加盟までの移行期間が始まった」と寄稿し、外国軍基地の設置を禁じる憲法の条文を削除する必要性を訴えた[300]。ウクライナの加盟が簡単に実現しない場合でも、NATO加盟国が軍事基地を設置して部隊を常駐させれば、ロシアに対する抑止力になるとの計算があるとみられる[300]。
- ウクライナ軍高官は、ロシア軍が東部のドネツク州リマン方面とハリコフ州クピャンスク方面に計10万人以上の兵士を集中させていると指摘した[301]。大規模攻撃を準備している可能性がある[301]。ウクライナのシルスキー陸軍司令官は東部での戦況について「依然として困難だ」と説明した[301]。ロシア軍はリマンとクピャンスクの方面に900両以上の戦車や多連装ロケット砲370基を投入しているという[301]。
- ウクライナ陸軍トップのシルスキー司令官は、ウクライナ東部戦線で困難な状況に直面していることを認めたほか、ロシア軍がバフムート周辺に兵力を再配備して、ウクライナ軍の攻撃を阻止しようとしていると述べた[302]。ロシア軍はバフムト周辺でウクライナ軍の攻撃を阻止するため、空挺部隊を中心に追加の兵力や装備を集中的に再配備している[302]。「東部方面の作戦状況は依然として厳しい」と述べた[302]。ロシア軍はクピャンスク方面で攻撃を開始しており、ウクライナ軍の陣地の奥まで進攻しようとしているという[302]。
- ロシアが支配するウクライナ南部クリミア半島とロシア本土を結ぶクリミア大橋の一部が、損傷し通行止めになった[303][304][305]。自称「クリミア共和国」のアクショーノフ首長は、緊急事態を理由に通行止めとなったと明らかにした[303][304][306][307][308]。ロシア西部ベルゴロド州のグラトコフ知事は、州内在住の男女2人が死亡したと明らかにした[303][308]。ウクライナの攻撃が、ロシア軍の補給妨害とプーチン政権の威信失墜を狙ったとの見方が出ている[309]。2022年10月にもクリミア大橋の爆破事件が起きている[304][306][310]。BBCは「橋の一部が損傷を受けた可能性がある」と報道した[306]。ロシア本土側で「(橋の方から)爆発音が2回聞こえた」という証言も紹介した[306]。複数のウクライナメディアは、関係者の話として、ウクライナ保安局とウクライナ海軍が関与したとの見方を伝えた。無人艇が使われた可能性も指摘した[311]。プーチン大統領は、2022年10月に続く「クリミア大橋の2度目のテロ」と表現し、ゼレンスキー政権の仕業と断定した[312][313][314]。その上で「ロシアから報復は必ずある。国防省がしかるべき提案をする」とウクライナに警告した[312][315][316]。「治安・捜査当局に真相の解明を命じた」と表明した[312]。混乱を踏まえ、安全対策の強化を求めた[312]。米国家安全保障会議のカービー戦略広報調整官は「ウクライナの戦況に大きな影響を与えることはない」との見方を示した[317]。「ロシア軍にはウクライナに展開する部隊に後方支援を行う手段がほかにも多くある」と指摘し「現時点でクリミアやウクライナ南部のロシア軍の防衛態勢、軍事能力への影響は見られない」と語った[317]。
- ロシアのペスコフ大統領報道官は、ウクライナからの穀物輸出合意について「事実上きょうで効力を停止した」と述べた[305][318][319][320][321]。ロシアは従来、合意延長に応じる条件として、ロシア農業銀行を国際決済ネットワーク「SWIFT」に再接続することや対露制裁に伴う物流問題の解消などを提示している[322]。「ロシアの要求が満たされれば履行に直ちに復帰する」と語った[318][320]。西側諸国との国交断絶の可能性について問われると、対話のチャンネルを開いておく必要があり、断交は「全く正しくない」と答えた[323]。ロシアのザハロワ外務省情報局長は「合意延長に反対だとトルコやウクライナ、国連に正式に通知した」と説明した[318][319][320]。グリズロフ駐ベラルーシ大使も、外交ルートでウクライナ側に通知したことを確認した上で、「18日に完全に停止する」と話した[318]。国際海事機関に対し、ロシアによる黒海での航行安全保証が取り消されると通達した[324]。このほか、ロシアに対する攻撃が続いていることを踏まえ、ウクライナによる脅威を「無力化」するために必要な対策を積極的に取るとも表明した[324]。ロシアとしては、合意からの離脱で国際社会を揺さぶり、自身の要求を聞き入れさせる思惑だとみられる[322]が、国際社会がロシアの揺さぶりに屈する保証はなく、合意維持を求めてきた途上国などからの支持の低下といったリスクもある[325]。グテレス国連事務総長は「非常に遺憾だ」と述べた[326]。合意によってこれまでに3200万tを超える食料が輸出され世界の食料価格引き下げに貢献してきたと指摘し「ロシアの決定はあらゆる場所で困窮している人々に打撃を与える」と非難した[326]。ンゴジ・オコンジョ・イウェアラWTO事務局長は「食料価格の高騰に苦しむ低所得国の人々にさらに悪影響が出ると危惧した[327]。フォンデアライエンEU委員長は、「皮肉な行動」と非難したうえで、EUは今後も貧しい国々の食料安全保障の確保に向けて取り組んでいくと述べた[328]。「国連とトルコの取り組みにもかかわらず、ロシアが黒海イニシアティブを終了させるという皮肉な行動を強く非難する。EUは世界の脆弱な国々の食料安全保障の確保に取り組んでいる」とした[328]。ボレルEU外交安全保障上級代表は、ロシアの決定は不当であり、ウクライナとの戦争で食料を武器として使用していると指摘した[328]。「世界中の多くの人々に多くの問題を引き起こす非常に深刻な事態だ」とし、「この決定についてロシアを非難しなければならない。人々の飢餓を武器にする、まったく不当なものだ」とした[328]。米国家安全保障会議のホッジ報道官は、「食料安全保障を悪化させ、何百万人もの人々に損害を与える」と非難し、ロシアに対し決定を直ちに撤回するよう要請した[329]。カービー戦略広報調整官は、ウクライナ産穀物の輸出合意からロシアが離脱したことについて、「危険で無責任な決定だ」と非難し、ウクライナが今後も穀物輸出を行えるよう「他の国々との協力を進める」と強調し「世界の食料問題を悪化させ、多くの弱い立場の人々に害をなす」と指摘した[330]。ブリンケン米国務長官は「不当だ」と非難し「可能な限り早期に元に戻すべきだ」と述べ、ロシアに合意を延長するよう求めた[331]。合意が世界の食料価格の低下に寄与してきたとも指摘し、合意停止に伴い「各国は世界中で切実に必要としている人々に食料を与えない責任がロシアにあると知ることになる」と語った[331][332]。フランス外務省は「世界の食料安全保障を巡る恐喝をやめ、決定を取り消すべきだ」とロシアに要求した[327]。クレバリー英外相は「最も強い言葉で非難する」とし、ショルツ独首相も「ロシアは全世界を脅かしている」と不快感を示した[327]。メローニ伊首相も食料を武器として使うことは「人道犯罪だ」と批判し、中東やアフリカなどで食料危機が高まることを念頭に「最貧国にとって誰が敵なのかを示した」と訴えた[327]。トルコのエルドアン大統領は「きょう暗礁に乗り上げた形だが、プーチン大統領はこの人道的措置の継続を望んでいると信じている」と述べ、7月17日中に両国外相が協議し、進展が見られることに期待を示した[333]。ゼレンスキー大統領は、ウクライナが「4億人分の食料を供給している」[334]とし、ロシア離脱後も「黒海回廊を使用できるように全力を尽くす。われわれは恐れていない」として、輸出を継続する考えを表明した[335][336]。ウクライナが穀物を積んだ船の出港を認め、トルコが船の通過を許可すれば、穀物輸出は継続できるとの見方を示し、ウクライナ外務省に、トルコと国連に働きかけるよう指示したという[335][336]。ウクライナのクレバ外相は、世界的に穀物価格が上昇しアジアやアフリカの最も脆弱な地域の人々が影響を受けるとし、「ロシアは世界を脅迫する手段として飢餓を利用している」と非難した[336]。ロシアに対しこうした行為やめるよう呼びかけた[336]。ウクライナのポドリャク大統領府顧問は「黒海はロシアの内海ではなく、ロシアの管轄下にない」とし、穀物を「合法的な軍事目標」とすることはできない」と主張した[336]。
- 国連安全保障理事会は、ウクライナ情勢に関する閣僚級会合を開いた[337][338]。ロシアがウクライナ産穀物輸出合意の履行停止を発表したことについて各理事国から再考を要求する声が相次いだ[337]。ウクライナのクレバ外相は「アフリカや中東、中南米の最も貧しい人々の口から食べ物を奪う行為」と批判[338]し「ロシアが合意から手を引くことで食料価格は再び上昇する」と指摘した[337]。「ロシアは世界を脅迫している」と糾弾した上で、合意の再開を訴えた[337][339]。トーマスグリーンフィールド米国連大使も、新たな「残酷な行為だ」と強調した[337][338]。途上国を中心に食料危機が悪化するとして「われわれはロシアに対し、合意への参加継続を強く求めなければならない」と各国に協力を呼び掛けた[337]。アラブ首長国連邦の代表者は「最も弱い立場の人々が苦しい状況に置かれる」と述べ、再考を促した[339]。日本の武井俊輔外務副大臣は「ロシアが世界の他の国々を人質に取ったことを非難する」と演説した[337][338]。ロシアのポリャンスキー国連次席大使は「問題解決へ進展がみられなかった」ため、合意を停止したと主張した[337]。
- 米国際開発庁のサマンサ・パワー長官は、ウクライナを訪問し、5億ドル以上の人道支援を実施すると発表した[340]。今回の支援により食料や医療、安全な飲料水など戦争によって影響を受けた人々への支援が強化され、国連やその他の非政府組織パートナーを通じて提供されるという[340]。また、ロシア軍がウクライナの重要なインフラに与えた被害の修復を支援するために230万ドル相当の機材を、追加供与したと述べた[340]。
- イギリスは、ウクライナの子どもが強制的に連れ去られたことをめぐり、新たにロシアのクラフツォフ教育相らロシア人14人に制裁を科した[341][342]。資産が凍結されるほか、渡航も禁止される[342]。ロシアが1万9000人以上のウクライナの子どもたちをウクライナからロシアやロシアの支配地域に強制送還する際に「狡猾な役割」を果たした[341]。ウクライナの子どもたちについて、「おぼれ死ねばよかった」などと発言したロシア国営テレビ「RT」の元司会者アントン・クラソフスキーに対しても新たに制裁が科されるという[341]。クレバリー英外相は、子どもたちを強制送還するプログラムや悪意に満ちたプロパガンダの中にロシアのプーチン大統領の本当の狙いが見え、ウクライナを地図から消し去ることだとの認識を示した[341]。今回の制裁について、ウクライナが破壊され、国民的なアイデンティティーが解体され、ウクライナの未来が消え去ることを望む人々を含んだ、プーチン政権を支える人々の責任を問うものだと述べた[341]。

### 7月18日
- ロシア国防省は、未明にウクライナ南部の港湾都市を標的に「報復攻撃」を実施したと発表した[343][344][345][346][347]。ロシア軍はウクライナ南部オデーサとミコライウを攻撃し、燃料貯蔵施設やクリミア大橋の爆発を念頭に「テロ攻撃の準備が行われていた」として、オデーサ近郊の造船所を破壊したと主張した[343][347]。ウクライナ軍は、ロシア軍が黒海から発射した多数のミサイルと無人機を、防空システムによって撃墜したと発表した[348]。
- ウクライナ国防省の広報官は、東部ドネツク州西部の集落スタロマイオルスコエまでウクライナ軍が到達し、ロシア軍と市街戦を開始したと明らかにした[349]。同集落は反攻の主軸の一つである南部ザポリージャ州方面に位置しており、ウクライナ軍が徐々に着実に前進していることが示された[349]。
- ロシア軍は、ウクライナ東部ハルキウ州クピャンスク近郊の前線で攻撃作戦に成功し、一部で前進があったと発表した[350]。ロシア国防省はクピャンスク前線での攻撃が成功しており、「最大2 ㎞の区間で、最大1.5 ㎞前進した」と説明した[350]。ただし、この前進にかかった期間については触れていない[350]。
- 米軍制服組トップのミリー統合参謀本部議長は、進展の遅さを指摘されているウクライナの反転攻勢について「失敗とはほど遠い」と強調した[351][352][353][354]。ロシア軍の地雷原の突破に時間がかかっているとの見方を示した[351]。「ウクライナ軍は地雷原をゆっくりと慎重に、着実に突破している」と指摘し「事前の図上演習ではある程度の前進が予測されていたが、これは現実の戦争だ。現実に人間が死ぬ。そうなると部隊の動きは鈍くなりがちだ」と説明した[351]。
- アメリカがウクライナに供与したクラスター弾を巡り、ウクライナのシルスキー陸軍司令官は数日以内に使用する準備が整うと明らかにした[355]。ウクライナ軍が本格的にクラスター弾を使用すれば、ロシア軍も対抗するとみられ、戦闘がさらに激化する恐れがある[355]。別の軍幹部は「クラスター弾が戦場の問題を全て解決するわけではないが、敵の歩兵隊に最大限のダメージを与えられる」と話した[355]。
- アフリカ連合のファキ委員長は、ロシアがウクライナ産穀物輸出合意の履行を停止したことを受け「遺憾だ」と表明した[356]。ロシアを名指しで批判することは避け、問題解決を「関係者に求める」とした[356]。穀物や肥料の安定供給は「特に、アフリカにとって必要なものだ」と訴えた[356]。
- ゼレンスキー大統領は、ウクライナの首都キーウで国際協力機構の田中明彦理事長と会談した[357][358]。G7首脳会議で議長国を務めた日本の岸田文雄首相がウクライナ支援に指導力を発揮したと賞賛し「われわれにとって日本との対話は重要だ」と述べ、支援に謝意を表明した[357]。その上で、ウクライナは電力機器や地雷除去装置の製造、軍人向けリハビリセンターの設置で日本の関与を望んでいるとした[357]。田中理事長は「われわれの今後の協力に向けた協議ができて光栄だ」と応じた[357]。
- 日本政府は、対露追加制裁として、中古車を含む自動車の輸出規制対象を拡大する方針を固めた[359][360]。対露制裁を米欧並みに引き上げることで、経済制裁の効果を高める狙いがある[359][360]。詳細を詰め、改正省令を近く閣議決定する[359]。経済産業省は2022年4月から、ロシアへの600万円を超える高級車の新車と中古車などぜいたく品の輸出を禁止している[359][360]。今回は、新たに排気量1900ccを超えるガソリン車やディーゼル車のほか、電気自動車やハイブリッド車の追加を軸に調整する見通し[359][360]。
- 松野博一官房長官は、ロシアがウクライナ産穀物輸出合意の履行を停止したことについて「極めて遺憾だ」と述べた[339][361][362][363]。「ロシアの決定が世界の食料供給にもたらす影響を懸念しており、状況を注視している」[339][361]とし「G7を始めとする国際社会と連携し、再開されるよう強く求める」と述べた[362]。林芳正外相は「非難する。今回の決定がもたらす負の影響は、ロシアが最終的な責任を負うことになる」と指摘した[361][364]。
- 岸田文雄首相は、ロシアのウクライナ侵略は、ポスト冷戦期を終わらせる歴史の転換点となったとの認識を示した[365]。対露融和政策を大きく転換し、G7の一員として厳しい対露制裁に踏み切ったことは、ウクライナ問題は欧州にとどまるものではなく、世界全体の国際秩序に対する挑戦であり、今日のウクライナは明日の東アジアかもしれないと考えたからだとした[365]。日本が立ち上がったことでウクライナ問題はグローバルな問題になったとも述べた[365]。

### 7月19日
- ウクライナ南部の港湾都市オデーサで、未明にロシア軍による大規模な空爆があった[366][367][368][369][370]。オデーサへの攻撃は2日連続で「報復攻撃」が続いているとみられる[366][367][368][370]。ウクライナ側の発表によれば、ロシア軍は港や重要インフラを標的にミサイルで攻撃した[366]。穀物倉庫や石油ターミナルに被害が生じ、出火も確認されたが、犠牲者は出ていないという[366]。ウクライナは、この攻撃で6万tの農作物が被害を受けたと発表した[371]。ゼレンスキー大統領は「中国向けの農作物が保管されていた」と指摘し、穀物輸出への影響が大きいとの認識を示した[371]。
- 自称「クリミア共和国」のアクショーノフ首長は、早朝にクリミア東部の演習場で火災が起き、近隣住民2千人超を避難させる計画だと発表した[372][373]。死傷者はなかったとした[372]。ウクライナ国防省情報総局のブダノフ局長は「クリミアでの作戦が成功した」と発表し、ウクライナによる攻撃だったことを認めた[372]。「ロシア軍は大損害を受けたが隠している」とも指摘した[372]。ウクライナは南部方面での反攻を有利に運ぶ思惑から、ロシア軍の兵站拠点となっているクリミアへの攻撃を強化している可能性がある[372]。
- ロシア国防省は、「20日以降、黒海海域でウクライナの港に向かう全ての船舶を軍需物資の輸送船とみなす。船に掲げられた国旗の国もウクライナ側の参戦国とみなす」と警告する声明を発表した[374][375]。ロシアは運搬船を攻撃する可能性を示唆し、ウクライナがロシアの合意抜きで穀物輸出を再開させる事態を防ぐ思惑だとみられる[374]。一方、ゼレンスキー大統領は、合意当事国のトルコや他のパートナー国とともに「護送船団」を結成し、運搬船の安全を確保することを検討していると明らかにした[374]。ウクライナのボドナル駐トルコ大使は、NATO加盟国ルーマニアとブルガリアの領海を通じた穀物輸出が実現する可能性があると指摘した[374]。同じくNATO加盟国であるリトアニアとクロアチアも、ウクライナから陸路で穀物を運び入れ、自国の港から穀物を輸出するルートの構築を支援する用意があると表明した[374]。
- 米国防総省は、ウクライナへ約13億ドル(約1800億円)の追加武器支援を発表した[376][377]。地対空ミサイル「NASAMS」4基などを追加供与する[376][377]。今回の支援には152㎜口径の砲弾や地雷除去装置に加え[376]、自爆型無人機の「フェニックスゴースト」や「スイッチブレード」などが含まれる[377]。ウクライナの反転攻勢を後押しする狙いがある[376]。
- ムーアMI6長官は、ロシアのウクライナ侵攻に不満を抱くロシア人に対し「われわれのドアはいつでも開いている」と述べ、スパイ活動への協力を呼びかけた[378]。「ロシア軍がウクライナの都市を破壊し、多数の子どもを連れ去る状況にがくぜんとしているロシア人がたくさんいる」と述べ、「彼らは同胞のスラブ民族を攻撃するプーチン大統領の言い分が、うそと空想だと分かっている」と強調した[378]。侵攻後にMI6の活動に協力した人もいると述べ「共に流血を終結させよう」と訴えた[378]。

### 7月20日
- ロシア軍による攻撃により、ウクライナ南部オデーサの中国領事館に軽微な被害が出た[379]。夜間にあった攻撃のうち少なくとも1回は領事館の非常に近くで発生した[380]。中国外務省の報道官は「爆風で壁の表面と窓ガラスの一部が落下した」と明らかにし「領事館の職員は早くから避難しており、けが人は出なかった」と説明した[380]。「中国は情勢を注視し、引き続き関係者と連絡を取っている。ウクライナ国内の中国の機関や中国人の安全を保つため、あらゆる必要な措置を取る」と述べた[380]。オデーサ州のキペル知事は「敵が何も顧慮していないことの証しだ」とした[380]。
- ゼレンスキー大統領は、防空システムの能力強化に向け、西側各国に追加支援を要請していると明らかにした[381]。ロシア軍が7月17日以降連日、様々な種類のミサイル約70発と自爆型無人機約90機を南部オデーサやミコライウなどに発射したと説明した[381]。「ウクライナ空軍の防空能力は十分ではない[381]。オデーサや全土に平和と安全がもたらされるように、我々のパートナーと協議している」と述べ、防空システム強化の必要性を訴えた[381]。
- ウクライナのシュミハリ首相は、世界銀行から15億ドルの融資を受けると発表した[382]。日本政府が保証を提供するという[382]。融資は社会保障の強化、ロシアによる対ウクライナ戦争に巻き込まれている人々への支援、経済の再建に充てられると説明した[382]。また、世界銀行と国際金融公社がウクライナの新たなプログラムに80億ドル強を投じる計画であることも明らかにした[382]。
- ワシントン・ポストは、ウクライナ軍がアメリカが供与したクラスター弾の使用を開始したと報じた[383][384]。米国家安全保障会議のカービー戦略広報調整官は、クラスター弾について「非常に効果的に使用している」と語った[385][386][387][388]。ロシア軍の防衛線に「影響を及ぼしている」という[385][388]。
- グテレス国連事務総長は、ロシアがウクライナ産穀物輸出合意の履行停止を発表して以降、3日連続でウクライナ南部の黒海沿岸地域を攻撃したことについて「強く非難する」と表明した[389][390]。南部オデーサの港では食料貯蔵庫が被弾し、中国向けの穀物6万tが失われた[389]。小麦価格も高騰し、グテレスは「影響はウクライナの外まで及んでいる」と指摘した[389]。食料危機回避に向け努力を続けると述べた[389]。
- IAEAは、ロシアが占拠するザポリージャ原発について、爆発物などが仕掛けられていないか確認するためにアクセスが必要とした施設の屋根などへの立ち入り調査をロシアがまだ承認していないと明らかにした[391]。「IAEAの専門家はこの1週間、ザポリージャ原発で追加調査を行ったが、これまでのところ軍事用の重装備のほか、爆発物や地雷は確認されていない」としたが「1号機、2号機、4号機のタービンホールで輸送トラックを確認したが、爆発物や地雷の痕跡はなかった」と報告した[391]。ただ、特に関心の高い3号機と4号機の建屋の屋根などへの立ち入りはまだ許可されていないとした[391]。
- アメリカ政府は、対露追加制裁として、重要物資の調達などに携わる計約120の団体・個人を制裁対象に加えると発表した[392][393]。G7広島サミットで確認した対露制裁強化の一環[392]で、ロシアが侵攻で用いる電子機器や他の物資を入手するのを阻止する[393]。米財務省によると、今回の措置はロシアが金属・鉱業部門から得る収入を減らし、ロシアの将来のエネルギー生産能力を弱め、国際金融システムへのアクセスを低下させることも目的としている[393]。米国務省によると、対象にはワグネル創設者エフゲニー・プリゴジンとつながりのあるロシアと北朝鮮の個人が含まる[393]。ロシアへの弾薬供給を手助けしたという[393]。キルギスやアラブ首長国連邦、セルビアなど第三国を経由した制裁逃れの関連企業や、ロシアの武器製造企業なども含めた[392][393]。ブリンケン米国務長官は「同盟国と協力してロシアに経済的代償を科してきた」と強調し、引き続きウクライナを支援する姿勢を示した[392]。
- ボレルEU外交安全保障上級代表は、ロシアが侵攻するウクライナへの新たな軍事支援として、今後4年で計200億ユーロ(約3兆1200億円)を拠出する計画を加盟国に提案したと発表した[394]。「安全保障と復興に向けた長期的な取り組みに変える」と強調した[394]。既存の基金を活用し、年間50億ユーロ(約7800億円)をウクライナ防衛のために充てる考えを示した[394]。
- ドイツ政府は、独製旧式主力戦車「レオパルト1」を初めてウクライナに引き渡したことを明らかにした[395]。第1弾として10両が供与された[395]。今年中に約80両を引き渡し、来年前半までに計110両を届ける計画[395]

### 7月21日
- ゼレンスキー大統領は、ロシアの占領下にある南部クリミア半島とロシア本土を結ぶクリミア大橋について、「(ロシアが)弾薬を運び、半島の軍事化のために利用している。平和ではなく戦争を引き起こすものは無力化しなくてはいけない」と述べ[396][397]、「攻撃目標」との認識を示し破壊すべきとした[398]。橋では7月17日に爆発があり、ウクライナ軍による攻撃だったことを示唆させた[398]。反転攻勢に関しては「開始が遅れたためにロシアに防衛線を構築する時間を与えてしまった」とする一方、「われわれは、既にいくつかの地雷原を通過した。勢いを増す時期が近づいている」と進展に自信を見せた[396]。
- プーチン大統領は、ウクライナの反転攻勢について、西側諸国が軍事・財政的に支援しているにもかかわらず、失敗しているとの見方を示した[399]。ロシア安全保障会議の会合で「いずれにせよ、結果はまだ出ていない。ウクライナに投入された莫大な資金も、西側製の兵器や戦車、火砲、装甲車も役に立っていない」と述べた[399]。さらに、ポーランドを名指しし、ポーランド指導部がウクライナを占領する目的で「紛争に直接介入」しようとしていると主張した[399]。
- 国連安全保障理事会は、ロシアがウクライナ産穀物輸出合意の履行を停止したことを受け、緊急公開会合を開いた[400][401]。世界の食料危機が再び深刻化しかねず、各国からロシアに対し、合意への復帰を求める声が相次いだ[400]。トーマスグリーンフィールド米国連大使は「ロシアは世界の食料供給に戦争を仕掛けている」と糾弾した[400]。グリフィス国連事務次長（人道問題担当）は、69か国の約3億6000万人が食料などの支援を必要としていると説明した上で、合意停止により「その多くが命を落とす可能性がある」と訴えた[400]。日本の石兼公博国連大使も、ロシアが「食料を武器化」していると非難し「早急に穀物輸出を再開するよう強く促す」と述べた[400][401]。
- CNNは、中国がロシアに対し、防弾チョッキやヘルメットといった殺傷力のない防衛装備品を提供している情報があると報じた[402]。ロシア軍が実際に戦闘で使用したかについては明らかにしていない[402]。ボンヌ仏大統領外交補佐官は、中国が「軍事物資」をロシアに提供しているとして自制を要求した[402]。この発言を受け、フランス政府当局者が、軍民両面で利用可能な「デュアルユース」技術や防弾チョッキ、ヘルメットなどを例示したという[402]。
- 林芳正外相は、クロアチアのグルリッチラドマン外務・欧州問題相と東京都内で会談した[403]。ウクライナへの支援で結束していく方針を確認した[403]。共同記者発表で、林外相は、ロシアの侵攻を巡り「国際秩序が挑戦を受ける中、同志国間の連携はこれまで以上に重要だ」と強調した[403]。グルリッチラドマン外相は「ウクライナへの支援は世界の平和と安定への貢献だ」と述べ、地雷除去に向け開催する国際会議への日本の参加に期待感を示した[403]。
- 松野博一官房長官は、ウクライナ産穀物輸出合意の履行を停止したロシアを改めて非難し「世界の食料安全保障を確保するため、国際社会と連携しながらロシアが国際的な枠組みに復帰し、ウクライナから穀物輸出が再開されるよう強く求めていく」と述べた[404][405]。

### 7月22日
- ウクライナ東・南部で、ロシア軍とウクライナ軍のクラスター弾によるとされる砲撃があり、双方の従軍記者らが死傷した[406]。東部ドネツク州ドルジキウカでは、正午すぎ、訓練施設がロシア軍のクラスター弾の標的となり、ウクライナ兵1人が死亡した[406]。取材していたドイツの放送局ドイチェ・ウェレ映像記者1人を含む数人が負傷した[406][407]。ドイチェ・ウェレによると、負傷したのはエフヘン・シルコさんで、前線から23 ㎞離れた場所でウクライナ軍の訓練を取材していた[407]。一緒にいて無事だった同僚記者は「射撃訓練を撮影中に突然、爆発音が聞こえた。ウクライナ軍がクラスター弾と確認した」と話したという[406]。一方、南部ザポリージャ州ピヤティハトキでは、ロシア軍を従軍取材する記者団がウクライナ軍の砲撃に巻き込まれた[406]。ロシア国防省は、政府系紙イズベスチヤの記者を含む4人が負傷したと発表した[406][408]。うち1人は、ロシア通信の従軍記者ロスチスラフ・ジュラブリョフで死亡した[408]。ロシア外務省は、西側諸国による「計画された凶悪犯罪」だとし、報復する考えを示した[409]。「あらゆる情報が記者団への攻撃が偶然ではないことを示している」とする一方「管轄権を有する国際機関はこれまでと同様、今回も凶悪犯罪を見て見ぬふりだ」と糾弾した[409]。また、クラスター弾をウクライナに供与したアメリカも非難した[409]。その上で、記者殺害に関与した者は「相応の罰を必ず受けるだろう」とし、「クラスター弾の提供者にも同等の責任を取ってもらうことになる」と警告した[409]。
- 米国家安全保障会議のホッジ報道官は、ロシアが黒海で民間船を攻撃し、その責任をウクライナへ押しつける可能性があるとの見方を示した[410]。また、ロシアはウクライナの港湾へ通じる海域で新たな機雷を設置したとの声明も発表した[410]。ホッジ報道官は「黒海での民間船へのいかなる攻撃も正当化し、その責任をウクライナ側へ転嫁させる組織的な取り組みと受け止めている」と述べた[410]。ロシアは黒海に臨むウクライナの港湾都市オデーサへのミサイルやドローン攻撃を連日仕掛けており、これらの攻撃で農産物の保管施設などが狙われ、穀物約6万tが失われたという[410]。バーンズCIA長官も、ロシアが黒海で船舶を襲う「偽旗作戦」を準備している可能性があるとの見方を示した[410]。「ロシアがウクライナでの戦争開始へ向けて謀った(自作自演で危機を演出する)偽旗作戦のようなものを検討していることを示す非常に懸念を抱かせる兆候が一部ある」と指摘した[410]。換言すれば、黒海で船舶を攻撃し、責任をウクライナ側になすりつける方途を探しているとした[410]。

### 7月23日
- ウクライナ南部オデーサに、ロシア軍の大規模なミサイル攻撃があり、正教会の救世主顕栄大聖堂が破壊された[411][412][413][414][415]。大聖堂は、ユネスコ世界文化遺産「オデーサ歴史地区」に登録されており、文化遺産への攻撃は1954年ハーグ条約違反。ロシア国防省は世界遺産への攻撃を否定している[416][417]。反港湾施設や住宅も被害を受け、地元知事は1人が死亡、19人が負傷したと明らかにした[411]。オデーサなどを黒海沿岸地域を連日攻撃している[411]。ウクライナ軍によると、陸海空から巡航ミサイル17発と弾道ミサイル2発の計19発が撃ち込まれ、うち9発を撃墜した[411][412]。地元高官は「侵攻開始後、最大の攻撃だ」と非難した[411]。トゥルハノフ市長は「われわれ(ウクライナ人)を壊すことはできない。ただ怒らせるだけだ」と非難した[418]。ロシア語で演説し「(ロシア人は)子供たちや正教会に戦いを仕掛けている。道徳も価値観も、未来もないただの生き物だ」と指弾した[418]。オデーサを管轄するウクライナ正教会の高位聖職者は、プーチン政権に協力するロシア正教会のキリル総主教宛ての公開書簡を発表した[418]。「あなたが祝福したロシアのミサイルが(救世主顕栄大聖堂の)祭壇に真っすぐ飛んできた」と非難[419]し、両国の正教会間の断絶は決定的だと強調した[418]。ゼレンスキー大統領は「必ず」報復を受けることになると表明した[420]。「世界中の誰でもテロ攻撃に慣れるようなことがあってはならない。こうしたミサイル攻撃の標的は街や人だけではない。世界遺産に登録されている歴史的な地区が攻撃された。人類と、欧州文化全体の根幹が標的にされている」と述べた[415][420][417]。「ギリシャ総領事館も被害を受けた」と指摘した[418]。7月20日にも中国総領事館がロシアによる攻撃を受けており「ロシアのテロの影響が及んだ2番目の領事機関だ」と述べた[418][419]。
- ブリンケン米国務長官は、ウクライナが「当初ロシアに占領された地域の約50％を既に取り戻した」と語った[421]。ただ「まだ反転攻勢は序盤の段階にある」と指摘した[421]。残る地域の奪回に向けては、ウクライナは「非常に激しい戦い」に直面しており、すぐに成果が得られることはないだろうとの見通しを示した[421]。ウクライナがF16戦闘機を入手することになるかとの質問に、そうなると信じていると回答し「大事なのは彼らへ実際に届けられた際に、適切な訓練や保守管理を行い、うまく使いこなせるようになることだ」と強調した[421]。

### 7月24日
- ロシアの首都モスクワに、ドローン2機による攻撃があった[422][423][424]。いずれも市中心部に接近し、うち1機はロシア国防省の近くに落下した[422]。ロシア国防省は、ウクライナのゼレンスキー政権による「テロ攻撃」だとした上で、電子戦システムで墜落させたと主張した[422][423]。ウクライナ当局筋は、ウクライナ国防省情報総局が「特殊作戦」を行い、攻撃に関与したと認めた[422][424]。ウクライナのフェドロフ・デジタル変革相は、「ドローンが昨夜、ロシアの首都とクリミアを攻撃した。電子戦や防空は占領者の空を守る能力を徐々に失いつつある」と述べ、こうした事案はさらに増えると言い添えた[425]。ゼレンスキー大統領は攻撃に先立ち、ウクライナ南部の港湾都市オデーサに対するミサイル攻撃への報復を示唆していた[422]。モスクワのソビャニン市長は「(建物に)深刻な被害はなく、負傷者もいない」と説明した[422]。
- ロシア軍は、ウクライナ南部オデーサ州を流れるドナウ川沿いのレニの穀物倉庫や港湾施設を無人機で攻撃した[426][427][428][429]。州知事によると、攻撃で7人が負傷し、ウクライナ軍は無人機3機を撃墜した[427]。ロシアが黒海経由のウクライナ産穀物輸出合意から離脱後、ドナウ川を通じた輸出が代替ルートとして期待されており、ロシアが輸出妨害を狙った可能性がある[426]。川を挟んだ対岸はNATO加盟国のルーマニア領で、ルーマニアは攻撃を強く非難した[426][430]。ヨハニス大統領は「ルーマニアに非常に近いウクライナのインフラに対するロシアの攻撃を強く非難する。黒海の安全に深刻なリスクをもたらす」とロシアを非難した[426][430]。
- ウクライナのレズニコフ国防相は、CNNへのインタビューで、ロシアが占領するクリミア半島や、クリミア大橋への攻撃を継続する考えを表明した[431]。「これらの目標はいずれも正式な攻撃目標だ。ロシアの我々に対する戦闘能力を低減させ、ウクライナ国民の命を救うことにつながるからだ」と指摘した[431]。橋を恒久的に使用不能にすることかとの質問には「敵の補給線を破壊し、より多くの弾薬や燃料、食料などを入手する選択肢の阻止を図るのは通常の戦術だ」と答えた[431]。ロシアがウクライナ産穀物輸出合意の履行停止したことは「ばかげたやり方だが、これは現実だ。彼らがテロ国家である新たな証拠だ」と指摘した[431]。ロシアによる侵攻への反転攻勢が思惑通りに進まず、前進に遅れが生じていると認めた[431][432]。ただ、停滞は想定内で「憂慮していない」とも強調した[432]。「我が軍の将官や指揮官は戦場で本当の戦況を目にしている。そしてやはり、我々にとって主要な価値を持つのは兵士たちの命だと改めて指摘しなければならない」と述べた[431]。戦局の打開が遅れている理由として、防空上の問題や長距離に及ぶ戦線、ロシア軍部隊の規模の大きさなどを指摘した[432]。ロシア軍がウクライナ南部に敷設した地雷の撤去にも手間取り、「（敵陣）突破が極めて困難」だという[432]。「これは戦争だ。コンピューターゲームではない」とした上で、「反転攻勢が一つ残らず迅速でなければならないというのは誤った考えだ」と主張した[432]。もしウクライナ軍がクリミア半島とドンバス地域をつなぐアゾフ海沿岸のロシアの防衛線に穴を空けることができれば、ウクライナにとって「良い結果」になると指摘した[431]。「我々はロシア人ではなく、我が軍の兵士の命のことを考える必要がある。ロシアは兵士を大砲の餌に使っている」とも述べた[431]。F16については訓練は最低でも6か月間行われるとした[433]。ウクライナにはF16のための新たなインフラもいくつか必要だとの見方も示した[433]。来春までにはウクライナ上空でF16の運用を開始できる可能性があると楽観的に考えていると語った[433]。ウクライナが現時点でF16を保有していれば、現在行われている反転攻勢で、さらに前進するのに「確実に」役立っていただろうと認めた[433]。訓練はデンマークとオランダで行われる可能性が高いが、イギリスもしくはポーランドでも訓練が行われる可能性もある[433]。訓練では、技術者のためのセッションも集中的に行われる[433]。戦闘機の保守管理は「重要な任務だ」と述べた[433]。訓練は国ごとに分かれる可能性があるが、最終的な計画はまだ決まっていない[433]。クラスター弾については通常の弾薬よりも効率的であることを願っているとも語った[434]。クラスター弾の使用状況に関する報告書について、週内にもアメリカと共有すると明らかにした[434]。ウクライナのNATO加盟が承認される時期については、2024年7月にNATO結成75周年を祝う首脳会議が米ワシントンで開催されると指摘し[431]「誰にもわからないが、ウクライナにとって非常に重要な日となるかもしれない」としたうえで、「これは、あくまで私の予想だ」と言い添えた[431]。ウクライナの加盟は戦争が終わってからだということを認めた[431]。2024年夏までには戦争は終わっていると思うかとの質問には、「その通りだ。我々はこの戦争に勝つ」と即答した[431][435]。バイデン米政権が終戦後すぐのウクライナ加盟を拒否したことについて、重要視しない姿勢も示した[431]。「その必要はないと思う」と述べ、ウクライナは合理化された加盟手続きを進むことになり、その間に必要な改革に取り組むと言い添えた[431]。ウクライナがロシアと戦っていることを考えれば、ウクライナをNATOに加盟させる利点は増すばかりだと述べた[431]。勝利後の加盟によって、ウクライナがNATOや欧州にとっての東側の盾になると指摘した[431][435]。ウクライナがNATOの標準的な兵器を使用して、どのようにしてロシアを打ち破るかという実戦経験を積んでいると述べた[431]。
- ロシア外務省は、国際機関に対し、ウクライナの無人機によるモスクワとクリミア半島での攻撃を非難するよう呼び掛けた[436]。「ウクライナの軍・政治指導部による民間人に対する威嚇というテロリストの手法が再び使われたとみなしている[436]。これらの攻撃に軍事的な意味はなかった」と述べた[436]。ウクライナ政府の新たな犯罪を強く非難するとし、国際機関に対して適切な評価を行うよう求めた[436]。事態の悪化を招いたのは西側諸国だと非難し、ウクライナ政府の行動は、西側諸国が緊張をさらに高めることに注力していることに影響を受けていると述べた[436]。「ロシア側が厳しい報復措置をとる権利を留保している」と述べた[436]。連邦捜査委員会がこれらの事案に対して刑事事件としての捜査を開始し、すべての責任者が特定され、裁判が行われることを保証するとした[436]。
- プーチン大統領は、予備役の対象となる年齢の上限55歳引き上げる改正法案に署名し、法律が成立した[437]。将来的な総動員の発令を見据え、動員可能な人員規模を拡大する狙いがあるとみられる[437]。上限は退役時の階級などによって細分化されている[437]。法改正の結果、下士官や准尉クラスは最高55歳、下級将校は最高60歳、高級将校の多くは65歳がそれぞれ上限となる[437]。高級将校の一部は70歳で据え置く[437]。2024年1月から2028年までに段階的に実施する[437]。ロシア下院のアンドレイ・カルタポロフ国防委員長は、年2回実施している徴兵の対象年齢についても、対象年齢を現在の18〜27歳から18歳〜30歳に拡大する方針を明らかにした[437]。
- ウクライナ軍に従軍取材中のAFP通信記者で米国籍のディラン・コリンズが、ロシアによるとみられるドローン攻撃で負傷した[438]。搬送先で治療を受けており、命に別条はないという[438]。
- グロッシIAEA事務局長は、ロシアが占拠するザポリージャ原発の敷地と外部の間の緩衝地帯で新たに複数の対人地雷が見つかったと明らかにした[439][440][441]。ウクライナ軍による奪還を阻止するために敷設されたとみられる[439]。新たな地雷は同原発に常駐しているIAEA職員が発見した[439][440]。ロシア側は「軍事的な決定だ」と説明した[439]。地雷が爆発しても深刻な核事故にはならないとの見方を示しつつ、「安全基準とは相いれない」と懸念を訴えた[439][440][441]。これまでにも敷地内の一部と敷地外で地雷が見つかっている[439]。
- 米ホワイトハウスのジャンピエール報道官は、ウクライナがロシア領内に攻撃することを「われわれは支持しない」と改めて表明した[442][443]。ロシアが穀物輸出拠点のウクライナ南部オデーサ州を連日攻撃していることについて「食料の供給網を狙うのをやめるよう求める」と語った[442]。ロシアに対し、ウクライナ産穀物の輸出合意への即時復帰を要求した[442]。
- 米国務省のマシュー・ミラー報道官は、ウクライナが2022年のロシアによる侵略開始後に一時支配された領土のうち、61％を奪還したとの見方を示した[444]。2014年にロシアが侵攻した南部クリミアを含めれば、取り戻した地域は45％になるとした[444]。「領土を取り戻すため、信じられないほどの成功を収めている」と述べ、米欧の軍事支援が効果を発揮しているとの見方を示した[444]。
- 米政治専門紙ポリティコは、中国が今年、ウクライナへの侵攻を続けるロシアに1億ドルに相当するドローンを輸出したと報じた[445][446]。中立を掲げる中国がロシアを支援している実態が浮かび上がったとしている[445]。同紙は、中国とウクライナの税関記録を入手した[445]。それによると、防具に使用されるセラミック製品もロシアヘの輸出額は2億2500万ドルに達した[445][446]。一方で、ウクライナ向けは500万ドルだった[445][446]。米国務省のミラー報道官は、中国が殺傷力のある武器をロシアに支援することにアメリカは強く反対すると説明し「制裁を科すべき動きがあるかどうかを監視している」と述べた[446]。
- スペイン国防省は、ウクライナへの新たな軍事・人道支援を発表した[447]。「レオパルト2A4」4両をはじめ、M113装甲兵員輸送車10両、貨物トラック10両、多用途装甲車両1両、救急車5台などを供与する[447]。これらの物資はサンタンデールを出港し、8月上旬にウクライナ軍に引き渡される見通しだと明らかにした[447]。また、手術が行える運搬が可能な野戦病院が23日にウクライナに到着した[447]。スペインはすでにウクライナに対して、約束したレオパルト2戦車6両を供与している[447]。

### 7月25日
- ウクライナ軍当局によると、未明に首都キーウにロシアによる空爆があった[448]。キーウへの空爆は今月に入り6度目[448]。キーウ軍当局者のセルヒイ・ポプコは、ロシア軍がイラン製ドローン「シャヘド」でキーウを攻撃したがウクライナの防空システムによって全て撃墜されたという情報を得ていると説明した[448]。死傷者や深刻な被害は出ていないと説明した[448]。ウクライナ空軍によると、現地時間午前1時40分から3時間以上ウクライナ東部の大部分で空襲警報が鳴り響いた[448]。5時30分に東部と南東部に弾道弾による新たな攻撃の脅威のため空襲警報を発令した[448]。
- ウクライナ軍は、東部ドネツク州の要衝バフムト周辺でアメリカから供与されたクラスター弾を使用したことを明らかにした[449]。激戦が続くバフムト周辺ではウクライナ軍が優位に戦いを進め、ロシア軍を押し返していると主張した[449]。東部を担当するウクライナ軍報道官は、クラスター弾について「パートナーから提供された全ての種類の弾薬を効果的に使用している」と述べた[449]。ウクライナのマリャル国防次官は、バフムト方面でのロシア軍の損失はウクライナ軍の損失を上回っており、その割合は8対1または9対1だと主張した[450]。さらに「どれだけ前進したかではなく、ウクライナ軍が前進しているかどうかが問題だ」との考えを示した[450]。
- ロシア政府は、非友好国から輸入するワインに対する関税率を12.5％から20％に引き上げると発表した[451]。「国内生産と友好国からの輸入が国内需要を完全に満たす」とした[451]。ロシアは、制裁を科されている国からの輸入が落ち込み、酒類は価格が大幅に値上がりしている[451]。一方、西側諸国の一部がロシアへの輸出を停止したが、ロシアは輸入を続けるための迂回経路を確保しており、ロシアの店頭には外国からの輸入品が豊富に置かれている[451]。海産物の輸入を禁止する方針も示した[451]。EU、アメリカ、ノルウェーからの輸入が禁止されても、市場は国内生産者からの供給で穴埋めされると説明した[451]。
- アメリカは、ウクライナへ約4億ドル(約560億円)の追加武器支援を発表した[452][453][454]。弾薬を中心とした支援でウクライナ軍が進める反転攻勢を後押しする[453]。地上配備型迎撃ミサイル「パトリオット」[452]や地対空ミサイル「スティンガー」の追加弾薬などを供与するほか、高性能地対空ミサイルシステム「NASAMS」用や高機動ロケット砲システム「ハイマース」用の弾薬も供与する[453]。105㎜榴弾砲の砲弾や、携行式の対戦車ミサイル「ジャベリン」、装甲車ストライカー32両なども支援する[453]。アメリカのウクライナ軍事支援は総額約437億ドル(約6兆2000億円)に上る[452]。また、今回初めてフリアーシステムズ製の偵察ドローン「ホーネット」が供与される[454]。米国防総省のシン副報道官は、追加軍事支援について「ロシアによる侵略戦争へのウクライナの対抗を支援する」と述べた[453]。ブリンケン米国務長官は、「ウクライナ軍の強化やウクライナ領土の奪還に不可欠」と述べ、弾薬を中心にした支援の重要性を強調した[453]。また、ロシアがウクライナ産穀物の輸出合意を離脱したことを指摘した上で「オデーサを含むウクライナの港と穀物インフラを攻撃し続けている」と非難した[453]。
- ウッドワード英国連大使は、黒海沿岸のウクライナの穀物施設を攻撃しているロシア軍が攻撃対象を黒海を航行する民間船舶にも拡大する可能性があるとの情報をイギリスは入手していると述べた[455]。スナク英首相がゼレンスキー大統領と電話会談を行い、情報を得たという[455]。「ロシアはウクライナの港湾付近に追加的に機雷を敷設したとの情報も得ている。アメリカは、黒海の民間船舶に対する攻撃を正当化し、ウクライナに責任を負わせるための組織的な動きとの見方を示しているが、イギリスもこれに同意する」と述べた[455]。

### 7月26日
- ウクライナ空軍は、ロシア軍が首都キーウや西部フメリニツキーなどをミサイルで攻撃したと発表した[456]。極超音速ミサイル「キンジャル」が使用されたと見られる[457]。大部分の迎撃に成功したとみられ、被害は伝えられていない[456]。ロシアの巡航ミサイル36発を迎撃し、一部は方向転換を繰り返しフメリニツキーの軍事施設を標的にした[456]。ロシア軍はフメリニツキー方面に弾道ミサイルも発射した[456]。
- ゼレンスキー大統領は、前線で「非常に良い結果」が得られていると述べ、近く詳細を公表する考えを示した[458]。ウクライナ東部と南部のロシア占領地域における反転攻勢について、自身が望むよりゆっくり進んでいると繰り返し述べていた[458]。
- ウクライナのマリャル国防次官は、ウクライナ軍は南部で徐々に前進していると述べた[459]。ウクライナ軍はロシア軍が占拠している南部のメリトポリやベルジャンスクで前進しているほか、東部バフムトでも反転攻勢に成功していると指摘した[459]。2022年10月に奪還した東部リマンなどでもロシア軍の侵攻を引き続き撃退しているとした[459]。また、ウクライナのミハイロ・フェドロフ副首相は反攻支援に向け1700機の無人機が前線に届けられるとした[459]。
- ウクライナメディア「ウクラインスカ・プラウダ」は、ウクライナの首都キーウのシンボルの一つである「母なる祖国像」から、ソ連国章を取り外す作業が始まったと報じた[460]。ロシア風の地名などを改める「ウクライナの非共産化」の一環で、8月24日の独立記念日までに、像の左手が掲げる盾の「鎌とつち」をウクライナ国章に付け替える[460]。
- 国連安全保障理事会は、ロシアによるウクライナ南部オデーサ州への攻撃を協議する公開会合を開いた[461]。ロシアはオデーサを連日攻撃し、23日にウクライナ正教会の大聖堂が被害を受けた[461]。国連のキアリ事務次長補は安保理会合で、武力紛争の際に文化財を攻撃対象とすることを禁じた1954年ハーグ条約に違反すると指摘した[461]。トーマスグリーンフィールド米国連大使はロシアのウクライナ侵攻で他にも数多くの文化財が損傷しており「本当に恥ずべきことだ」と批判した[461]。日本の志野光子国連次席大使は、世界遺産の歴史地区にある大聖堂などへの被害を「全く容認できない」と非難し「文化遺産への攻撃は国民の固有なアイデンティティーを標的にしているのも同然だ」と糾弾した[461]。
- NATOは、黒海経由のウクライナ産穀物輸出合意の履行を停止したロシアがウクライナ南部の港湾都市や穀物貯蔵施設などに攻撃を続けていることは「黒海の安定にとって大きなリスク」と批判し、黒海で対潜哨戒機や無人機を使った監視・偵察活動を強化する方針を明らかにした[462]。
- NATO・ウクライナ理事会を開き、ロシアの黒海経由のウクライナ産穀物輸出合意の履行を停止のほか、穀物積み出し港があるウクライナ南部オデーサ州などへのミサイル攻撃を非難した[463]。NATO加盟国の大使らが出席し、ウクライナ側からはクブラコフ副首相兼インフラ相とウクライナ軍のフロモフ准将がオンラインで参加した[463]。ゼレンスキー大統領がNATOに理事会の開催を要請した[463]。
- 英国防省は、黒海経由のウクライナ産穀物輸出合意の履行を停止したロシアの黒海艦隊がウクライナ封鎖の準備として、艦船の配置態勢を変更したとする分析を発表した[464][465]。ロシア哨戒艇が、ウクライナに向かう民間船舶の航行を妨害する任務に就く現実的な可能性があるとした[464][465]。ロシアは合意履行停止以降、穀物積み出し港があるオデーサなどへの攻撃を強めており、黒海周辺の緊張が高まっている[464]。ロシアは哨戒艇「セルゲイ・コトフ」を黒海南部に配置し、トルコ・イスタンブールのボスポラス海峡とオデッサを結ぶ航路をパトロールしているという[464]。
- モルドバのポペスク外相は、駐モルドバ・ロシア外交官の数を削減すると表明した[466]。ロシア大使館の屋上に諜報用装置が取り付けられているという一部報道に言及し、長年のロシアの「敵対的行動」を批判した[466]。モルドバは旧ソ連の一角だったが、サンドゥ大統領はロシアの影響力排除に取り組み、ロシアのウクライナ侵攻も強く非難している[466]。ポペスク外相は閣議で「モルドバを不安定にしようとする人物を減らすために、ロシア外交官の人数を制限する必要性について合意した」と述べ「長年、われわれはロシアの敵対的行動や政策の対象だった。その多くは大使館を通じて行われた」と指摘した[466]。ロシア外務省のザハロワ報道官は、モルドバの決定を「2国間関係破壊の新たな一歩」とし、対抗措置を講じる姿勢を示した[466]。
- ニューヨーク・タイムズは、バイデン米大統領がウクライナ侵攻を続けるロシアの戦争犯罪に関する証拠について、ICCと共有するよう関係各省に指示したと報じた[467][468][469]。米国はICC非加盟で、これまで証拠提出などの協力には応じていなかった[467][469]。米国防総省が在外米兵に捜査が及ぶことを懸念し、ICCへの協力に反対の立場を示してきた[467]が、民主・共和両党の議員からICCの捜査への協力を求める声が拡大していた[468]。
- ロシア内務省は、ウクライナ侵攻を巡ってプーチン大統領に逮捕状を出したICCの赤根智子裁判官を指名手配した[470][471][472][473]。2023年3月、逮捕状発付を受け、ICCのカーン主任検察官と赤根ら裁判官3人の捜査を開始し、5月には「無実の人物（プーチン）に刑事責任を負わせた」ことが犯罪行為に当たるとして、カーン主任検察官とアイタラ裁判官の2人を本人不在のまま起訴したと発表していた[470]。松野博一官房長官は「報道は承知している。ICC関係者個人に対して措置をとることは不当だ。ICCとも連携し、適切に対処する」と述べた[473][474]。

### 7月27日
- ゼレンスキー大統領は、ウクライナ南部の戦線を視察し、前線の補給や防空システムについて高官らと協議した[475]。アゾフ海に面する東部ドネツク州の港湾都市マリウポリに向けて、わずかに前進したことになる[475]。南部ザポリージャ州では主力部隊を投入し、攻勢を強化している[475]。「我々はオデーサと南部地域を守る防空システムを求めている」と述べ、激化する攻撃に対し、より精度の高いシステムが必要だとの見解を示した[475]。ウクライナ国旗を手に奪還を表明する兵士らの動画も公開した[475]。
- ウクライナのマリャル国防次官は、東部ドネツク州バフムトを巡り、ウクライナ軍が南方から段階的に前進していると強調した[476]。スタロマイオルスケ村をロシア軍から奪還したことも明らかにした[475]。「3集落で激しい戦闘が続いている」とし「バフムト北方ではロシア軍の攻撃を撃退した」と主張した[476]。南部ザポリージャ州方面で反転攻勢を本格化させたウクライナ軍が東部でも攻勢を強める可能性がある[476]。
- フィナンシャル・タイムズは、ウクライナ軍司令官の1人は、地雷原を通過しながらロシア陣地に切り込む方法から重火器を多用する戦術に最近変更したと明らかにしたと報じた[476]。クラスター弾を積み込んだ多連装ロケット砲やりゅう弾砲で敵陣を崩してから前進するという[476]。司令官は「自軍の損失を最小限にする」と語った[476]。

### 7月28日
- ウクライナのゼレンスキー大統領が演説で、ロシアは「我々がウクライナ全土から追放した後でさえも、再び侵略することをためらうとは思わない」との認識を示し、「再侵略の試みが狂った人間の病的な妄想にすぎないと思わせるほど、ウクライナは勝利しなければならない」と語った[477]。
- ウクライナ東部ドニエプロペトロフスク州の州都ドニプロで、ロシア軍のミサイル攻撃があり、5人が負傷した[478]。ゼレンスキー大統領は「ロシアのテロ」だと非難した[478]。
- ロシア南部ロストフ州のアゾフ海沿岸の都市タガンログで、爆発が起き、住民ら10人以上が負傷した[478]。ロシア国防省は、ウクライナ軍が発射した地対空ミサイル「S200」を撃墜した際、残骸が落下したと主張した[478]。約1時間後、アゾフ郊外にもミサイルが飛来し、建物が被害を受けたという[478]。
- ロシア国防省によると、首都郊外のモスクワ州に早朝、ドローン1機が飛来した[479][480]。ゼレンスキー政権による「テロの試み」と断定した[479]。対空防衛兵器で破壊し、建物や人への被害はないと主張している[479]。
- ゼレンスキー大統領は、祝日に関する法案に署名し、クリスマスを12月25日に変更した[481][482][483]。従来はロシア正教会と同様、旧来のユリウス歴に従ってクリスマスを1月7日に祝ってきたが、ロシア侵攻を受けて、多くの欧米諸国と同様に修正ユリウス暦を用いる[481][483]。公式な祝日変更に先立ち、国内宗教界の最大勢力、独立系正教会は修正ユリウス暦を9月から採用する方針を既に決定している[481]。旧来のユリウス歴はロシアの教会文化と結びついているとする批判が国内で高まっていたことを踏まえた判断[481]。ウクライナ正教会は、独立系と少数派のモスクワ総主教庁系があり、宗派対立が激化している[481]。
- プーチン大統領は、ロシア北西部サンクトペテルブルクで、ウクライナ侵攻に関する10項目の「和平案」を示しているアフリカ7カ国の首脳らと会談した[484]。7か国の首脳ら[注 3]は、6月中旬にもウクライナとロシアを歴訪して仲介外交を展開しており、プーチン大統領との協議は2回目となる[484]。プーチン大統領は、南アフリカのラマポーザ大統領が前回提示した和平案について「われわれは注意深く分析した。真剣に、細心の注意を払って向き合っている」と述べ、交渉に前向きだと主張した[484]。交渉を拒否しているのはウクライナ側だとけん制した[484]。南アフリカのラマポーザ大統領は、ロシアがアフリカ最貧国に穀物の無償供給を約束したことについて「私たちはアフリカ大陸への贈り物を乞うためにここに来たわけではない」と苦言を呈し、アフリカが求めているのは合意の再開だと主張した[485]。
- 日本政府は、令和5年版防衛白書を閣議了解した[486][487]。ウクライナ侵攻を続けるロシアについては、侵攻の長期化で通常戦力が大幅に減退し「核戦力への依存を深めると考えられる」と分析[486]し「安全保障上の強い懸念」と位置づけた[487]。経済制裁下にありながらも「弾薬や旧ソ連時代の技術水準の装備品は今後も十分生産可能」として、戦闘が長期化する可能性にも言及した[487]。ウクライナが侵攻されたのは「ウクライナの防衛力が十分ではなく、侵略を抑止できなかった」と解説[487]し、抑止力不足が原因だったとした[486]。
- 日本政府は、ウクライナ侵攻を続けるロシアへの経済制裁として、8月9日から輸出禁止措置の対象に、排気量1900㏄超の自動車やハイブリッド車など約750品目を追加すると発表した[488][489]。外国為替及び外国貿易法に基づく輸出貿易管理令の改正を閣議決定した[488][489]。欧米諸国と足並みをそろえる[488][489]。ロシアで人気の高い中古車も輸出禁止の対象に含まれる[488]。自動車に関しては2022年4月以降、ぜいたく品に分類される600万円以上の高級車に限って対象としていた[488]。印刷用インキや大型車用タイヤ、綿織物、銅線、射出形成機、映写機など幅広い物品が含まれる[488]。これらがロシア向け輸出額全体に占める割合は2割弱になる[488]。西村康稔経済産業相は「今後ともウクライナ情勢を注視しながら、国際社会や関係省庁とも連携し、輸出の禁輸措置に万全を期していく」と述べた[488][489]。対露制裁の輸出禁止措置は軍事に近い分野から始まり、徐々に対象を拡大しており、今回で8回目の政令改正となる[488]。

### 7月29日
- ウクライナ南部ザポリージャ州の州都ザポリージャ市に、ロシア軍のミサイル攻撃があり、2人が死亡、1人がけがをした[490]。ザポリージャ州はロシアが大半を支配しているが、ウクライナ側がザポリージャ市を維持し、反転攻勢を強めている[490]。ミサイルは空き地に落ちたものの、爆風の衝撃でビルや教育施設などに被害が出た[490]。地元メディアは、壊された壁や窓ガラスの片付けに追われる人々の様子を報じた[490]。
- ウクライナ北東部の都市スムイがミサイル攻撃を受け、少なくとも民間人1人が死亡、5人が負傷した[491]。教育施設が攻撃に遭い、火災も発生した[491]。軍当局によれば、スムイ州で、14回の砲撃と80回以上の爆発があった。迫撃砲などが撃ち込まれたという[491]。
- ゼレンスキー大統領は、東部ドネツク州の特殊部隊を訪問した[491]。これまで激戦地のバフムトなどに展開し、ロシアによる占領から国を守ってきた奮闘をたたえるとともに、「諸君は非常に強力で、非常に有能だ」と激励した[491]。
- IAEAは、ロシアが掌握するウクライナ南部のザポリージャ原子力発電所4号機について、原子炉が100度を上回る高温での停止状態に移行したと発表した[492]。ウクライナ側は原子力災害のリスクを下げるため、原子炉6基すべてを100度以下の冷温停止に戻すよう要求している[492]。IAEAの発表では、ロシア側は排水処理に使う蒸気を発生させる目的で、原子炉を高温に保つ措置を取っている[492]。IAEAは、ボイラーを設置するように働きかけているという[492]。
- フィナンシャル・タイムズは、ウクライナ軍が北朝鮮製のロケット弾でロシア軍を攻撃していると報じた[493][494]。ウクライナ東部バフムトの前線近くで、多連装ロケット砲「グラート」に装填されているのを記者が現認した[493]。ウクライナ兵らによると、「ある友好国」が運搬船から押収し、ウクライナに提供してくれた[493]。一方、ウクライナ国防相顧問は「戦車だって奪う。これもウクライナ軍の作戦が成功した結果の一つかもしれない[493]。ロシアは北朝鮮やイランといったあらゆる専制国家から兵器を買いあさっている」と述べ、ロシア軍が遺棄した兵器を確保した可能性を示唆した[493]。

### 7月30日
- タス通信によれば、ウクライナ軍は前日夜から未明にかけ、ロシアが一方的に併合したウクライナ南部クリミア半島に対し、ドローン25機で攻撃を試みた[491]。しかし、ロシア軍が全て撃退し、ロシア側に被害はなかったという[491]。
- ロシア国防省によると、首都モスクワに、ドローン3機が飛来し、うち2機が新都心「モスクワ・シティ」の高層オフィスビルに墜落した[495][496]。プーチン大統領の公邸に近い西郊でドローン1機が破壊された[495][496]。別の2機がモスクワ市内に侵入したものの、電子戦システムで制圧され、制御を失ってモスクワ・シティのビルの低層部に墜落したという[495][496]。ゼレンスキー政権の「テロ攻撃」を阻止したと主張している[495]。ソビャニン市長は、ビル2棟が損傷したと説明した[495]。タス通信は、警備員1人が負傷したと伝えた[495]。モスクワにドローンが飛来するのは7月だけで4回目となる[495]。
- ゼレンスキー大統領は、動画演説で「ロシアの侵攻は失敗した。戦争は徐々にロシアの象徴的な中心や軍事基地に押し戻されている。不可避で自然な、まったく公平なプロセスだ」と述べた[497][498][499][500]。7月に入りモスクワで頻発しているドローン攻撃への関与についての直接的な言及は避けた[498][499]。
- ウクライナ空軍のイグナット報道官は、ロシア国内へのドローン攻撃について「モスクワを含むロシアでは常に何かが飛んでおり、これまで戦争と無関係だった人々に関わってきている」と述べ、ロシア国民に対し、さらなるドローン攻撃があると警告した[501]。
- プーチン大統領は、ロシア北西部サンクトペテルブルクで海軍の日に合わせて行われた観艦式で演説し、ウクライナ侵攻を続ける中でも、今年新たに就役する艦艇が30隻に上ると強調した[502]。「一貫して海軍力を強化している」と述べた[502]。
- メドベージェフ露安全保障会議副議長は、NATOと一体となったウクライナによる攻撃が成功してロシアの領土の一部が奪われることを想像してほしいと述べ、その場合には大統領令の規定にのっとって核兵器を使用せざる得なくなると主張した[503]。「それ以外に解決策はない。我々の敵は、世界が核の炎に包まれることを許さないよう、我々の戦闘員に祈るべきだ」と述べた[503]。

### 7月31日
- ゼレンスキー大統領の出身地であるウクライナ東部ドニプロペトロウシク州のクリブイリフで、集合住宅などにロシア軍のミサイル攻撃があった[504]。6人が死亡、75人が負傷した[505]。ミサイル2発が教育施設と集合住宅に着弾し、集合住宅では火災が発生した[504]。南部ヘルソン市でも、ロケット弾攻撃があり、男性1人が死亡した[504]。ゼレンスキー大統領は「ここ数日、敵は執拗に都市を攻撃している」とロシアを非難した[504]。動画演説では「(民間人を狙った)テロであり、他の呼び方をする人は世界にいないだろう」とプーチン政権を非難した[505]。
- ウクライナのクレバ外相は、クロアチアのラドマン外相と会談し、ウクライナ産穀物の輸出にクロアチアの港を利用する可能性を巡り合意したと明らかにした[506][507]。クレバ外相は、ウクライナ産穀物輸出に向けたいかなる取り組みも「世界の食料安全保障への真の効果的な寄与となる」とし、最も効率的なルートの確率を目指すと語った[506]。また、武器が会談の主要議題だったと明らかにした上で「近く実行に移される具体的な合意がある」と述べ、詳細には踏み込まなかった[506]。
- ウクライナ国防省は、トルコの軍需企業バイカル・マキナと、無人機の修理・整備を行うサービス拠点をウクライナに建設する計画をまとめた協定書に調印した[508]。国防省幹部は、サービス拠点建設はウクライナの国防能力向上に大きく寄与するとの認識を示した[508]。ウクライナのメーカーは無人機の生産を急激に増やしている[508]。
- ショイグ露国防相は、過去1か月にロシア軍がウクライナ軍の戦車など計2200以上の軍用車両やりゅう弾砲を破壊、2万800人以上の人的損害を与えたと述べ、欧米による軍事支援はウクライナの大規模反転攻勢で効果を上げていないと強調した[509]。この中には独主力戦車レオパルト10両、米国製ブラッドレー歩兵戦闘車1両、40の155mmりゅう弾砲が含まれると説明した[509]。その上で「大規模反攻が成功していないためウクライナ側はロシアの民間インフラや住宅地を狙った攻撃を強めている」と指摘し、無人機や水上ドローンなどによる重要施設の警備を強化したと述べた[509]。
- イギリス政府は、ロシアの反政権活動家でイギリス国籍も持つジャーナリストのウラジーミル・カラムルザがロシアの国家反逆罪などで懲役25年の実刑判決を受けたことに絡み、関与した裁判官や検察官ら6人を資産凍結などの制裁対象にしたと発表した[510]。モスクワの裁判所が同日の上訴棄却したことを受けた措置[510]。イギリスは、ロシアに即時釈放を要求している[510]。クレバリー英外相は「ロシアで人権や表現の自由が完全に軽視されていることが浮き彫りになった」と指摘した[510]。

## 2023年8月

### 8月1日
- ウクライナ北東部ハリコフの当局者らは、ハリコフ市内の人口密集地域にドローンによる攻撃があったと明らかにした[511]。1人が負傷したほか、大学の寮が一部破損したという[511]。ハリコフ州の警察幹部は、夜間に2回の攻撃があったとし、市中心部で1人が負傷したと述べた[511]。大学の建物が攻撃を受けた際に敷地内に人はいなかったという[511]。ハリコフ市のイーホル・テレホフ市長は、攻撃は3回あったとし「ドローンの1機が寮の2フロアを破壊した。火災が発生し、救急隊が対応している」と語った[511]。
- ロシア国防省によると、ロシアの首都モスクワにドローン2機が飛来し、うち1機が新都心「モスクワ・シティ」の高層ビルに墜落した[512][513]。「(ウクライナによる)テロ攻撃」を阻止したと発表し、ゼレンスキー政権に対する非難した[512][513]。7月30日にもドローン2機が落下したばかりで、経済官庁が入る高層ビルが再び被害を受けた[512]。ソビャニン市長は、高層ビル21階の窓ガラスが破損したものの、負傷者はいないと明らかにした[512]。
- 英国防省は、ウクライナ南部ザポリージャ州や隣接する東部ドネツク州側の境界に近い地域で、激しい戦闘が続いているとの分析を発表した[514]。ロシアに砲弾不足などの問題が起きている可能性が高いとも指摘した[514]。ただドネツク州側ではウクライナが苦戦する様子も報じられた[514]。激戦が続くのはザポリージャ州オリヒウ南方とドネツク州スタロマイオルスケ村周辺[514]。オリヒウ南方に展開するロシア軍は長期戦で消耗している可能性が高いとみている[514]。
- ロシアの連邦構成国などの分離独立を議論する「ロシア後の自由な民族フォーラム」の会合が、衆議院第一議員会館で開かれた[515]。ロシアの脱帝国主義を求める独立派組織の代表が来日し「ロシア崩壊後の世界を今から想定すべきだ」と訴えた[515]。会合は2022年5月にポーランドで初開催後、欧州議会やアメリカでも開かれ今回で7回目で、日本では初めての開催となる[515]。ロシアが崩壊すれば41の国に分裂すると想定した地図を発表しており、北方領土は日本に返還されると強調する[515]。会合にはロシアのチェチェン、シベリア、ブリヤート、バシキールといった各地域・民族の独立派組織などのロシア国外で活動する約10組織が出席し、日本からは神戸学院大学の岡部芳彦教授や衆議院議員らが参加した[515]。自由ロシア軍幹部で元ロシア国会議員イリヤ・ポノマリョフは「ウクライナ戦争はロシア崩壊のカウントダウンだ」とし「世界が変わる戦争後の将来を今こそ話すべきだ。崩壊を待つべきでない」と語った[515]。ロシアが停止した日露平和条約交渉の早期再開、北方領土の早期返還も求めた[515]。モスクワで続くドローン攻撃については「経済官庁があるために攻撃の対象となった」と指摘した[516]。「誰が攻撃したか知っているが、私には話す権限がない」と具体的な説明は避けた[516]。一方で「自由ロシア軍団には非常に強力なドローンの部隊がある」と述べ、攻撃能力を誇示した[516]。チェチェン共和国の独立派組織「チェチェン・イチケリア共和国」幹部イナル・シェリプは1999年の第二次チェチェン紛争に触れ、「あの時、世界が黙っていなければ今の侵略もなかった」と指摘し「ウクライナ戦争の勝利は故郷に戻る大きなチャンス。民族独立運動の全ての人が団結すべき時だ」と訴えた[515]。シベリア独立合衆国委員会幹部のスタニスラフ・スースロフはプーチン長期政権を念頭に「ソ連崩壊後も帝国主義思想は残った。ロシアが民主化しても再び独裁に戻らない保証はない」と主張し、旧ソ連の指導者に憧れを抱く政治家をロシア政権から排除する必要性があるとした[515]。ロシアの脱帝国化を求める東京宣言も採択した[515]。「チェチェン・イチケリア共和国」トップのアフメド・ザカエフも参加予定だったが、日本政府からビザが発行されず不参加となった[515]。

### 8月2日
- ウクライナ南部オデッサ州のキペル州知事は、前日夜から未明にかけてドローン攻撃を受け、港湾施設や産業インフラで火災が発生したと明らかにした[517][518]。攻撃による死傷者はいないという[517]。ロシアは、ウクライナ産穀物輸出拠点のオデッサ港に対する攻撃を強化している[517]。ゼレンスキー大統領は、南部の被害が最も深刻だとし「ロシアのテロリストが再び港湾、穀物、国際食料安全保障への攻撃を仕掛けた」と批判した[518]。ウクライナのクブラコフ副首相兼インフラ相は、港の穀物倉庫などが破壊され、アフリカや中国、イスラエルに輸出予定だった約4万トンの穀物が被害を受けたと明らかにした[519][520][521]。「ウクライナの港は、世界の食料安全保障の基盤だ。攻撃は世界にとって脅威となる」とロシアを批判した[520][521]。ルーマニアのヨハニス大統領は、ルーマニアに近いウクライナの民間インフラへの攻撃は容認できないと強調した[520][521]。ウクライナ国営通信によると、首都キーウにも夜から未明にかけてロシアの戦闘ドローン10機超が飛来した[517]。ウクライナ軍が全て撃墜し、大きな被害はなかった[517]。
- ウクライナ検事総長室の戦争犯罪調査部局は、2022年2月にロシアが侵攻を開始して以降、これまで殺害された民間人は約1万749人で、負傷者は1万5599人に達したと報告した[522]。犠牲者の中には子ども499人が含まれる[522]。ロシアの占領地が解放されれば、殺害された民間人の人数は「何倍も増加する」と予想しているとした[522]。「（東部ドネツク州の）マリウポリ市だけでも数万人規模の死者がいるとみている」と続けた[522]。また、侵攻開始以降にロシア軍が関与した戦争犯罪は9万8000件に上ることも突き止めたと主張した[522]。
- 国際法律事務所グローバル・ライツ・コンプライアンスが設立した「ザ・モバイル・ジャスティス・チーム」は、ロシア占領下のウクライナ南部の仮設拘置施設に拘束されていた多数のウクライナ人が拷問や性的暴行を受けていたとする調査結果を公表した[523]。このチームは、ウクライナ南部ヘルソンの戦争犯罪摘発機関と協力し、ロシアによる占領が終わった2022年11月から調査を進めていた。調査はヘルソンの35か所で320件の事例を分析した[523]。被害者の「43％が拘置所での拷問について明確に述べ、ロシア人看守による性的暴行が日常的に行われていたと証言した」という[523]。
- イェール大学は、ロシア占領地域に住むウクライナ人がロシア国籍取得を強いられ、拒否すれば国外追放や拘束を含む厳しい報復に直面することが分かったとする調査結果を公表した[524]。報告書によると、ロシアはウクライナ人に対し権威を主張する計画の一環として、ルガンスク、ドネツク、ヘルソン、ザポリージャの4州の住民を対象にウクライナ人としてのアイデンティティーを奪う組織的な取り組みを実施している[524]。プーチン大統領が国際人道法に反し、ウクライナ人にロシア国籍取得を強制する一連の大統領令に署名したとも指摘した[524]。ロシア国籍取得を求めない住民は脅迫されたり人道支援の受け取りを制限されているほか、国外追放や拘束などの可能性もあるという[524]。イェール大学で人権問題を研究するナサニエル・レイモンドは、こうした行為はジュネーブ条約やハーグ条約に違反していると指摘し、非常に広範囲で行われ、今も進行中だと述べた[524]。
- トーマスグリーンフィールド米国連大使は、ロシアが黒海を通じたウクライナ産の穀物輸出合意合意再建に向けた交渉に前向きな「兆しを見せている」と期待感を示した[525]。グテレス国連事務総長らが合意再建へ努力を続けていると強調した。今後交渉が「実際に起きるかどうか見守る」と述べるにとどめた[525]。
- 神田真人財務官はウクライナの首都キーウを訪問し、ウクライナのマルチェンコ財務大臣と会談した[526][527]。また、財務当局による2国間協議を立ち上げ、初会合を開催した[527]。ウクライナに対する国際社会と連携した経済支援の継続を確認するとともに、ウクライナが優先事項に掲げる住宅の修復に関し、集合住宅を含めた追加の財政支援を行う考えを表明した[526][527]。財務当局によるウクライナとの2国間協議の創設は日本が初めてとなる[527]。神田財務官は「包括的な2国間の経済政策協議を創設し、キーウで初回を開催できたことは意義深い」と語った[527]。また、戦争の被害を受けた住宅向けの世界銀行プロジェクトに関し、追加的な支援を行う意思があることを伝えたとした[526]。両国は会合後に共同プレスリリース[528]を発表し、ロシアのウクライナに対する「不法で不当な侵略戦争」を非難した上で、2国間での対話の継続と一段の協力強化で一致した[527]。

### 8月3日
- ロシア連邦カルーガ州のシャプシャ知事は、州内で無人機7機が撃墜されたと発表し、全て撃墜し、死傷者はいなかったと主張した[529]。ロシア国防省も「無人機を使ったテロ攻撃」を未然に防いだと主張した[529]。
- ゼレンスキー大統領は、戦況について「ロシア軍は全力でウクライナ軍を阻止しようとしている。攻撃は非常に激しい」と述べ、ロシア軍がウクライナ東部の前線全体で攻撃していることを明らかにした[530]。なかでも戦闘が激しい前線地域はクピャンスク、リマン、バフムート、マリンカ、アウジーイウカだと言い、これらの都市は東部前線に沿って南北に点在している[530]。南部前線でも激しい戦闘が繰り広げられているという[530]。だが優勢なのはウクライナ軍だと主張した[530][531]。また、ロシアが侵攻開始以来、計1961機のイラン製ドローンを攻撃に使用したと明らかにした上で「かなりの数が撃墜された」と述べた[530]が、全てではないとし、対空システム増強に向けて取り組んでいると語った[531]。ウクライナ軍のマキシム・ゾリン司令官は「バフムート近くで極めて厳しい戦闘が毎日展開されている」と報告した[530]。ロシア軍はウクライナ軍の前進を阻止しようと、ベテランの部隊をバフムトに送り込んでいるという[530]。ロシア軍は「攻勢をかけるのに使える」として戦闘で廃れたバフムトをいまだに重視しているとの見解を示した[530]。
- ウクライナ当局者によると、ロシア軍は前線を突破していないが、地雷原で防衛線を築いて守りを固めており、ウクライナ軍の東進や南進を困難にしている[532]。ウクライナ軍は6月に反転攻勢を開始し、アゾフ海に向かって南下し、南部のロシア支配地域とクリミア半島を結ぶ橋を破壊した[532]。東部の要衝バフムトの周辺地域も奪還したとしている[532]。ウクライナのマリャル国防次官は、ロシア軍はバフムト地域でウクライナの前進をかなり執拗に止めようとしたが成功していないと述べた[532]。
- ウクライナ検事総長事務所は、7月17日にロシアがウクライナ産穀物の輸出合意を離脱以降激化しているロシア軍によるウクライナの農業インフラへの攻撃について、「戦争犯罪の可能性があるとして調査している」と明らかにした[533]。
- アメリカ合衆国政府は、戦争における食料や飢餓の「兵器化」を非難する3日発表の共同声明[534]に日本を含む91カ国・地域が署名したと発表した[535]。共同声明はロシアを名指ししなかったが、同日に国連安保理で開かれた公開討論「飢餓と紛争が引き起こす世界の食料不安」では、司会を務めたアメリカのブリンケン国務長官が、ウクライナ産穀物輸出を妨害するロシアを非難し、中国は共同声明に署名しなかったもののロシアに穀物輸出合意への復帰を促した[535]。
- 米財務省のバンノストランド次官補代理（経済政策）は、ロシア産原油の輸出価格に上限を設けたG7・EU及びオーストラリアの取り組みについて、ロシアの収入を圧迫するとともにエネルギー市場の安定化に効果を発揮し続けているとの見方を示した[536]。「われわれのアプローチはロシアの最も重要な収入源の中核部分に打撃を与えている。戦争前の時点でロシアの石油収入は国家総予算の約33％を占めていたが、今年になって25％まで低下した」と述べた[536]。ロシアのデータを挙げてロシア政府の今年前半の石油収入は前年比で50％近く減少しており、販売価格は北海ブレントを大幅に下回っていると指摘し、報告されているウラル原油の販売価格は最近上昇してきたものの、今のところ平均で上限の60ドル近辺で推移していると説明した[536]。ロシア財務省が今週発表した7月のウラル原油取引価格は64.37ドルで、6月の55.28ドルから切り上がったものの、価格上限の枠組みはロシアの収入を抑制し続けているし、この枠組みに入っていない買い手にも値引き交渉に利用してもらえると強調した[536]。
- ウクライナのイエルマーク大統領府長官は、アメリカとウクライナが2国間の防衛協力に関する協定締結に向けた協議を始めたと発表した[537][538]。G7は、7月にウクライナのNATO加盟手続き完了までの間、安全保障を約束するとの共同宣言[232]を発表しており、各国がウクライナと2国間協定を結ぶと明記している。アメリカとの協議はその第1陣となる[537][538]。ウクライナ大統領府によると、イエルマーク長官は「最大の戦略的パートナーであるアメリカがこのプロセスの最初の国家になることは象徴的だ」と強調し「他のパートナーのためにも成功モデルをつくり上げる」と語った[537][538]。ウクライナ政府はG7各国との2国間協定締結をNATO加盟に向けた一歩と位置付けている[537]。

### 8月4日
- ロシア国防省は、黒海に面した南部クラスノダール地方ノボロシスクの海軍基地で、ウクライナ軍の「水上ドローン」による攻撃があったと発表した[539][540][541]。ロシア側は「ドローンを発見し、破壊した」と主張した[539]が、実際には大型揚陸艦「オレネゴルスキー・ゴルニャク」が損傷した[541][542]。ウクライナ保安局関係者は、ウクライナメディアに対し、ウクライナ海軍と協力して攻撃に成功したと説明した[539][541][542]。SNSには、ドローンの搭載カメラが捉えた衝突の瞬間や、攻撃後に大きく傾いた大型揚陸艦がえい航される様子の動画が投稿された[539]。ゼレンスキー大統領は、ウクライナ保安局に対し「侵略国家に戦争を戻してくれたことを感謝する」と述べ、ロシア軍の揚陸艦を攻撃したことを示唆した[543][544]。
- プーチン大統領は、年2回に分けて実施している徴兵の対象年齢の上限を2024年1月以降27歳から30歳に引き上げる改正法案に署名し、成立した[545]。招集令状が出された国民の出国を禁じる法律も成立した[545]。対象年齢を巡っては2023年3月、現行の18〜27歳を段階的に21〜30歳に移行する法案が下院に提案されていたが、7月下旬に上限だけ引き上げる方針に転換し、上下両院が法案を相次いで可決した[545]。下院のアンドレイ・カルタポロフ国防委員長は最近、招集逃れに対して最高禁錮5年の刑事罰を科す法改正の意向を示し、秋にも法案を提出する方針を表明した[545]。
- グロッシIAEA事務局長は、ロシアが占領するウクライナ南部ザポリージャ原発の原子炉建屋屋上への立ち入りが初めて認められたと明らかにした[546][547]。6基のうち2基の屋根部分を調査し、爆発物は確認されなかったという[546][547]。ロシア側に立ち入りを求めてから、実現まで約1カ月を要した[546]。8月3日午後にIAEA職員が3、4号機の建屋屋上を調査したという[546]。残り4基の屋上へのアクセスはまだ認められていない[546]。グロッシは「歓迎する。独立した立場から客観的な事実を報告することは極めて重要だ」と意義を強調した[546]。
- 2024年米大統領選への出馬を表明している共和党のクリス・クリスティ元ニュージャージー州知事は、ウクライナを訪問し、ゼレンスキー大統領と会談した[548]。首都キーウ郊外ブチャの集団墓地や児童保護センターなどを視察した[548]。アメリカはウクライナを支持し、今後も支持し続けるべきとのメッセージを明確にした[548]。
- ブリンケン米国務長官は、全ての国連加盟国はロシアに黒海を脅迫に利用するのをやめるよう伝えるべきと訴えた[549]。ロシアが黒海を脅迫として利用したり、世界の最も脆弱な人々を武器として使用したりするのは「もうたくさんだ」と指摘し「戦争の武器としての食料の使用と、戦争の戦術としての民間人の飢餓を終わらせるための行動を取る」ことにコミットするアメリカが起草した短いコミュニケに90か国近くが賛同したと述べた[549]。また、ロシアは決済、物流、保険に対する制裁がロシア産農産物の輸出を妨げていると主張しているが「実際には、制裁は明確に食料と肥料を除外している」とし、ロシアが黒海経由のウクライナ産穀物輸出合意の履行を停止した当時「ロシアは従来よりも高い価格でより多くの穀物を輸出していた」とした[549]。穀物輸出合意が再開した場合、アメリカは「ロシアを含めた全ての国が自由かつ安全に食料と食品を輸出できるよう、必要なことは何でもやり続ける」と指摘し「われわれは食料が世界の市場に出回ることを望んでいる。価格が下落することで、全ての人が恩恵を受けられるようにしたい」とした[549]。

### 8月5日
- ロシアによるウクライナ侵攻の和平実現を目指す会合が、サウジアラビア西部ジッダで開かれた[550]。ウクライナとサウジアラビアが主催し、欧州各国や韓国、インドネシア、トルコに加えロシアに融和的なインド[551]や南アフリカ、中国[552]など40カ国以上の安全保障担当の高官らが出席した[553]が、ロシアは招待されなかった[550]。日本からは山田重夫外務審議官が参加した[554]。ウクライナは国際社会からの幅広い支持獲得を目指す[550]。ゼレンスキー大統領は、4日の声明で会合について「非常に重要だ」と指摘し「ロシアの侵略が正しい形で終了すれば、世界の誰もが恩恵を受ける」と強調した[550]。
- ウクライナ軍は、黒海東部で無人艇によりロシア最大級のタンカーを攻撃し、大きく損傷させた[555][556]。ロシア外務省報道官は、ウクライナによるタンカーへの攻撃が民間人の生命と環境を危険にさらしたと非難し「対抗措置なしで容認されることはないだろう」と発言した[555]。
- ゼレンスキー大統領は、ウクライナ北東部ハルキウ州クピャンスクにある輸血施設をロシア軍が誘導爆弾で攻撃し、死傷者が出たと発表した[557]。攻撃を受け、施設で火災が起きたとも述べた[557]。
- ウクライナ政府は、黒海に面するロシア南部クラスノダール地方のノボロシースクやソチなど六つの港の海域が軍事的脅威下にあると宣言した[558]。4日に大型揚陸艦「オレネゴルスキー・ゴルニャク」が損傷し、5日にはロシアが実効支配するクリミア半島と本土の間に位置するケルチ海峡の南方を航行していたロシアのタンカー「シグ」が無人船によるとみられる攻撃を受け損傷した[558]。ロシア外務省のザハロワ情報局長は「民間船舶に対するウクライナのテロ行為だ」と非難、報復を警告した[558]。ウクライナ国防省情報総局の報道官はオレネゴルスキー・ゴルニャクへの攻撃について「損傷は非常に深刻だ。この船を見ることは当面ないだろう。ロシア艦隊は難攻不落ではないようだ」と述べた[558]。
- 英国防省は、ウクライナによる水上ドローンの攻撃を受けたロシア海軍の大型揚陸艦「オレネゴルスキー・ゴルニャク」について「深刻な損傷を受けたことはほぼ確実だ」と指摘した[559]。主要な海軍力が集まるロシア南部の港湾都市ノボロシスク付近への攻撃を阻止できなかったことも含め「黒海艦隊に大打撃だ」と分析した[559]。損傷後の映像では30～40度傾いており「制御不能」な状態を示していると解説した[559]。

### 8月6日
- ロシア国防省は、ロシアの首都モスクワ南郊に、ドローン1機が飛来し対空防衛兵器で撃墜されたと発表した[560][561][562]。国防省は「ウクライナのテロ」と断定した[560]。建物の損傷や人的被害はないという[560]。モスクワ市内と郊外にドローンが飛来するのは、5月以降で9回目とみられるが、これまでは未明や早朝で、昼間に確認されるのは異例[560]。
- ウクライナ軍は、ロシア占領下のウクライナ南部ヘルソン州とクリミア半島を結ぶ2本の橋を攻撃したと発表した[562][563][564][565][566]。「重要な通行ルート2本」に打撃を加えたと戦果を誇っている[563]。親ロシア派高官は、橋を通るルートの検問所が封鎖されたと明らかにした[563]。ヘルソン州ロシア側行政府自称トップのサリドは、イギリス供与の巡航ミサイル「ストームシャドー」が使われたとし、穴が開いた路面の写真を公開した[564][566][567]。破壊されたのはチョンガル橋とヘニチェスク橋で、ウクライナ軍の反転攻勢の一環とみられる[563]。米シンクタンク「戦争研究所」は、ヘニチェスク橋の修復には時間がかかりそうだと指摘した[566]。ロシア軍が陸路の交通を、東側の短いルートから西側の長いルートへ変更することを余儀なくされる可能性が高いと分析した[566]。今後、西側ルートに補給が集中することで物流の混乱や交通渋滞が起きる可能性があるとの見方も示した[566]。
- ゼレンスキー大統領は、ウクライナ空軍の式典に出席し、兵士らとともに最新兵器や装備品を視察した[565]。ビデオ演説で欧米から供与された地対空ミサイルシステム「パトリオット」が戦果を上げていると明かし、SNSには「供与された新しい防空システムや戦闘機はロシアのテロを打破する一歩になるだろう」と投稿した[565]。
- ウクライナ検察当局は、ロシアによるクラスター弾攻撃で民間人201人が死亡し、553人が負傷したと発表した[568][569]。地域別では東部ハリコフ州へのクラスター弾攻撃が最も多く、南部のミコライウ、ヘルソン両州が続く[568]。50人以上が死亡した2022年4月の東部ドネツク州クラマトルスクにある鉄道駅への攻撃のほか、北部チェルニヒウの小児病院やハリコフ、ミコライウの住宅が被害を受けたと指摘した[568]。民間人に対するクラスター弾の使用は国際人道法違反として、ロシアを非難した[568]。
- ウクライナの首都キーウのシンボルの一つである「母なる祖国像」に、ウクライナの国章が設置された[570][571]。1981年に完成した像が掲げる盾のソ連国章が長らくロシア的と問題視され、7月下旬から今月24日の独立記念日に向けて取り替えていた[570]。一層の脱ソ連のため、名称を「母なるウクライナ」に改める提案もあるが、ザハロワ露外務省情報局長は「母の名前は変えられない」と反発している[570]。
- サウジアラビア西部ジッダで開かれたロシアによるウクライナ侵攻終結に向けた協議が2日間の日程を終え閉幕した[554][572]。平和への道を切り開くための共通の土台を築くために、国際的な協議を続けることが重要との考えで一致した[554][573]が、具体的な進展は示されなかった[574]。ウクライナは、2022年11月に提案した和平案「平和フォーミュラ」を改めて提示した[553]。10項目の和平案[注 4]の主要項目について協議する作業部会も設置される見通しとなった[573][575]。ゼレンスキー大統領は、協議では「異なる見解」が示されたものの「率直で開かれた対話で、非常に生産的だった」と評価した[554]。

### 8月7日
- ウクライナ東部ドネツク州ポクロフスクの中心部に、ロシア軍のミサイル2発が撃ち込まれ、少なくとも7人が死亡、81人が負傷した[576][577][578]。ポクロフスクは前線から約50キロの距離[577]。一帯ではロシア軍が、ウクライナの反撃を受けながらも進軍しているとされる[577]。目撃者によると、ミサイルは40分間隔で集合住宅やホテルを直撃した[577]。巻き込まれた住民5人のほか、駆け付けた救急当局幹部2人が死亡した[577]。ゼレンスキー大統領は、ロシア軍が地上発射型の短距離弾道ミサイル「イスカンデル」を使って「普通の住宅」を攻撃したと非難し「ロシアのテロを打ち負かし、人々の命を救うために」任務を遂行したと、救急隊を称賛した[577]。
- 親ロシア派勢力「ドネツク人民共和国」自称トップのプシリンによると、州都ドネツクがウクライナ軍から集中的な砲撃を受け、少なくとも3人が死亡し、11人が負傷したと発表した[579]。多数の民間インフラが被害を受けたと述べ、ウクライナ軍がクラスター爆弾を使ったとも主張した[579]。ドネツク市内とその近郊で計95回の砲撃があり、住宅24棟と学校や幼稚園を含む民間インフラ10施設、工場1か所が損壊した[579]。
- ウクライナ東部ハリコフ州クピャンスク方面の集落で、ロシア軍の空爆を受け、民間人2人が死亡し、5人が負傷した[576]。南部へルソン州でもロシア軍の砲撃で1人が死亡し、13人が負傷した[576]。
- ウクライナのイエルマーク大統領府長官は、サウジアラビア西部ジッダで開かれたウクライナ和平会合の参加国全てが、6週間以内に再び会合を開くことで合意し、ウクライナの独立と領土の保全を全面的に支持したと述べた[580][581]。
- ウクライナのクレバ外相は、ブリンケン米国務長官と電話会談を行い、長距離ミサイル「ATACMS」供与を要請したと明らかにした[582]。「和平案への世界的支援を広げるためのさらなる措置と、穀物輸出を拡大するための策について話し合った」と主張し「米国による全ての支援に謝意を示した上で、ATACMS供与でウクライナの長距離能力を強化する必要性を強調した」と説明した。
- ウクライナ保安局は、ゼレンスキー大統領の暗殺計画に関連して、ロシアへの情報提供者とされるウクライナ南部ミコライウ州出身の女を拘束したと明らかにした[583][584]。拘束された女の名前は公表されていない[583]。女はゼレンスキーを空爆で殺害する計画を練るため、7月末に予定されていたゼレンスキーのミコライウ訪問について「情報収集」を行っていたが、保安局の要員が「容疑者の転覆活動」に関する情報を入手し、安全対策を強化して暗殺を未然に防いだという[583]。女は「侵攻者に情報を渡そうとした」現場を押さえられ、拘束された[583]。また女の通信を監視し、女が電子戦システムや軍の弾薬庫の場所を突き止める役割を担っていたことも確認した[583]。
- ロシア外務省は、和平合意が結ばれるには、ウクライナが戦闘を停止する必要があるとの考えを表明した[585]。ロシア外務省は、ウクライナが「敵対行為とテロ攻撃」をやめ、西側諸国がウクライナへの武器提供を停止するのならば、事態を解決することが可能だと述べた[585]。また、占領しているウクライナの領土割譲も求めた[585]。ザハロワ外務省報道官は「ウクライナの主権の根本である、中立、非同盟、非核武装の確約は必要となる」と述べた[585]。
- 米陸軍調達部門幹部のダグ・ブッシュは、ウクライナに供与する戦車「エイブラムス」の第1陣について、先週末に移送が正式承認されたと明らかにした[586]。「手続きが完了した」と説明し「今後エイブラムスは欧州、そしてウクライナに向かう」としたうえで、弾薬や予備部品、燃料装置、修理施設も合わせた「フルパッケージ」を送る方針だと明らかにした[586]。
- イランのホセイン・アミールアブドッラーヒヤーン外相は、ロシアによるウクライナ侵攻に関し「われわれは、いかなる戦争でも一方の当事国に加担はしない」と述べ、ロシアに対する軍事支援を否定した[587]。アミールアブドッラーヒヤーンは、イランが防衛分野で高い技術力を誇り、関係が良好なロシアとも防衛協力に注力してきたと強調した[587]。一方「イランのあらゆる防衛力は、イランの国家安全保障と中東の平和と安定のために使われている」と明言した[587]。欧米諸国は、イランが攻撃用ドローン供与を通じてウクライナ侵攻に肩入れしていると批判を強めている[587]。アミールアブドッラーヒヤーンは「いかなる国にも、ウクライナで使うためにドローンを供与したことはない」と主張した[587]。ウクライナ側との協議でイラン製ドローンがロシアへ提供された証拠を求めたが、いまだ提示されていないと指摘し「根拠のない言い掛かりをやめるべきだ」と反発した[587]。
- 林芳正外相は、イランのアミールアブドッラーヒヤーン外相と外務省で会談した[588]。ロシアのウクライナ侵攻に関し、イランが対ロ武器支援を進めているとされることを念頭に「建設的な対応」を取るよう求めた[588]。

### 8月8日
- ゼレンスキー大統領は、領土奪還に向けた反転攻勢について「望んでいたよりも遅く、全てが非常に難しい」との見解を示した[589][590][591]。「地雷が敷設されている場所もあれば、技術的な困難が存在する場所もあり、我々が長いあいだ待機している場所もある。他にも事態を複雑化させる要因がある。それについて議論すれば長くなる」と述べ「反転攻勢の方向性、何が失敗したのか、何が足りていて何が足りないのか」といった点に言及した[589]。そのうえで「反転攻勢とは軍が攻撃に出ている時のことであって、退却している時ではない。今は重要で前向きな局面だ。そして、主導権を握っているウクライナ側だ」と説明し「これほど長期間の戦闘には大きな困難が伴う。それは明白だ。装備品が不足している状況では非常に難しい」としつつ「我々にとって難しい局面であることは分かっているが、ロシア人にとっては間違いなく、もっと難しい状況だ」と述べた[589]。さらに、ウクライナ人の目には疲労があるが、ロシア人の目には恐怖が浮かんでいるとも指摘した[589]。
- ゼレンスキー大統領は、穀物などの輸送を可能にするため、黒海でロシアに対し反撃すると表明した[592]。「ロシアが黒海を支配し続け、封鎖や砲撃を繰り返し、ウクライナの港にミサイルを打ち込めば、ウクライナも同様に対応する。これは正当な防衛だ」とし、ロシアに対しウクライナの港へのミサイルやドローンによる攻撃を止め、貿易を行えるようにするよう求めた[592]。
- ウクライナ軍高官は、南部ザポリージャ州の拠点都市メリトポリ方面とアゾフ海に面するベルジャンスク方面で攻撃を続けており、既にロシアの第1防衛線に到達したと主張した[590]。前進を続けているものの地雷の影響や戦闘機不足により、進軍が遅れていると説明した[590]。
- ウクライナのダニロフ国家安全保障・国防会議書記は「われわれはロシア領土を攻撃できる国産兵器を保有している」とした上で「占領地解放のための武器供与は支援国に求める」と述べた[593]。欧米諸国は供与した兵器をロシア国内には使用しないよう強く求めており、こうした払拭し、武器支援の継続を促す狙いがあると見られる[593]。
- ウクライナ保安局は、ロシアのハッカーによるウクライナ軍の戦闘情報システムへの不正アクセスの試みを阻止したと発表した[594]。ウクライナ軍の位置や移動、技術支援に関する機密情報へのアクセスを試みる動きを阻止し、背後に「サンドワーム」として知られるロシアのハッカー集団がいたとしている[594]。
- ウクライナ港湾当局は、穀物輸出の新たな手段として、ドナウ川河口付近で別の船に積み替えて輸出する計画に着手したと明らかにした[595]。政府がドナウ川の港の一つを正式に拡張する決議を採択した。ウスチドゥナイスク港とイズマイル港からパナマックス船への穀物の積み替えを行うため、ビストロエ河口付近を停泊地に追加した。これにより、港湾施設ではなく停泊中に別の船に物資を積み替えることが可能になる[595]。
- 米シンクタンク「戦争研究所」は、ウクライナ軍が南部ヘルソン州を流れるドニエプル川の東岸に上陸し、ロシア軍の防衛線を突破したとみられるとの分析を発表した[596]。ロシア側は撃退したと主張しているが、数十人規模の部隊が最大で800メートル前進した可能性があるという[596]。ロシアが支配する東岸地域で作戦を継続できるかどうかが焦点となる[596]。
- イギリス政府は、ウクライナに侵攻したロシア軍に武器や部品を供給しているなどとして、イランのドローン製造企業をはじめとする外国企業と個人への追加制裁を発表した[597]。対象にはロシアやイラン、トルコ、ベラルーシ、スロバキア、スイス、アラブ首長国連邦の計25の企業や個人が含まれる[597]。イギリス企業が制裁対象の企業や個人に対して信託の設定や同様の取り決めを提供することを禁止し、イギリスに保有する資産も凍結する[597]。クレバリー英外相は「本日の画期的な制裁はロシアの軍備をさらに縮小させ、プーチンの現在苦境にある防衛産業を支えている供給網を締め出すだろう」と述べた[597]。イギリスの今回の制裁対象には、米国が2023年2月に制裁を発表していたイランのドローン企業パラバル・パルスとその幹部7名、トルコに拠点を置くマイクロエレクトロニクスの輸出業者アズ・インターナショナルとトルコユニオンが含まれる[597]。ウクライナ紛争開始後に計1600超の個人と団体に制裁を科してきたイギリス政府は、今回の制裁は第三国の軍事供給業者に対する過去最大規模の措置だと説明した[597]。

### 8月9日
- ウクライナ南部ザポリージャ州の州都ザポリージャ市の住居地域に、ロシア軍の攻撃があり、少なくとも2人が死亡し7人が負傷した[598][599][600][601]。住民らが通う教会と周辺の商店の建物が被害を受けた[599]。当局者は「精密誘導」で住宅地が狙われたとしている[599]。ゼレンスキー大統領は「テロリストによる新たな攻撃だ」と非難した[598]。
- ゼレンスキー大統領は「ウクライナ全土で防空システムの強化が必要だ」と強調し、いずれ米国製F16戦闘機が供与されると確信していると述べた[602]。
- ウクライナとの国境に位置するロシア西部ベルゴロド州知事は、ベルゴロド州南西部の集落にウクライナ軍の砲撃があり1人が死亡、4人が負傷したと明かした[598]。
- ロシアが大半を実効支配するウクライナ東部ドネツク州の州都ドネツクで、ウクライナ側の砲撃で1人が死亡した[598][603]。ロシア側行政府はクラスター弾も撃ち込まれたとしている[598]。また、ウクライナ南部
- ウクライナ南部ザポリージャ州トクマクの東約15キロにある村で、ウクライナ軍の砲撃により民間人4人が死亡、2人が負傷した[603]。
- ウクライナ南部ザポリージャ州のロシア側行政府は、欧州最大のザポリージャ原発が立地するエネルゴダールにウクライナの攻撃用無人機が飛来したため防空システムで撃墜したと表明した[598][604]。ウクライナが同原発の使用済み核燃料貯蔵施設を攻撃しようとしたと主張した[604]。ウクライナのポドリャク大統領顧問は「ウクライナは同原発に対しいかなるドローン攻撃も行っておらず、計画もしていない。理論的に考えて今後も行うつもりはない。それは間違いない」とロシア側の主張を否定する声明を出した[604]。
- ウクライナ軍は、ウクライナ南部ヘルソン州ノバカホウカ市にあるロシア軍の指揮所を攻撃したと明らかにした[605]。ノバカホウカはロシアが占領するドニプロ川東岸に位置する[605]。ウクライナ軍戦略広報部は「午前10時ごろ、ウクライナ軍は占領されているノバカホウカにあるロシア軍の指揮所を攻撃した」と明らかにした[605]。
- ロシア国防省は、首都郊外のモスクワ州に未明、戦闘用ドローン2機が飛来し、対空防衛兵器で撃墜されたと発表した[591][606][607]。建物の損壊はなく、負傷者もいないという[606]。「ウクライナの政権によるテロ攻撃」を阻止したと主張した[606][607]。モスクワ市のソビャニン市長は、ドローンが墜落したのは西郊と南郊と明らかにした[606][607]。南郊には空の玄関口の一つ、ドモジェドボ空港があるが、被害はなかったもようだ[606]。
- アメリカとカナダは、ウクライナに侵攻したロシアへの支援や人権侵害を巡り、ベラルーシの複数の団体・個人を新たに制裁の対象とした[608]。米財務省はベラルーシ政府に資金を提供したとして、8人の個人と5団体を制裁対象に指定したと発表し「この措置はベラルーシ政権による市民社会への継続的な弾圧、ロシアによるウクライナでの不当な戦争への加担のほか、ルカシェンコ大統領の富を肥やすことに関与している複数の団体を対象としている」と声明で述べた[608]。国営企業3社が含まれているほか、このうち1社の幹部と子会社も対象という。政府機関の職員らも含まれる[608]。カナダは別の声明で、政府高官、裁判所判事、国営テレビのトップ、国防省、軍事製造・技術企業を含む9個人・7団体に制裁を科したとした[608]。
- ウクライナ政府は、アメリカから供与されたクラスター弾の使用状況に関する報告書を米国防総省に提出したことを明らかにした[609]。報告書には、発射したクラスター弾の数、破壊したロシア軍の標的の数などを盛り込んだとしたが、具体的な数字への言及は避けた[609]。ウクライナ側による報告書の提示は、アメリカが提供するに当たってまとめた合意事項の一環として要請していた[609]。

### 8月10日
- ウクライナ南部ザポリージャで、国連やNGOの職員らが利用するホテルにミサイルが着弾し、1人が死亡、16人が負傷した[610][611][612][613][614][615]。ゼレンスキー大統領は「ザポリージャは連日ロシアの砲撃にさらされ、民間施設で火災が起きた」と主張した[611][612]。ウクライナ警察当局は、ロシア軍が地上発射型の短距離弾道ミサイル「イスカンデル」で攻撃したと指摘した[611][613][614]。ホテルは人道支援活動や民間人退避などに携わる国連スタッフの拠点としても使われており、国連でウクライナを担当するブラウン人道調整官は「到底許されない。民間人を死傷させる無差別攻撃の数は、想像を絶する水準に達している。国際人道法に違反している」と非難した[615]。
- ロシア国防省は、モスクワ市に向けて飛来したウクライナ軍の攻撃用無人機計2機を未明、モスクワ南西のカルーガ州とモスクワ州の上空で撃墜したと発表した[616][617]。被害は出ていないという[616]。大規模反転攻勢を続けるウクライナはロシアの首都を狙った攻撃を活発化させている[616]。無人機飛来を受け、モスクワ郊外のブヌコボ、ドモジェドボ両空港では飛行機の発着が一時制限された[616]。ロシアが実効支配するウクライナ南部クリミア半島にも無人機が飛来し、黒海艦隊が司令部を置くセバストポリ付近などで計11機が防空システムなどにより撃墜された[616]。
- ウクライナ空軍は、ロシア軍は前日深夜から未明にかけて、自爆型無人機10機をウクライナに発射したと発表した[617]。ウクライナ西部リウネ州知事は、州内の石油貯蔵施設が炎上したと発表した[617]。
- ウクライナ海軍は、黒海での新たな臨時「人道回廊」が稼働開始したと明らかにした[618][619]。数日以内に最初の船舶が利用する予定という[618]。ウクライナ海軍の報道官は、人道回廊はウクライナの黒海の港で足止めされている商業船や、穀物や農産物の輸送のために使用されると述べた[618]。海軍は別の声明で、黒海の機雷がもたらすリスクとロシアからの軍事的脅威は依然として残っていると述べた[618]。
- ロシア検索エンジン最大手「ヤンデックス」創業者アルカディ・ボロズは、ロシアによるウクライナ侵攻について「野蛮」だと批判した[620]。「ロシアのウクライナ侵攻は野蛮だ。明確に反対する。ウクライナでは、人々の家が日々爆撃されている。私の個人的友人やその親族も多い。私は戦争に反対だ」と述べた[620]。侵攻を批判するロシアの著名実業家は少ない[620]。ボロズは2022年にEUの制裁対象となり、6月にヤンデックスのCEOを退任していた[620]。
- ドイツ政府は、ウクライナに対する追加軍事支援として、米国製地対空ミサイルシステム「パトリオット」2セットを新たに供与したと発表した[621]。ウクライナではロシア軍のミサイルや無人機による空からの攻撃による被害が相次いでおり、ゼレンスキー大統領は「何千人もの国民の命を救うことになる」と謝意を示した[621]。ウクライナにはこれまでにアメリカとドイツが計2セットのパトリオットを供与しており、計4セットが稼働し、対空防衛網を強化する[621]。
- IAEAは、ロシアが占拠するウクライナ南部ザポリージャ原発4号機の原子炉格納容器内にある蒸気発生器から水漏れを検出したと明らかにした[622][623]。外部への放射性物質の放出はないとしている[622][623]。原発を安全に保つために必要な水蒸気をつくる目的で、4号機は「高温停止」状態にしていたが、水漏れを受けて冷温停止させる[622]。代わりに6号機を高温停止させる方針といい、IAEAは注意深く監視するとしている[622]。

### 8月11日
- ロシアの首都モスクワのソビャニン市長は、市西部でドローン1機が防空兵器で撃墜されたと明らかにした[611][614]。モスクワ南部の国際空港は、無人機の飛来情報に基づき、空港上空を一時閉鎖した[614]。モスクワへのドローン飛来が相次いでいるが、市内で昼間に確認されたのは初めて[611]。
- ウクライナ軍は、南部戦線で前進した[624]。米シンクタンク「戦争研究所」は、ウクライナ軍が南部ザポリージャ州ロボティネの郊外まで進軍したと指摘した[624]。ロボティネを占領するロシア軍に再配置を迫っているとし「戦術的に重要な前進だ」と分析した[624]。ロボティネは南部の要衝トクマクの北方約30キロに位置する集落。ウクライナ軍がロボティネにすでに入ったという見方もある[624]。
- ウクライナ空軍は、ロシアが米国製戦闘機F16の訓練を近く受ける予定のウクライナ軍パイロットらを狙い、高度なミサイル「キンジャル」を発射したと主張した[625][626][627]。1発はキーウ州上空で防空システムによって撃墜されたが、残り3発は、西部イバノフランコフスク州の飛行場近くに着弾した。検察によると、ミサイルは民間施設と住宅地に着弾し「ミサイルは、コロミア地区の3人の子どもがいる家族が住む民家近くに着弾し、8歳の少年が死亡した」とした。イグナット報道官は「今回は若者が狙われた」「間もなく訓練に出発する若いパイロットたちだ」と説明した[626]。
- ゼレンスキー大統領は「徴兵に関しては、戦時下の賄賂の授受が反逆罪に相当する理由を理解している人間が担うべきだ」と述べ、汚職疑惑に言及して徴兵責任者である全州の軍事委員を解任したと明らかにした[624][628][629][630][631][632]。33人が汚職で刑事責任を問われる見通しで、後任には、戦場での経験があり、情報機関の審査を通過した人物を選ぶ意向を示した[624][631]。具体的には「不正蓄財、違法に入手した資金の合法化、違法な利得、軍役に責任を負う人員の国境を越えた違法な輸送」といった問題に言及した[630]。ウクライナ大統領府は別の声明で、「徴兵センターを調査したところ、複数の汚職を発見した」と指摘し「（汚職は）国家安全保障上の脅威となり、国家機関に対する信頼を損なう」と強調した[628]。ゼレンスキーは、2019年ウクライナ大統領選挙で汚職撲滅を掲げて当選したほか、ウクライナが加盟を目指すEUなどからも、汚職対策を強く求められている[624]。
- ウクライナのイエルマーク大統領府長官は、イギリスとウクライナが2国間の防衛協力に関する協定締結に向けた協議を始めたと発表した[627][633]。協議開始はアメリカに続いて2か国目となる[633]。G7は、7月にウクライナのNATO加盟手続き完了までの間、安全保障を約束するとの共同宣言[232]を発表しており、各国がウクライナと2国間協定を結ぶと明記している[633]。また、ウクライナがロシアとの和平交渉の前提として提唱する10項目の平和案[注 4]について、現時点で58か国が支持していると述べた[633]。サウジアラビア西部ジッダで8月5～6日に開かれたウクライナ和平会合には約40の国と国際機関が参加したが、当時よりも平和の公式への賛同国が増えたとしている[633]。
- ロシア国防省は、ウクライナ北東部クピャンスク市周辺で戦況を好転させたと発表した[634]。ロシア軍の部隊は「広範囲にわたる前線で攻撃作戦を継続」し、クピャンスクの東に位置するビルシャナとペルショットラブネーブで「戦況を好転」させたと主張した[634]。一方、ウクライナ軍東部作戦司令部のセルヒー・チェレバティー報道官は、敵の戦力を考えるとクピャンスク周辺の戦況は「厳しい」が、ウクライナ軍が「主導権を握っている」と述べた[634]。クピャンスク当局は、クピャンスク市とロシア軍の前線の間にある37集落の住民に対し、約90キロ西にあるハルキウ市への避難を呼び掛けた[634]。そこからさらに安全な州に移る選択肢もあるという[634]。
- アメリカ政府は、ロシアによるウクライナ侵攻を支えているとして、ロシアの大手投資金融グループ「アルファ・グループ」共同創業者フリードマンら幹部4人に制裁を科すと発表した[635]。対露制裁への対応策に関与したとしてロシアの経営者団体も制裁対象とした[635]。アメリカ国内の資産が凍結され、アメリカ人との取引ができなくなる[635]。経営者団体はロシアの技術分野で影響力を持っており、ウクライナ侵攻当初から制裁対応に取り組んできたという[635]。米財務省は「不当なウクライナへの侵攻を支えている者たちの責任を追及していく」と表明した[635]。
- ワシントン・ポストは、欧州でF16戦闘機の訓練を受ける第1陣のウクライナ人操縦士の訓練完了が、来年夏以降にずれ込む見通しと報じた[636][637]。訓練開始が何度も延期されたことが原因という[636][637]。ウクライナは反転攻勢の加速にF16が必要と主張しており、運用開始が遅れれば、戦局に影響しそうだ[636]。第1陣として訓練を受けるのは6人で、まずイギリスで4か月英語を学び、実機訓練は2024年1月に開始予定としている[636][637]。第2陣はその半年後に実機訓練を始める計画という[636]。米国家安全保障会議のカービー戦略広報調整官は、操縦士の訓練や機体の維持管理方法の習得には一定の時間がかかるとの見方を示した上で「欧州での訓練が定員に達した場合は米国内で訓練を行うこともできる」と述べた[636][637][638]。

### 8月12日
- ロシア占領下のウクライナ南部クリミア半島とロシア本土を結ぶクリミア大橋で、煙が立ち上った[639]。自称「クリミア共和国」のアクショーノフ首長は、ウクライナのミサイル2発が撃墜されたと発表した[627][639]。ロシア国防省は、ウクライナ軍が地対空ミサイル「S200」を橋の攻撃に転用したと主張した[639]。橋に損傷はないという[639]。
- ウクライナ南部ザポリージャ州オリヒウに、ロシア軍の爆撃があり警察官1人が死亡、12人が負傷した[640][641]。誘導弾が使われたという[640][641]。東部ハリコフ州クピャンスク付近では、ロシア軍の攻撃で高齢女性が死亡した[640][641]。
- 反転攻勢を続けるウクライナ軍の参謀本部は、ザポリージャ州ロボティネ付近で前進し、陣地を固めていると発表した[640][641]。
- ロシア国防省は、ウクライナ国境に位置するロシア西部ベルゴロド州のシェベキノに飛来したウクライナの無人機1機を防空システムで迎撃したと発表し、被害は出ていないと主張した[640][641]。
- 英国防省は、ロシア軍が空挺部隊を南部ヘルソン州からオリヒウ周辺に再配置したとみられ、これにより、ドニエプル川東岸のロシア軍の防衛力が弱まるだろうと分析した[640][641]。
- 米シンクタンク「戦争研究所」は、ロシア軍に対し反転攻勢を続けるウクライナ軍が南部ザポリージャ州と東部ドネツク州の境界付近で戦術的に重要な前進を果たしたとの分析した[641]。
- ウクライナ非常事態庁は、ロシア軍のミサイル攻撃の被害を受けた現場に出動し、新たな攻撃に巻き込まれるなどして殺害された救助隊員は侵攻が始まって以降、少なくとも78人で、負傷者は280人に達したと報告した[642]。東部ドネツク州ポクロウスクでミサイル攻撃が2回あり、最初の攻撃で着弾場所に急行した非常事態庁の複数の職員が負傷したことを受けた発言ともなっている[642]。ウクライナ国家警察によると、ドネツク州の非常事態庁の幹部がポクロウスクへのミサイル攻撃への対応に当たっている際に殺されたという[642]。ロシア軍は救助隊員にも砲火を浴びせる国際協定を無視する行動を示していると非難し、救助隊員は国際協定により保護の対象になっていることに注目すべきであると主張した[642]。
- ウクライナ検察当局は、ロシアによる侵攻で死亡した子供の数は500人、負傷者は1100人近いと明らかにした[643][644][645]。また、ロシアに占領されている東・南部の犠牲者は把握できていない[643][644]。占領地ではロシア側への子供の連れ去り問題が起きており、子供の人権状況は深刻さを増している[643][644]。

### 8月13日
- ウクライナ南部ヘルソン州で、ウクライナが死守する地域にロシア軍が砲撃を加え、二つの集落で計7人が死亡、少なくとも22人が負傷した[644][645][646]。プロクジン知事は「おぞましいニュースだ」と非難した[644]。クリメンコ内相は「テロリストが民間人の殺害を進んでやめることは決してない。武力でそれを止めなければならない」と述べた[646]。ゼレンスキー大統領は、午後6時までにヘルソン州だけで17件の砲撃が報告されたほか、ミコライウ、ザポリージャ、ドンバス、ハリコフ、ウクライナ北東部の国境地帯でも被害があったと指摘し「ロシアの邪悪な行為に対し、われわれが完全に正当な反応を示さない日はない」と述べた[646]。
- ロシア国防省は、黒海南西部で、パラオ船籍の貨物船を停止させるため、海軍の警備艦が威嚇射撃を行ったと発表した[647][648][649][650][651][652]。警告射撃を行った理由について、貨物船が積み荷の検査のための停船指示に従わなかったためだと主張した[649][650][651][652]。貨物船は警告射撃後に停船し、ロシア軍による検査を受けた後、ウクライナ南部オデッサ州のドナウ川沿いにある穀物輸出拠点イズマイル港に向かったという[649][650][651][652]。ただ、ロシア軍の活動を監視している国際調査団体「インフォルムナパルム」は、ロシア軍艦は貨物船に警告はしたが射撃はせず、臨検に失敗したと指摘した[650]。ウクライナのポドリャク大統領府顧問は「他国領海での第三国の民間船に対する犯罪だ。国際法違反であり、海賊行為だ」とロシアを非難した[649][652][653]。ロシアは、ウクライナの港湾に向かう全船舶について、潜在的に軍事物資を積んでいると見なし、強硬措置を取ると発表していた[647][648][650]。
- ウクライナ国境に位置するロシア西部ベルゴロド州のグラトコフ知事は、州都ベルゴロドに無人機攻撃があり、13階建ての集合住宅が損傷、周囲で自動車十数台に被害が出たと明らかにした[654][655]。死傷者は出ていないという[654]。インタファクス通信によると、これに先立ち3回の無人機攻撃があり、いずれも上空で撃墜されたという[654]。また隣接する西部クルスク州にも無人機1機が飛来、防空システムで撃墜された[654]。ロシア国防省はいずれもウクライナ軍の攻撃としている[654]。
- ウクライナ軍南部方面部隊のグメニュク報道官は、ウクライナ軍部隊がロシア軍の支配下にある南部ヘルソン州のドニエプル川東岸地域に進出し、ロシア軍への攻撃作戦を実施していると明らかにした[656]。一方、ロシアメディアは、ドニエプル川東岸地域の集落カザチイ・ラーゲリで戦闘が起き、ロシア軍少佐がウクライナ軍の捕虜になったと伝えた[656]。ヘルソン州ではドニエプル川西岸をウクライナ軍が保持し、東岸をロシア軍が支配している[656]。ウクライナ軍は、反攻の主軸である南部ザポリージャ州で露軍の防衛線に直面し、前進が停滞する中、隣接するヘルソン州でドニエプル川東岸に進出し、ロシア軍の戦力をザポリージャ州から分散させるための陽動作戦を展開している可能性がある[656]。
- ウクライナ南部ドネツク州マリウポリのロシア軍訓練基地で、爆発が起き、兵舎やトラック3台が破壊された[656]。ウクライナメディアは反露パルチザンが攻撃を認めたと伝えた[656]。
- ウクライナ南東部ザポリージャのロシア支配地域幹部ロゴフは、隣接する東部ドネツク州の西部でウクライナ軍がロシア軍の戦線を突破しようとしていると述べた[657]。「過去2週間にわたる激しい戦闘の末、敵はウロジャイネの北部に足場を築いた」とし、明らかにさらに南への進軍を目指していると指摘した[657]。ウロジャイネの南部はロシア軍が依然として支配しているとも述べた[657]。ロシア東方軍管区のオレグ・チェーホフ報道官は、ウクライナ軍がウロジャイネと川を挟んで反対側にあるスタロマイオルスケの方角を攻撃しようとし損害を被っていると述べた[657]。
- 英国防省は、ウクライナの海兵隊兵士約900人がイギリス海兵隊やイギリス陸軍特殊部隊による訓練を終え、帰国の途に就いているとの声明を発表した[658]。半年間のウクライナ軍支援計画の一環で、訓練はウクライナによる独自の海兵隊の育成や、水域での戦闘能力の強化を支援するものとした[658]。イギリス特殊部隊が水陸両面作戦を指導し、ゴムボートを使っての海岸急襲などの訓練が実施され、ウクライナ海兵隊は作戦立案や急襲の実行を昼夜こなすようになった[658]。このほか、次世代の軽対戦車兵器と称される携行型ミサイルや地対空ミサイル「スティンガー」の運用、迫撃砲や偵察用ドローンの操作、「竜の歯」と呼ばれる装甲車両などの移動を妨害する防御用障害物を爆発物で除去する訓練も含まれたとした[658]。今回の訓練生の経歴は様々だったとし、多くは兵役の経験がない民間人の志願者だったと指摘した[658]。ウクライナ軍の他の部門から転属した兵士もおり、一部は前線での実戦も体験していたという[658]。訓練を最近終えたウクライナ海兵隊兵士は「イギリス海兵隊による教練は予想よりはるかに厳しかった」とし「非常に多くのことを学び、自分で出来るとも思えなかった事柄も処理出来るようになった」と振り返った[658]。訓練期間は5週間で、戦場での医療上の応急処置、近接戦闘の仕方や部隊としての戦術展開なども含まれたという[658]。イギリス国内で訓練を受けたウクライナの志願兵らの人数は2022年の年初以降、2万人以上に達し、今年に入ってからイギリスが約束していた分のほぼ倍となる2万人の新たな志願兵らの訓練を引き受けたとも説明した[658]。イギリスでの海兵隊への訓練には、オランダ海兵隊の教官も加わっているほか、複数の諸国も関与しているという[658]。ゼレンスキー大統領は、海兵隊を独立の軍種にし、兵力を拡大させる意向を示していた[658]。
- ウォールストリート・ジャーナルは、ウクライナを支援する欧米諸国が2024年春の攻勢について既に検討を始めていると報じた[659][660]。欧米側が戦闘の長期化を予期していることの表れと指摘し、欧米諸国には有権者が泥沼化した戦争への支援に嫌気がさす事態への懸念があるとも伝えた[659]。欧米政権には当初、ウクライナ軍が現在の反攻でロシア軍に打撃を与え、早ければ今年冬にもプーチン大統領を停戦交渉の場に引き出せるとの期待があったが、ロシア軍の防衛線は強固で、現時点でウクライナ軍が短期的に反攻の成果を得ることは困難になっているとした[659]。その上で、2024年半ばまでにウクライナは欧米側からF16戦闘機を供与される可能性があるほか、高性能ドローンなどさらに高性能な兵器も供与される可能性があると指摘した[659]。時間の経過に従ってウクライナ軍の保有兵器が充実し、兵器への習熟や戦術も進展することで、ロシア軍に勝利できる可能性が高まるとの期待が欧米諸国にあると伝えた[659]。

### 8月14日
- ウクライナ西部で、ロシア軍による大規模なミサイル攻撃があり、3人が死亡し、多数の負傷者が出た[661]。
- ゼレンスキー大統領は、ウクライナ東部ドネツク州バフムト方面の最前線を訪問した[661][662][663][664]。兵士らに対し「国全体が心血を注ぐべきだ」と総動員で部隊を支えるよう訴え「未来は皆に懸かっている。大事なのは自分を気遣いつつ、勝利に向かって進むことだ」と激励した[661]。国民に向けては「前線では命をささげて戦っている。酒場やクラブに行くのではなく、他のやり方で兵士を助けなければならない」と述べ、引き締めを図った[661]。
- ウクライナのマリャル国防次官は「先週バフムト付近で3平方キロの領土が解放された。これでバフムト南部一帯で解放された領土は計40平方キロとなった」と述べた[665]。ウクライナ軍はまた、2022年にロシアが併合した州に入っているロシア軍に対する攻撃も継続している[665]。ウクライナ軍はザポリージャ州にあるロシア軍占領下のメリトポリおよびベルジャンシク方面へ進撃しているほか、ドネツク州南部前線の集落ウロジャイネでも「戦闘が続いている」という[665]。ウクライナ南部ザポリージャ州一帯の戦線で「一定の成功を収めている」と述べ、進展を強調した[660][666]。
- リントナー独財務相は、ウクライナの首都キーウを訪問し、レズニコフ国防相やシュミハリ首相と会談した[662]。ロシアによるウクライナ侵攻開始後、ドイツが約220億ユーロ(約3兆4900億円)の支援をしてきたと述べ「ウクライナは負けてはならない」と支援継続に意欲を示した[662]。* EUは先週末、ロシアからの侵攻を受けるウクライナへ砲弾計100万発を供与する計画の第1弾として22万3800発を提供したと発表した[667]。スターノ報道官は「長距離自走砲弾や精密誘導弾、迫撃砲弾など約22万3800発と、各種ミサイル2300発を供与した」と明らかにした[667]。ただし、初回の供与は当初の予定から約1か月遅れた[667]。EU防衛機関は現在、計画の第2段階として、欧州内の兵器メーカーと155ミリ榴弾砲やミサイルの共同調達契約について交渉している[667]。
- アメリカ政府は、ウクライナに対し2億ドル(約290億円)の追加軍事支援を発表した[668][669]。地対空ミサイルシステム「パトリオット」や高機動ロケット砲システム「HIMARS」の弾薬、地雷除去装置などを供与する[668]。米国防総省の会計ミス後に発覚した62億ドルからの最初の支援になるという[669]。ブリンケン米国務長官は「ロシアが戦争を終わらせるまで同盟国などと団結し、ウクライナとともに立ち向かう」と強調した[668]。
- 英国防省は、ヘルソン州のドニエプル川下流域で最近、戦闘が増えており、ロシア軍支配地の東岸にウクライナ軍が上陸し、幾つか橋頭堡を築きつつあると分析した[670]。これにより、ロシア軍は「この東岸の部隊を増強するのか、激戦が続くウクライナ東部に増援を送るのか、ジレンマに直面している」と解説した[670]。

### 8月15日
- ウクライナ空軍は、未明に少なくとも28発のミサイルが発射され、うち16発を撃墜したと発表した[661]。しかし、一部が北西部ルツクにあるスウェーデンのベアリング大手「SKF」の工場に着弾し、従業員3人が死亡した[661][671]。ロシア国防省は「ウクライナ軍がテロ攻撃で使う無人艇の工場と保管庫を攻撃した」と主張した[672]。国連のブラウン人道調整官は「ロシアは人口密集地で必要不可欠なインフラへの攻撃を続けており、人々に多大な苦しみをもたらしている」と表明した[671]。西部リビウでは住宅地が攻撃され、15人がけがをした[661]。南東部のドニプロ市でも少なくとも2人が負傷した[671]。ドニプロペトロウシク州のリサク知事によると、企業とスポーツ施設が攻撃を受けた[673]。シュミハリ首相は、8地域で学校や病院など民間インフラに被害が出たと指摘した[673]。
- ゼレンスキー大統領は、ザポリージャ州の前線地域を訪問した[674][675]。ロシア占領下のザポリージャ州の要衝メリトポリ奪還を目指す作戦に従事する司令官らと意見交換した[676]。司令官はロシアからの攻撃に対抗するため、電子戦や防空システムの強化、ドローンの増強の必要性を訴えたという[676]。
- ウクライナのイリナ・ベレシュチュク副首相は、2024年春以降も戦闘が続くとの見通しを示し「勝利への道は長く、困難だ。長期の戦争に備えなければならない」と呼び掛けた[675]。
- ウクライナ大統領府のイエルマーク長官は、ロシアが発射したミサイルに、欧米の制裁で禁輸対象になっているはずの外国製半導体が使われていたと指摘した[677]。前夜から朝にかけて撃ち込まれたのは今年ロシアでつくられたミサイルだと指摘し、4月製造の巡航ミサイル「Kh-101」から約30個の外国製半導体が見つかったと言明した[677]。ウクライナが「パートナー諸国と協力し、定期的に連絡を取っている。パートナー国の政府は半導体のメーカー、サプライヤーとも協力している」と強調した[677]。
- ウクライナと国境を接するロシア西部ブリャンスク州のボゴマズ知事は、ウクライナの破壊工作グループによる越境を阻止したと明らかにした[678]。現場は国境から約3キロの村付近で、ウクライナ側の集団による越境を、ロシア軍と治安当局が阻止したという[678]。死傷者はいないものの、ウクライナ側の砲撃で家畜や工業施設の複数の建物に被害が出たと投稿した[678]。
- ウクライナメディアは、ストルテンベルグNATO事務総長の首席補佐官がノルウェーメディアのインタビューに「ウクライナがNATOに加盟する見返りに一部の領土をロシアに譲渡する」という形式での停戦案がNATO内で議論されていると述べたと伝えた[679]。そうした形式での停戦でなければならないと言っているわけではないとしつつ「解決策としてありうる」としつつ「同様の停戦案を別の人々も提起している」とも明らかにした[679]。ウクライナ外務省高官は「絶対に容認できない」と表明し「NATOとウクライナは領土を交渉材料にしないことで一致している。NATO当局者がウクライナの領土放棄に言及するのはロシアを利する」と批判した[679]。ウクライナメディアも、NATO当局者が「われわれは必要な限りウクライナを支援し、永続的な平和の実現に尽力する」とし、領土放棄による停戦案を打ち消したと伝えた[679]。
- スウェーデン国防省は、ウクライナに約3億1500万ドル(約460億円)の追加支援を行うと発表した[680]。「ウクライナから、すでに供与した戦闘車両のCV90とCV122の部品の要望があった」と明らかにし、その要望に応えるべく、最大1億200万ドル相当の部品や緊急物資を一定期間提供するという[680]。第13弾となる今回の支援パッケージには、2億ドル弱相当の輸送車両や緊急用物資、地雷除去機の供与も含まれるという[680]。
- 米誌フォーブスは、ウクライナ軍が大規模な反転攻勢を展開する南部ザポリージャ州の戦線に、イギリス供与の「チャレンジャー2」など米欧の戦闘車両を装備する精鋭部隊を投入したと報じた[681]。ロシア軍の補給拠点都市メリトポリの奪還に向け、攻勢を強める狙いとみられる[681]。投入されたのは2000人規模の第82空中強襲旅団で、歩兵戦闘車「マルダー」や装甲車「ストライカー」も保有し、ザポリージャ戦線のロボティネ周辺に配置されたという[681]。メリトポリ攻略は、ロシアが一方的に併合したクリミアとロシア本土の分断につながり、ウクライナにとって戦略上、重要な意味を持つ[681]。旅団は既にロシア軍陣地近くまで進軍したとの情報もある[681]。

### 8月16日
- ウクライナ南部オデーサ州のキペル知事は、夜間のロシアによるドローン攻撃でドナウ川の港の一つの穀物備蓄施設などが損傷したと明らかにし「昨夜、ロシアのテロリストがオデーサ州を2度にわたり攻撃した。主要目標は南部の港と穀物インフラだ」と述べた[682]。ウクライナ空軍は、南部オデーサやミコライウに向けてロシアが飛ばしたドローン13機を破壊したと明らかにした[682][683]。
- ウクライナのマリャル国防次官は、東部ドネツク州の集落ウロジャイネをロシア軍から奪還したと発表した[683][684][685][686]。ウロジャイネは解放され、陣地を固めつつあるものの、攻勢は続いており[683]、ウクライナ軍はウロジャイネ近郊に展開していると明らかにした[684]。ウロジャイネは、ウクライナが反転攻勢でロシア側から奪還している集落が集まっている地域にあり、アゾフ海から約90キロメートルに位置し[684]、ベルジャンスクやマリウポリへの進出ルート上に位置にある[685]。ウクライナ軍が一定の前進に成功した形[685]。ウクライナ軍はアゾフ海に向け南進し、ロシア軍部隊の二分を狙っているとみられる[684]。
- ウクライナ軍のシルスキー司令官は「ロシア軍はクピャンスクを封鎖した上で占領するため、主に囚人からなる突撃部隊を投入し、連日さまざまな方向からウクライナ軍の防衛網を突破しようとしている」とし、「クピャンスク方面の情勢が複雑化しているため、一日の大半をクピャンスク市街に入る道の防衛を指揮する部隊と行動を共にした」と述べた[687]。
- ウクライナのイグナト空軍報道官は、欧米諸国がウクライナへF16戦闘機を供与する時期が2024年春以降になるとの見通しを示した[688]。一方、ウクライナパイロットに対するF16戦闘機の操縦訓練が近く欧米諸国で開始されると指摘した[688]。また、最近新たに地対空ミサイルシステム「パトリオット」2基の供与を受けたとし、ウクライナの防空能力は向上していると説明した[688]。
- ウクライナのクブラコフ・インフラ相は、黒海に面する南部オデッサの港から貨物船1隻が出航したと発表した[689]。貨物船はルーマニア領海内を南進し、トルコのイスタンブールに向かう[689]。ウクライナ産穀物輸出合意停止後、オデッサの港から貨物船が出航したのは初めてとなる[689]。
- ウクライナのクレバ外相は「われわれの目標は（ウクライナが旧ソ連から独立した）1991年時点の領土を解放するという形での勝利だ。どれだけ時間がかかろうとも構わない」と強調し、あくまで全土奪還を目指す方針とし「これはウクライナ国民共通の願いだ」と語った[690]。その上で、ウクライナは依然として西側諸国による武器・弾薬の着実な支援が必要だとも表明し「勝利を手にするには、まだ多くのものが必要だし、さらなる前進が必要だ。それが現実の戦争だからだ」と述べた[690]。
- ロシア軍東部軍管区元司令官ゲンナジー・ジトコ大将が57歳で病死した[691]。
- 米シンクタンク「戦争研究所」は、ウクライナ軍がザポリージャ州オリヒウの南十数キロにあるロボティネ周辺に進軍したと指摘した[692]。数週間にわたり付近の森林地帯で作戦を続けており、広範囲に前進したとみられると分析した[692]。
- アメリカ政府は、ウクライナ侵攻を続けるロシアと北朝鮮の武器取引に関与したとして、スロバキアなどを拠点とする軍事関連企業3社を制裁対象に指定したと発表した[693][694][695]。3社はいずれも、ロシアと北朝鮮の兵器取引を仲介しようとして3月にアメリカが制裁を科したスロバキア国籍の武器商人が運営していおり[694]、アメリカ国内の資産が凍結される[693]。米財務省は「ロシアは戦場で弾薬を消費して装備も失う中、戦争継続のため、北朝鮮を含めた数少ない友好国に頼らざるを得なくなっている」と指摘し、今後も北朝鮮を通じてロシアを支援しようとする違法な資金ネットワークを摘発し続けると強調した。[694]。ブリンケン米国務長官は「ウクライナに対するロシアの違法な戦争を支える第三国の関係者に厳しい代償を払わせる取り組みだ」と強調した[693]。
- フィナンシャル・タイムズは、アメリカ政府がイランとの緊張緩和に向けた協議の一環で、ロシアへの武装ドローン売却を停止するようイラン側に求めていると報じた[696]。アメリカはロシアがウクライナ侵攻で使用している無人機と予備の部品の提供をやめるようイランに要求している[696]。

### 8月17日
- ウクライナ軍参謀本部は、ウクライナ軍が南部ザポリージャ州との境界に近い東部ドネツク州の集落ウロジャイネの南方に進軍し、足場を確立していると発表した[692]。
- ウクライナ軍報道官は、ロシア軍に対する反転攻勢について、南東部の戦線でさらに戦果を収めたと発表した[697]。ウロジャイネの南でも進展があったという[697]。ウクライナ北東部ハリコフ州のほか、ドネツク州の要衝バフムトからそれほど離れていない東部の集落で、激しい戦闘が行わていることも明らかにした[697]。
- ウクライナ政府は、戒厳令と総動員令について、11月15日まで90日間の延長を決めた[698][699]。ゼレンスキー大統領が法令に署名し、8回目の延長となる[698]。戒厳令下で選挙の実施は認められておらず、10月に予定されていた最高会議選挙は行われないことになる[698]。
- ゼレンスキー大統領は、冬季にエネルギー関連施設をロシアによるミサイル攻撃から守るための防空システム強化について、閣僚らと協議した[698]。戦闘の長期化を視野に、電力需要が増える冬季の大規模停電を防ぎ、市民生活への影響を抑える方策を検討した[698]。秋にウクライナ国内での兵器生産に関する会議を開く方針を明らかにし、生産拠点新設や支援国との連携を協議したい考えだ[698]。欧米諸国には「我々は自由な世界のために武器を作る」と協力を求めた[698]。
- ロシア国防省は、東部ドニエプロペトロフスク州東部の駅をミサイル攻撃し、弾薬を積んだ列車を破壊したと発表した[692]。ザポリージャ州方面では空爆や砲撃でウクライナ軍の反攻を撃退し、装甲車ストライカー4両などを破壊したとしている[692]。
- アメリカはウクライナへのF16戦闘機供与について、導入に向けた訓練が終了した時点でデンマークとオランダから供与することを承認した[700][701]。ウクライナは制空権の確保につなげようとF16の供与を米欧に求めてきた[700]。アメリカ政府はデンマークとオランダに対し、ウクライナへのF16の第三者譲渡要請を迅速に承認し、パイロットの訓練が完了した時点でウクライナがF16を入手できるようにすることを保証した[700][701]。導入に向けた訓練を主導するデンマークとオランダはアメリカからのこうした確約を求めていたが、ブリンケン米国務長官は両国に書簡を送り、この要請が承認されることを確約したという[700]。

### 8月18日
- ゼレンスキー大統領は、ウクライナが和平交渉の前提として提唱する10項目の「平和のフォーミュラ」[注 4]に関し、現時点で63か国の外交団が実現に向けて作業していると述べ「平和の公式が世界の多数派を団結させることが重要だ」と訴えた[702]。また、ウクライナに防衛支援を通じ長期的な安全保障を約束するとしたG7共同宣言[232]に18か国が加わったと指摘した[702]。
- ロシア国防省は、早朝にモスクワとその周辺に向けてウクライナがドローン攻撃を行ったと発表した[703][704]。モスクワのソビャニン市長も、市中心部に無人機攻撃があったと明らかにした[703]。撃墜され地上に破片が散乱しているが、死傷者はないという[703]。
- ロシア外務省は、イギリスの敵対的な対露政策への報復として、ICCのカーン主任検察官ら54人のイギリス人を新たにロシアへの入国禁止リストに追加したと発表した[705]。入国禁止リストにはこのほか、BBC放送やガーディアン紙、デーリー・テレグラフ紙の幹部や記者も含まれた[705]。
- ワグネルの反乱以降公の場に姿を見せていないスロビキン上級大将が大統領令によりウクライナ侵攻作戦の統括副司令官と航空宇宙軍総司令官を解任されたと報じられた[706][707][708][709]。ワグネルの反乱を事前に把握していたといわれ、連邦保安局(FSB)の取り調べを受けたと伝えられていた[706]。別のポストに就くための解任としているが、更迭という見方が広がっている[706]。後任としてアフザロフ航空宇宙軍参謀長が航空宇宙軍総司令官代行を務める[708][709][710][711]。
- デンマーク国防省はウクライナ軍のパイロットがF16の操縦訓練を月内に開始すると発表した[712]。訓練計画には11か国[注 2]が協調して関与するという[712]。
- 米CBSニュースは、ウクライナ軍が反攻の主軸である南部ザポリージャ州でロシア軍の地雷原を突破し、ザポリージャ州の都市トクマクを占領しているロシア軍の第1防衛線と交戦を始めたもようだとする米当局者の見解を伝えた[713]。トクマクはウクライナ軍が奪還を目指すアゾフ海沿岸地域の主要都市メリトポリへの進出ルート上にある[713]。ザポリージャ州北部を保持するウクライナ軍は、反攻でアゾフ海沿岸まで南下し、ロシア軍がアゾフ海沿岸に確保している「陸の回廊」を分断することでロシア軍の補給を断ち、南部一帯の奪還につなげる戦略を描いている[713]。ただ、ロシア軍も同州に重層的な防衛線を構築しており「トクマクを奪還し、さらにメリトポリ方面に前進するのはウクライナ軍にとって困難な任務になるだろう」と指摘した[713]。
- ニューヨーク・タイムズは、ロシアのウクライナ侵攻開始以降、両軍の死傷者が50万人に迫っていると報じた[714][715][716][717]。米当局の推計に基づくもので、ロシア側の死者は約12万人、負傷者は約17万-18万人[714][715][716][717]。ウクライナ側の死者も約7万人、負傷者は約10万-12万人に上る[714][715][716][717]。

### 8月19日
- ウクライナのクリメンコ内相は、午前11時半頃、ウクライナ北部チェルニーヒウの中心部の広場やその近くの劇場などにロシア軍のミサイル攻撃を受け、7人が死亡、100人超が負傷したと発表した[718][719][720][721]。ゼレンスキー大統領は、犠牲者らに哀悼の意を表明し、ロシアを「テロ国家だ」と非難し、国際社会に支援の継続を求めた[718]。
- ロシア国防省は、ロシア北西部ノブゴロド州の軍用飛行場で、ウクライナによるドローン攻撃があり、駐機場で火災が発生したと発表した[722]。軍用機1機が損傷したものの、人的被害はないという[722]。ロシアメディア「モスクワ・タイムズ」と独立系メディア「シレナ（サイレン）」は20日、核兵器を搭載可能な超音速戦略爆撃機TU22M3が炎上したとみられると報道した[723][724][725]。撮影場所を正確に確認できないとしながらも、TU22M3が配備されるノブゴロド州ソリツイ空軍基地の可能性が高いと伝えた[723]。ウクライナが核兵器搭載可能なロシア戦略爆撃機の完全な破壊に成功したのは初めてだとしている[724]。
- ゼレンスキー大統領は、スウェーデンを訪問しクリステション首相と会談した[726][727]。安全保障やウクライナ支援について協議し、カール16世グスタフ国王夫妻とも面会した[726]。ゼレンスキーは「陸と空のウクライナ兵強化や、特に防衛産業における2か国協力の進展」が訪問の主な目的で、ウクライナの欧州統合や、欧州・大西洋地域の安全保障についても話し合うとした[726]。ゼレンスキーはスウェーデンの支援に謝意を示したいと表明した[726]。共同記者会見で、スウェーデン製の戦闘機「グリペン」の供与について「次の段階の措置」をスウェーデン政府と協議していることを発表した[727][728][729]。ウクライナ人操縦士によるグリペンの試験飛行が既に始まったことも明かした[728]。「今後数週間でグリペンを将来獲得する可能性を開くと信じる適切な措置があるだろう」と指摘し、複数の国とさらなる話し合いを持つともし、ウクライナが近代的な航空機を調達し得ることへの自信を示した[728]。「ロシアが空を支配している時に地上を速く移動することは出来ない。我々は近代的な航空機を必要としている」と主張した[728]。クリステション首相は、ウクライナとの間でスウェーデン製装甲戦闘車両「CV90」の生産、操作訓練や維持管理業務での協力をうたった声明文に署名したとも述べた[728]。
- ウクライナのイエルマーク大統領府長官は、ウクライナ国内で最近撃墜されたロシア軍の攻撃型ヘリコプター「Ka52」が外国製の半導体やプロセッサーを使って製造されていたことが判明したと述べた[730]。その上で、ロシア軍がウクライナに投入している兵器の部品調達を阻止するためより厳しい制裁策を科すよう西側諸国に要請し「Ka52の撃墜は素晴らしいことだが、このヘリの製造能力をロシアから奪うことの方がより良い」と説いた[730]。ロシアの攻撃ヘリは西側あるいはアジア諸国で製造される「ハイテク部品」を取り込んでいると指摘し、チップ、プロセッサ、フラッシュメモリ、通信変圧器や他の部品はKa52の運用や修理に必要なものだと続けた[730]。「ロシアへの制裁は強化される必要がある。ロシアの軍産複合体が技術入手を図る術を断ち切るべきだ」とも強調した[730]。
- ウクライナのレズニコフ国防相は、F16戦闘機の訓練が始まったと述べた上で、終了までには少なくとも6か月かかるという見通しを示し、それ以上の時間を要する可能性もあるとした[731][732]。ウクライナの訓練生は軍事的な技術用語を理解するための英語の訓練も受けるとし、現時点では「基礎的な水準の英語力も十分ではない」ことを認めた[732]。また、この訓練期間中にどの国がウクライナへF16を引き渡せるのか、その機数の程度を決め、F16が搭載する兵器の種類を選別するのも重要と指摘した[732]。
- アメリカは、F16戦闘機の訓練に使用する教材をウクライナに供与することを承認した[712]。ウクライナ軍のパイロットを対象としたF16の操縦訓練が実際に始まる見通しとなった[712]。承認はF16の訓練で提携するデンマークからの要請に対して最近行ったもので、パイロットと機体の整備の訓練計画に関連した内容だという[712]。承認内容にはフライトシミュレーターや訓練マニュアルなどが含まれ、アメリカの技術に関する機微な情報も盛り込まれているという[712]。デンマークによる第三者への供与要請を承認することは、ウクライナ軍パイロットの操縦訓練を開始するに当たって極めて重要な段階の一つだった[712]。

### 8月20日
- ウクライナ軍当局者は、南部ヘルソン州の市街地がロシア軍の戦車や無人機による攻撃を受け、民間人1人が死亡、1人が負傷したと明らかにした[733]。ブリンケン米国務長官は「また無実の一般市民に対する恐ろしいミサイル攻撃が行われた。最も強い言葉で（ロシアを）非難する」と表明した[733]。
- ロシア国防省は、ウクライナと国境を接するロシアのクルスク州、ロストフ州、ベルゴロド州でドローン攻撃が報告され、モスクワ州ではドローンを妨害し、無人地帯に墜落させたと発表した[734]。クルスク州のスタロボイト知事によると、クルスク市の鉄道駅にドローンが衝突し、5人が負傷、火災が発生した[734][735]。ロストフ州知事は負傷者や被害はなかったと述べた[734]。ロシア国防省はその後、ベルゴロド州へのドローン攻撃を2度阻止したと発表した[734]。
- ゼレンスキー大統領は、オランダ南部アイントホーフェンを訪問し、ルッテ首相と会談した[736]。ウクライナに対し、F16戦闘機をオランダが42機とデンマークが19機供与することで合意した[729][736][737][738][739][740][741][742]。F16のウクライナ供与が決まったのは初めて[736][737]。最初の引き渡しは2024年明け頃になると説明し、デンマークは6機を引き渡す意向を示した[737]。ゼレンスキー大統領は、F16供与に謝意を示すとともに「ロシアのテロリストをウクライナの街から追い出すために使う」と表明し[736]、「42機は始まりに過ぎない」とも述べ、今後も供与国が拡大する可能性を示唆した[738]。実際の引き渡しは操縦訓練の完了後で、訓練には少なくとも半年を要する見込み[736]。
- リントナー独財務相は、ドイツは今後ウクライナに対し、毎年50億ユーロ(54億4000万ドル)前後の財政支援を行うと明らかにした[743]。

### 8月21日
- ロシアメディア「モスクワ・タイムズ」は、モスクワ南西のカルーガ州に無人機が飛来し、核兵器搭載可能な超音速戦略爆撃機TU22M3が配備されているシャイコフカ空軍基地を攻撃したとみられると報じた[744]。ウクライナ国防省情報総局のユソフ報道官は、シャイコフカ基地で少なくとも航空機1機に損害を与えたと述べ、攻撃実行を認め「ロシアは多くの場合と同様、被害の規模を隠そうとしている」と主張した[744][745]。
- ロシア国防省はまた、黒海上空で、ウクライナ軍の無人機2機を撃墜したと発表した[746]。この2機は、クリミア半島の北西約40キロの上空で制御不能になったという[746]。西部ベルゴロド州とモスクワ州でもそれぞれ2機を迎撃したが、死傷者の報告はなく、被害は最小限にとどまったとしている[746]。
- ゼレンスキー大統領は、ギリシャの首都アテネを訪問し、ミツォタキス首相と会談した[747][748]。F16戦闘機の操縦士の訓練協力で合意[747][749][750]し、共同記者会見では「われわれにはギリシャの支援が必要だ」と強調した[748]。ミツォタキス首相はウクライナ軍パイロットの訓練に加え、復興への尽力を約束した[748]。また、ギリシャはロシアが黒海経由のウクライナ産穀物輸出合意から離脱したことを非難し、ウクライナへの支援継続を約束した[747]。
- ゼレンスキー大統領は、デンマークを訪問し、デンマーク議会の外に集まった数千人の聴衆に向けて演説を行い、F16戦闘機の供与が確約されたことで、ウクライナがロシアによる侵攻を終わらせることができると確信していると訴え「本日、われわれはロシアがこの戦闘に負けることを確信している」と述べた[751]。
- ロシアのバービン駐デンマーク大使は「デンマークが今、ウクライナに19機のF16を譲渡することを決めたとことは紛争の激化につながる」との声明を出した[751]。
- ウクライナのマリャル国防次官は、東部ハリコフ州の戦況が厳しいとの認識を示した。ただロシアの攻撃を退けており、この1週間で数平方キロメートル奪還したと説明した[752]。「クピャンスク方面の状況は厳しい」とし「わが軍の部隊に自信を持っているが、現地の要員にとって非常に厳しい状況だ。敵も前進していない」と語った[752]。南部の状況に大きな変化はないとし「敵を過小評価すべきではない。忍耐強く、軍隊を支援すべきだ」と述べた[752]。
- 米シンクタンク「戦争研究所」は、ウクライナ軍がラボティノ付近で「戦術的に重要な前進」を達成したと指摘した[753]。ラボティノを奪還すれば、ウクライナ軍にはザポリージャ州内のロシア軍の地雷原を突破できる可能性が生じるため、ラボティノを巡る攻防は重要だとの見方も示した[753]。

### 8月22日
- ロシア当局は未明、ロシア軍がモスクワ近郊と西部ブリャンスク州上空でウクライナのドローン4機を撃墜したと明らかにした[754]。ブリャンスク州で防空システムが2機を発見して電子戦兵器で妨害し、墜落させたと主張し、モスクワ州でも2機を破壊したと述べた[746]。死傷者は出ていないという[746]。モスクワのソビャーニン市長は、2機はモスクワ市の北西に位置するクラスノゴルスクで迎撃されたと投稿した[746]。これに加え、南西方向のチャスツィでもドローン1機が撃墜されたと報告した[746]。
- ロシア国防省は、黒海の要衝スネーク島東方沖で、ロシア戦闘機がウクライナ軍の隊員を乗せた米製軍用高速艇を破壊したと主張した[755]。高速艇には「ウクライナ軍上陸グループ」が乗っていたと説明した[755]。ウクライナ海軍の報道官は「ウクライナ海軍ではそのような事案は起きていない。海軍要員は失われていない。したがって、この件について、コメントすることはない」と述べ、ロシアの主張を否定した[756]。スネーク島は黒海北西部にあるウクライナの小さな前哨基地[755]。
- ロシア国防省は、ウクライナのオデーサ港から71キロメートルの黒海南部の海上にあるロシアのガス採掘施設がある海域で、黒海艦隊の戦闘機がウクライナの偵察船を破壊したと発表した[757]。ロシアはクリミア併合時にウクライナ国営ガス事業者ナフトガスからチェルノモルネフテガズを接収していた[757]。
- ウクライナ東部ドネツク州のキリレンコ知事は、ドネツク州のリマン地区がロシア軍の砲撃を受け、少なくとも5人が死亡、3人が負傷したと明らかにした[758]。別の集落へも砲撃があり、2人が死亡、1人が負傷した[758]。また、ニューヨーク村もロシア軍の空爆を受けたが、負傷者はなかったという[758]。キリレンコ知事は「州内の前線地域にはまだ171人の子どもが残っている」と指摘した[758]。政府は引き続き避難を促しているが計49万2000人がドネツク州内にとどまっている[758]。
- ウクライナ南部ザポリージャ州の州都ザポリージャで未明、ロシア軍の自爆型ドローンによる集中攻撃があり、爆風でビル4棟が損壊した[759]。南方のロボティネなどでは反転攻勢を展開するウクライナ軍の前進が伝えられており、ロシア軍が補給の妨害を狙った可能性がある[759]。また、ウクライナ軍の前進を距離で測るのは間違っているとし「重要なのは、人数も武器も少ないにもかかわらず、前進しているという事実だ」と述べた[760]。
- ゼレンスキー大統領は、訪問先のギリシャで、セルビアのアレクサンダル・ブチッチ大統領と会談した。ゼレンスキー大統領は「率直で実りの多い会談だった」と述べた[761]。ブチッチ大統領は「セルビアは紛争開始以来、ウクライナの領土保全を尊重してきた」と述べた[761]。ゼレンスキー大統領は、ブルガリアのデンコフ首相やクロアチア、モルドバなどの首脳とも会談し、穀物輸出などについて協議した[761][762]。ウクライナ大統領府によれば、ウクライナ・セルビア両首脳は、黒海における持続可能な安全保障を確保するための黒海諸国間の協力と、代替的な方法による「穀物回廊」の機能について協議した[762]。また、ゼレンスキー大統領は、最近のブルガリアによる防衛面での支援の決断について謝意を示した[762]。
- ゼレンスキー大統領は、欧州歴訪を終え、「新たな政治的支援と新たな合意とともに」帰国すると述べた[763]。「我々は新たな政治的支援と新たな合意を得て帰国する。全員がウクライナの領土の一体性を明確に再確認した」と述べた[763]。「ここ数日間の総括は、ウクライナがより強くなったということだ」と成果を誇示した[761]。ウクライナのための新たな航空機や追加の装甲車両があると指摘し、防空や経済、輸出、欧州と大西洋との統合を強化すると述べた[763]。ほぼすべての会合で、黒海と陸上の「連帯回廊」を通過する輸出ルートの保護について議論が行われた[763]。
- ウクライナのダニロフ国家安全保障・国防会議書記は、ロシアが一方的に併合した南部クリミア半島について「ロシア軍が撤退を考えないのであれば、軍事的に奪還することになる」と主張した[764][765]。ウクライナ軍は最近、無人機や無人艇でクリミア半島やその周辺への攻撃を続けている[764][765]。
- ウクライナのマリャル国防次官は、ウクライナ軍部隊が南部ザポリージャ州でロシア軍の支配下にある集落ラボティノに入り、住民の避難作業を開始したと発表した[753]。集落内ではなお戦闘が続いているとしている[753]。ラボティノは、ウクライナ軍が奪還を目指す同州の主要都市メリトポリなどへの進出ルート上にあり、ウクライナ軍の一定の前進が示された[753]。
- ウクライナ検察は、徴兵逃れに関する組織的な汚職が疑われるとして、計200以上の徴兵事務所や、動員対象者の健康診断を担う医療機関を一斉に捜索したと発表した[766][767]。全国のほぼ全ての地域で大規模な汚職が計画されていたとしている[766][767]。
- サリバン米大統領補佐官（国家安全保障問題担当）は、ウクライナによるロシアへの反転攻勢が苦戦しているとの見方を否定した[768]。双方の攻守が目まぐるしく変化しているとし「戦闘が膠着状態に陥っているとは評価していない。ウクライナは順序立てて、領土を奪還している」と進展を強調した[768]。アメリカは同盟・友好国とも連携しつつ、ウクライナへの支援を続けると改めて強調した[768]。
- 米国防総省のライダー報道官は、アメリカが、必要があれば、アメリカ本土で、ウクライナ軍パイロットに対するF16戦闘機の訓練を支援する用意があるとし「欧州で定員に達した場合、ここアメリカ本土での訓練を支援する用意がある」と述べた[769]。現時点では、どの基地で訓練が行われるのか具体的な点については言及できないとしたが、そのような決定が下された場合には最新情報を伝えると述べた[769]。
- イギリス軍情報部門は、ロシア飛行場へのドローン攻撃により、核兵器の搭載が可能な超音速長距離爆撃機「TU-22M3」1機が破壊された可能性が高いとの認識を示した[770]。
- ベーアボック独外相は、ウクライナによるロシアの首都モスクワへの無人機攻撃について、国際法にのっとっていると擁護した[771]。モスクワはたびたび無人機攻撃を受けており、ロシアはウクライナが実施していると主張している[771]。エストニアのマルグス・ツァフクナ外相との共同記者会見で、モスクワへの無人機攻撃について質問を受けると「ロシアから攻撃を受けたのだから、ウクライナには自国を防衛する法的権利がある」と主張した[771]。ロシアはウクライナの穀物サイロや病院、教会などの民間インフラを「絶えず」標的にしていると指摘した上で、「ウクライナは国際法の範囲内で自国を防衛している」との見方を示した[771]。
- ワシントン・ポストは、ロシアがイランの協力を得て、中部タタルスタン共和国の工場で2025年夏までに6千機のドローン製造を目指していると報じた[772]。1600キロ以上飛行し、ウクライナの都市への攻撃が可能となる[772]。ロシアは軍用無人機開発の分野で後れを取っているとされ、ウクライナ各地への攻撃ではイラン製ドローン「シャヘド」を多用してきた[772]。イランの技術支援を受けてロシア国内でドローンが量産されれば、精密誘導弾の不足を補うことができる[772]。

### 8月23日
- ウクライナ軍は、ロシア軍が支配していた南部ザポリージャ州ロボティネにウクライナの国旗を掲げたと発表した[773]。ウクライナ軍のザルジニー総司令官が公開した映像では、ウクライナの国旗が焼け焦げた木々に囲まれ、ひどく損傷した建物の屋根に掲げられている[773]。8月23日はウクライナで「国旗の日」の祝日にあたる[773]。ウクライナ軍は「総司令官の署名入りの国旗が国旗の日に、ロシアの侵略者に破壊された学校に掲げられた」と発表した[773]。
- ロシア西部ベルゴロド州のグラトコフ知事は、ウクライナの無人機攻撃により南部ワルイキの路上にいた市民3人が死亡したと明らかにした[774]。ロシア国防省によると首都モスクワ周辺にもウクライナの無人機3機が飛来し、うち撃墜された1機が市中心部の高層ビル群「モスクワ・シティ」の建設中の建物に衝突した[774][775]。他の2機はモスクワ西方で防空システムによって撃墜されたという[775]。モスクワ市のソビャニン市長によると死傷者は出ていない[774]。
- ウクライナ国防省情報総局は、南部クリミア半島のオレニフカ近郊で、ロシアの最新鋭地対空ミサイルS400の完全な破壊を確認したと主張[776][777]し「占領者の防空システムは深刻な打撃を受けた」と訴えた[774]。
- ウクライナ南部オデーサ州で、ドナウ川沿いの穀物倉庫と、貨物船の出荷施設がロシア軍のドローン攻撃を受けた[778][779]。攻撃で発生した火災は鎮火したが、貨物船関連の施設が損壊した[778]。キペル知事によると、死傷者は報告されていない[778]。3時間にわたって攻撃が続いたとし、。ウクライナ空軍がロシアのドロー9機を撃墜したと述べた[779]。ウクライナ軍は夜間にロシアが発射したドローン20機中11機を撃墜したと発表した[779]。ロシア軍がウクライナの穀物輸出を妨害する目的で、ドナウ川の港湾施設に攻撃を仕掛けていると非難した[778]。ウクライナのクブラコウ・インフラ相は、この攻撃により一夜にして輸出用の穀物1万3000トンが失われたと明らかにした[780]。被害を受けた穀物はエジプトとルーマニアに輸出される予定だったという[780]。攻撃にはイラン製ドローン「シャヘド」が使われ、民間の穀物ターミナルや倉庫、貨物施設も損壊したという[780]。イズマイール港の輸出能力が15％落ちたと述べ、ロシアはウクライナの農産物輸出を組織的に阻止しようとしていると非難した[780]。また「諸港への攻撃で、この1カ月で計27万トンの穀物が失われた」と明らかにした[780]。南部ヘルソン州の州都ヘルソンでは、幼稚園と集合住宅にロシア軍の誘導ミサイルが撃ち込まれ、6人が負傷した[778]。
- ウクライナ北東部スーミ州ロムニーにある学校がロシア軍によるドローン攻撃を受け、教師2人が死亡、4人が負傷した[781]。スーミ州の声明によると、午前10時ごろに攻撃があり、学校の建物が破壊された[781]。攻撃に使用されたドローンはイラン製の「シャヘド」という[781]。
- 米国務省の報道官は、ロシア領内への攻撃を奨励したり可能にすることはないとの政府の立場を表明した[782]。ロシアの侵攻からどのように自国を守るかはウクライナが決めることだと述べるとともに、ロシアはウクライナから撤退することでいつでも戦争を終わらせることができると強調した[782]。
- 英慈善団体セーブ・ザ・チルドレンは、ロシアによるウクライナ侵攻が始まった2022年2月以降、ウクライナで死亡した子どもの人数が約541人となったと報告書で明らかにした[783]。空襲やドローンによる攻撃は今夏、3倍に増加し、5月から8月までの子どもの犠牲者の数はそれまでの4か月と比較して16％増えたという[783]。こうした攻撃の95％が人口密集地で起こったため、民間人全体の死者数が押し上げられたと指摘した[783]。声明で、2022年2月以降、1680人あまりの子どもたちが死傷し、その死傷者の大部分はミサイルやドローンが住宅地に向けて発射されたためだと述べた[783]。
- ワグネル・グループのリーダーのエフゲニー・プリゴジンとドミトリー・ウトキンが搭乗していたエンブラエル機がモスクワ郊外のトヴェリ州クジェンキノに墜落し、両名は他の8名とともに死亡した[784][785]。ワグネルは地対空ミサイルによる撃墜・暗殺を主張している他、英紙ザ・サンはワイン箱に仕掛けられた爆弾によるものと伝えた[786]。ゼレンスキー大統領は、ウクライナの関与を否定した[787][788][789][790]。
- ウクライナの首都キーウでクリミア・プラットフォームの第3回首脳会合が開かれた[791]。60以上の国と国際機関が出席した[777][791]。ゼレンスキー大統領は、2014年にロシアが一方的に併合した南部クリミア半島の奪還の決意を改めて強調し「クリミアは残念ながらまだ占領下にあるが、他の占領地と同様、クリミアは占領から脱する」と演説[792]し「領土では交渉しない」とも語った[791]。その上で、ウクライナ軍が反攻を進めていると述べたが、クリミアや他の占領地を奪還する時間的猶予はないと述べた[792]。ウクライナ大統領府によると、フィンランド首相ら各国首脳と個別会談も行った[791]。マクロン仏大統領は、ビデオメッセージを寄せ「フランスはロシアによるウクライナ領土の併合を認めない」と述べた[793]。岸田文雄首相もオンラインで参加[791][794]し「クリミアを含めたウクライナの主権と領土の一体性を一貫して支持する」と強調した[795]。「国際社会と緊密に連携し、厳しい対露制裁と強力なウクライナ支援を今後も進めていく」とも語った[795]。

### 8月24日
- ゼレンスキー大統領は、ウクライナの独立記念日に合わせて動画を公開し、自由のために戦う国民を称賛した[796][797]。演説動画の中で「きょう、われわれは32回目となるウクライナの独立記念日を祝う。自由の国民の祝日だ」と述べた[796]。その上で、自由は「われわれ一人一人にとって価値のあるもの」であり「われわれはそのために戦っている」と強調した[796]。
- ウクライナ国防省情報総局高官のユソフは、ウクライナ軍部隊がロシアの実効支配下にある南部クリミア半島で「上陸作戦を行い、任務を完了した」と明らかにした[798][799][800]。作戦には海・空の戦力が参加した[798]。作戦の規模や実施場所などへの言及は避けつつも「ロシア軍の人員や兵器に損害を与えた。ウクライナ軍に損害はなかった」とした[798][800]。上陸している間、特殊部隊はウクライナの国旗を掲げたという[799][800]。クリミア奪還を目標に掲げるウクライナは、クリミアへの上陸能力があることを示し、ロシア軍の攪乱を狙った可能性がある[798]。
- ノルウェーのストーレ首相は、ウクライナの首都キーウを訪問し、ゼレンスキー大統領と会談した[801][802]。ストーレ首相は、会談後の共同記者会見で保有するF16戦闘機をウクライナに供与すると表明した[801]。供与表明はオランダ、デンマークに続き3か国目となる[801]。ストーレ首相は「ウクライナが近代的な防空システムを構築するのを支援する。これは重要かつ必要なことだ」と述べた[803]。対空ミサイル[802]や地雷除去装備などのウクライナへの供与、ガス・電気の供給を確保できるよう15億クローネ(約204億円)を拠出することも発表した[803]。ストーレ首相は会談に先立ち、ポルトガルのレベロデソウザ大統領らとウクライナの独立記念日の式典にも出席し、ウクライナ支持を強調した[801]。遅れが指摘される反転攻勢を加速させるため、ウクライナは防空強化を急ぐ[801]。
- バイデン米大統領は、ゼレンスキー大統領と電話会談を行い、ウクライナのパイロットに対するF16戦闘機訓練開始について話し合った[804][805]。また、他国がF16をウクライナに供与するための迅速な承認についても協議したという[804][805]。ウクライナの防衛を必要な限り支え、ロシアの責任を追及するアメリカの立場を改めて伝えた[806]。
- 米国防総省のライダー報道官は、ウクライナ軍兵士にF16戦闘機の訓練を9月からアメリカ国内で実施すると発表した[805][807][808]。F16に関する訓練は、操縦士に対する英語研修を9月に南部テキサス州サンアントニオにあるラックランド空軍基地で、操縦訓練を10月から西部アリゾナ州ツーソンのモリス空軍州兵基地の米軍施設で実施する予定で、整備士に対する訓練も行う[805][807][808][809]。ウクライナ軍から操縦士数人程度、整備士で数十人の参加を見込んでいる[807][809]。ウクライナ軍の操縦士に対する訓練を巡っては、アメリカとは別に欧州で進められている[807]。米軍制服組トップのミリー統合参謀本部議長は、訓練の実施などを踏まえ「ウクライナはそう遠くない将来にF16を受け取ることになるだろう」と述べた[807]。
- アメリカは、ウクライナ侵攻を続けるロシアが占領地から子供を連れ去っている問題で、ロシアの州当局者ら11個人・2団体に制裁を科した[810]。また子供の人権侵害に関与したとして、3個人のビザ発給を制限した[810]。バイデン大統領は声明で、子供が意に反して両親から引き離されており「非道だ」と糾弾し、家族の元へ戻すよう改めて要求した[810]。制裁対象にはウクライナのロシア支配地域の行政府幹部らや、ロシアが実効支配するクリミア半島で、ウクライナの子供に「愛国教育」を行う機関も含めた[810]。
- 国連安全保障理事会は、ウクライナ情勢に関する会合を開いた[811]。トーマスグリーンフィールド米国連大使は、ウクライナ人の子供の連れ去りなどの戦争犯罪を非難し「アメリカは戦争犯罪や人道に対する罪を傍観しない」と強調した[811]。

### 8月25日
- ウクライナ軍がウクライナ南部ザポリージャ州の南部戦線でロシアの防衛線を一部突破し、戦略的要衝トクマクに向かう動きを拡大させた[812][813]。ウクライナ軍参謀本部は、ノボプロコピウカ村に向かう地域と、その東にある小集落オチェレツバテの方面でさらなる戦果を挙げたと発表した[812]。ウクライナの反転攻勢開始から数週間が経過し、戦闘は東部と部の前線に集中している[812]。米シンクタンク「戦争研究所」は、ウクライナ軍が「ロボティネ地域でロシアの第2防衛線に近づき、ロシアの防衛線に開けた突破口をさらに拡大させた」と指摘していた[812]。
- CNNの報道によれば、その部隊が南進するにつれて、ロシアが支配しているクリミア半島への攻撃を強化しているという[814]。
- ロシア国防省は、未明に領内の民間施設に対してウクライナが改良型ミサイル「S200」で攻撃を試みたと発表した[815][816]。モスクワ州に隣接するカルーガ州の上空で、防空システムによりミサイルを破壊したと説明した[815][816]。また、ウクライナがクリミア半島をドローン42機で攻撃したと発表した[816]。ドローン9機を防空部隊により破壊し、33機は電子戦で妨害し、目標に到達することなくクリミア上空で墜落したという[816][817]。クリミア半島に対するウクライナ側の攻撃としてはこれまでで最大級の規模とみられる[817]。ウクライナの国防省情報総局は、クリミア半島の軍事基地をドローンで攻撃したことを明らかにし「命中を確認した」と強調した[818]。いずれも死傷者や被害は報告されていない[816]。
- ウクライナのレズニコフ国防相は、ワグネル創設者エフゲニー・プリゴジンが死亡したとされることについて、ワグネルはもはや戦闘集団として体をなしていないとの見方を示し「本格的な戦闘集団としては1年前と同じ存在ではなくなった」と語った[819]。また、プリゴジンの死にクレムリンが関与していたとの臆測が広がっていることに触れ「約束を破るなら、プーチンは信頼に値しない人物であると世界に示された」とし、プーチン自身の立場も弱める結果となったと述べた[819]。
- ウクライナ陸軍のオレクサンドル・シルスキー司令官は、ロシア軍は攻勢再開に向け、ロシアが支配しているウクライナ東部で再編成していると述べた[820]。「クピャンスクおよびリマン方面での1か月にわたる激戦と多大な犠牲を経て、敵は兵力と手段を再編成する同時にロシア連邦領土から新たに編成された旅団と師団を投入している」と指摘し「戦闘能力のレベルを上げ、積極的な攻撃作戦を再開する」ことが目的だとした[820]。ロシア軍の再編成の詳細は明らかにしなかったが、ロシア軍は砲撃や空爆を続けているとした[820]。「このような状況下で、われわれは速やかに脅かされる前線上の防衛を強化し、可能な限り前進するためのあらゆる手段を講じなければならない」とした[820]。
- プーチン大統領は、ウクライナでの軍事作戦に自発的に加わる義勇兵らに対し、国家に献身し司令官の命令に服するとの誓約を義務付ける大統領令に署名した[821][822][823][824]。国家防衛の精神的・道徳的基盤を構築するための措置として、指揮官や上級指導者の命令に厳格に従うことを約束するという文も含まれている[821][822]。民間軍事会社ワグネルの戦闘員を念頭に、国防省の統制を強化して事実上、軍に編入する狙いとみられる[823]。
- トルコのフィダン外相は、ウクライナの首都キーウを訪問し、ゼレンスキー大統領と会談した[825]。黒海経由でのウクライナ産穀物輸出合意を巡り、意見交換した[825]。フィダン首相は「当初の取り組みに代わるものは見当たらない」と述べ、合意復活を目指す姿勢を示した[813]。ウクライナとロシアを仲介するエルドアン大統領が「合意復活に向けた取り組み」の一環としてフィダン外相をキーウに派遣した[825]。
- ウクライナ国家汚職防止庁は、日本たばこ産業（JT）の海外子会社JTインターナショナルと米たばこ大手フィリップモリス・インターナショナルを「戦争支援企業」のリストに加えたと発表した[826][827]。JTはロシアで約3分の1の市場シェアを持ち、対露経済制裁を踏まえて新規投資とマーケティング活動を停止している[826]が、ロシアのウクライナ侵攻以降も「国内外におけるあらゆる制裁措置を順守した上で、ロシアでの事業運営を継続する」として、事業を続けてきた[828]。ウクライナ国家汚職防止庁は「ロシアで事業を続けて多額を納税し、侵略国の経済を支えている」と非難した[826]。JTは「ウクライナでの事業は通常通り行われており、ウクライナの経済に貢献し、援助を必要としている人々に援助と支援を提供し続けている」とコメントした[828][829]。

### 8月26日
- ウクライナ空軍は、中部ジトーミル州で25日にL39練習機2機が上空で衝突し、パイロットら3人が死亡したと発表した[830][831][832][833]。L39は実戦に転用でき、空軍は「戦闘任務中」の事故だったと説明した[830][831][832]。犠牲者には、交信で使うコールサイン「ジュース」の名で有名なパイロットが含まれていた[830][831][832][833]。キーウの幽霊の異名が付いた航空部隊の一員とされる[830]。ゼレンスキー大統領は、声明で「国を助けてくれた」とたたえ、弔意を表した[834]。
- 現地時間の午前3時にロシアのモスクワやモスクワの西方の郊外で、ウクライナと思われるドローンの攻撃が実施されたことがロシア国防省によって明らかにされ、モスクワのソビャニン市長は、「防空システムによって攻撃を阻止した」ことを明らかにした[818][835]。
- 英国防省はウクライナからの反転攻勢によって、東部のバフムトに加え、南部でウクライナ軍が圧力を受け続けているロシア軍が東部のドネツク州リマンからハリコフ州クピャンスクにかけての地域において「局所的な前進があった」と分析[836]し、今後2か月以内に、作戦を強化する可能性があるという分析結果を明らかにした[814][837]。
- ガーディアンは、米英とウクライナ軍の最高幹部が8月中旬にポーランドとウクライナの国境で非公開の会談を行った後、ウクライナ軍が戦力を「ザポリージャ戦線」に集中させる戦略に切り替えたと報じた[837]。ウクライナ軍はこれまで三つの戦線に戦力を分散させていたが、アメリカ側から兵力を一つの戦線に集中するよう勧告を受けていた[837]。東部ハルキウ州クピャンスクからドネツク州リマンに延びる戦線では、ロシア軍の砲撃が連日続くなどウクライナ軍は苦戦を強いられている[837]。

### 8月27日
- ウクライナ軍の報道官は、ロシア軍への大規模な反転攻勢としてザポリージャ州で南下を図る「ザポリージャ戦線」の激戦地ロボティネから、進軍を続けていると発表した[838]。ザポリージャ戦線は起点のオリヒウからロボティネ近郊の約15キロメートルまでの範囲が激戦地とみられており、一帯では、ロシア軍が地雷原や塹壕などの防御陣地を築いている[838]。ウクライナ軍は22日にロボティネを奪還した後、要衝トクマク方面に前進している[838]。40回以上の戦闘があり、ロシア軍は地上戦ではウクライナ軍の前進を阻止できないため、空爆の数を増やしているという[838]。
- ウクライナ軍の東部前線の報道官は、ロシア軍が攻撃の回数を大幅に増やしたと述べた[839]。ロシア軍は攻撃の焦点をやや変化させていて、攻撃の焦点をクピャンスク市から、クピャンスク市の北東に位置する集落へと移しているという[839]。東部のバフムト方面では、ウクライナ軍が依然として攻撃を行っており、「1メートルずつ」前進している[839]。ロシア軍は過去1日で、多連装ロケット砲などを使ってウクライナ軍の陣地に590回の砲撃を行い、反撃に出て失った陣地を取り戻そうとしているものの成功していない[839]。バフムト地域におけるロシア軍の戦術は「事実上変化していない」という[839]。南部ザポリージャ州では、ウクライナ軍はロボティネ近郊へと前進を続けている[839]。ウクライナ軍は、ロボティネの南に位置する別の集落ノボプロコピウカと、北のマラトクマチカへ向けて前進している[839]。ロシア軍が空爆の回数を増やしているが、これは他の火力ではウクライナ軍の前進を阻めないからだと主張した[839]。
- ウクライナ政府は、黒海経由でのウクライナ産穀物の輸出再開に向け、暫定的に設定した民間船舶用の新たな「人道回廊」を使った第2陣の船が、南部オデーサ港から出港したと発表した[838][840]。出港したのは開戦前の2022年2月20日から足止めされていたリベリアの貨物船で、アフリカ諸国向けの金属製品を積んでいる[838][840]。
- 英国防省は、黒海ではロシア軍とウクライナ軍の小規模な戦闘が起き、緊張が高まっていると発表した[838]。
- ロシア軍がウクライナの首都キーウを含む全土にミサイルなどによる攻撃を仕掛けた[836]。重要インフラに被害はないという[836]。北東部と東部でロシア軍が攻勢を強めているとみられる[836]。ウクライナ空軍は、前日夜から朝にかけてロシアによるミサイル攻撃があり、北部と中部で巡航ミサイル4発を撃墜したと明らかにした[833][836]。ウクライナで早朝、空襲警報が全土で発令され、キーウ州では、ミサイルの破片で建物10棟に被害が出た[833][836]。
- ロシア国防省は、ウクライナと国境を接するブリャンスク、クルスク両州で未明にウクライナによるドローン攻撃があり、「2機を撃墜した」と発表した[833][836]。
- ゼレンスキー大統領は、10月に予定されているウクライナ最高会議（議会）選挙について、戦時下での実施は不可能であるとの見解を示し、延期に言及した。2024年3月の大統領選も延期するとの見方がある[841]。「選挙は、軍人や国外避難者を含めた全国民の投票権が保障された場合のみ可能だ。外国の選挙監視団も必要だ」と述べた[841]。「権力を維持したいからではない」と強調し、3年以上は延期しない考えも述べた[841]。一方で同盟国が費用を分担し、議会が承認し、国民が投票に行くのであれば、戦時中でも実施することは可能と述べた[842]。戦時中に選挙を実施するにはどれだけの予算が必要なのか分からないが、平時には50億フリブナ(1億3500万ドル)かかるとし、欧米が資金援助するのであれば可能かもしれないと指摘した[842]。ただ「武器のための資金を選挙に使うことはない」とした[842]。また、戦時下の汚職に対する罰則強化を議会に提案すると明らかにした[843]。戦時下の汚職を「国家反逆罪と同等とする」内容だと説明し「議会が賛同するか分からないが、民主主義社会の発展のため提案する」と述べた[843]。戦闘行為をロシア領へと拡大させる時期が来たのかとの質問に対し「それは大きなリスクだと思う。我々は間違いなく孤立するだろう」と答えた[844][845]。ウクライナが領土を奪還するための戦いでは同盟国との関係に決定的に助けられたと指摘し、ウクライナの戦場での前進と責任は常に双務的なものであり、国際的なパートナーは、いかなる勝利にも反攻の遅れにも防衛行動にも弱点にも関与しているとの見方を示した[844]。「我々は長期間戦い続けることに備えている」と述べ、アメリカがイスラエルに行っている長期の軍事支援を例に挙げ、武器、訓練、技術や財政支援を期待していると述べた[845]。また、政治的な手段を通じ、クリミア半島で「ロシアの非軍事化を推進すること」は可能だと考えていると明らかにした[844]。ウクライナは、ロシアが実効支配するクリミア半島や周辺の黒海の標的に対する無人艇などを使った攻撃については自身の功績だとし、さらなる攻撃を行うと約束している[844]。
- モルドバのサンドゥ大統領は、ウクライナはより多くの支援を得る必要があり、ウクライナを支援しなければ、ロシアがウクライナやモルドバで止まることはないと誰もが理解すべきとし「ウクライナが自国の領土を取り戻し、この狂った戦争に終止符が打たれるよう、さらなる支援がすぐに届くこと」を望んでいると述べた[846]。モルドバ東部は、親露分離派が支配する沿ドニエストル共和国がありロシア軍が駐留している[846]。

### 8月28日
- ウクライナ軍は、戦略的に重要な南東部の集落ロボティネを解放したと発表した[847][848]。掃討作戦を継続しているという[847]。ロボティネはザポリージャ州の前線の町オリヒウの南10キロメートルに位置し、ロシアが占領する要衝トクマクに向かう重要な道路沿いにある[847]。ウクライナ軍はアゾフ海に向けて南下しており、トクマクを制圧すれば反転攻勢で大きな節目となる[847]。
- ウクライナのマリャル国防次官は、南部ザポリージャ州で南下を図る「ザポリージャ戦線」上の集落ロボティネを完全に奪還したと発表した[837][849]。ウクライナ軍は現在、ロボティネ南東のほか、ザポリージャ州マラトクマチカの南方を移動している[848]としたほか、東部ドネツク州バフムト南方でも前進を続けていると表明[847]し、ロシア軍が周到に準備した防衛線打開の兆しが出てきた[837]。過去1週間でウクライナ軍はバフムト周辺で約1平方キロメートルの領土を奪還し、ロシア軍はこの地域で前進していないと明らかにした[847]。ロシア軍は地雷原や塹壕などで一帯に強固な防御陣地を築き、ウクライナ軍の進軍を拒んできた[837]。ロボティネ入りした部隊の指揮官は「地雷が埋まった主要道路を越えた。ここからはより速く前進できる」と述べた[837]。足踏みしていた戦況の打開には、ウクライナ軍が精鋭部隊を投入するなど戦力を集中させたことが影響した可能性がある[837]。
- ウクライナのポドリャク大統領府顧問は、南部クリミア半島を占領するロシア軍への攻撃強化について、後ろ盾の西側のパートナー諸国から同意を得られていると主張した[850]。「1年前はやめてくれと言われた」が、今やコンセンサスがあると述べた[850]。クリミア半島では最近、ウクライナ軍が大規模なドローン攻撃を実施している[850]。
- ウクライナのレズニコウ国防相は「今月末か9月の初めに、良いニュースがあるだろう。複数の強力なプレーヤーがウクライナの武器市場に参入することについてだ。いくつかの契約が結ばれるはずだ」と述べた[851]。ウクライナは9月下旬または10月上旬前後の日程で防衛産業のフォーラム開催を計画しており、武器市場の強力なプレーヤーがおよそ50社参加する見通しだという[851]。また、ウクライナが国産兵器の生産を大幅に増やしているとも説明し、155ミリ砲弾などの兵器は既にテストを済ませているとした[851]。その上で「契約は締結され、最初の発注も既に実施済みだ。我々はそれらを直ちに軍へ送るつもりでいる。生産の拡大も計画している」と付け加えた[851]。一方で125ミリ砲弾は依然テスト中の段階にあるほか、122ミリ砲弾の生産には困難が生じていることも明らかにした[851]。ウクライナは複数のミサイル及びミサイル迎撃プログラムを進めており、より適正な資金の使途について議論中であり「これらのプログラムを2024年から2025年にかけて実行に移すには、多くの資金が必要になる。だから我々は議論を重ねている。今資金を投じて外国のメーカーから砲弾を購入するのか、それとも（国内に）投資して1年ほどの間にミサイルを入手するのか」と述べた[851]。ゼレンスキー大統領も、砲弾やドローン、装甲車両などについてウクライナ国内での生産能力を最大化していると述べ、その上で「ウクライナにはそれができる。資金はある。我が国の防衛産業はより良い成果をもたらすだろう」と主張した[851]。
- ウクライナのレズニコフ国防相は、記者団に「ウクライナ軍の兵士が主として夜間に徒歩で地雷敷設地域を少しずつ前進して、より大きな部隊の進路を整えた結果、部隊はこれまでにロシア軍の第1防衛戦を突破した」と述べた上で、「われわれは第1防衛線を突破し、現在は拠点を拡大している」とも述べた[852]。
- ロシア国防省は、声明でロシアはロボティネとベルボベ付近でウクライナ軍の攻撃を撃退したと表明し、ウクライナのロボティネ奪還を否定した[847]。
- ゼレンスキー大統領は、ウクライナ軍はロシア側の計画に「ロシア軍が予期せぬ方法」で確実に対応する策を用意していると表明した[847]。
- ウクライナのクリメンコ内相は、ロシア軍が前日夜から未明にかけてミサイル攻撃などを続け、中部ポルタワ州で民間人少なくとも2人が死亡したと発表した[853][854]。東部ドネツク州と南部ヘルソン州でもそれぞれ1人が死亡した[854]。イェルマーク大統領府長官によると、攻撃を受けたのは植物油工場で、死傷者は夜勤をしていた[854]。南部ヘルソン州のプロクジン知事は、州内の村で午前10時40分頃に砲撃があり、1人が死亡したと述べた[854]。東部ドネツク州トレツクではロシアの砲撃により自宅の外で働いていた1人が死亡した[854]。ウクライナ軍によると、ロシアは夜間に黒海からミサイル4発を発射し、2発が撃墜されたという[854]。
- ウクライナ国防省情報総局は、ザポリージャ原子力発電所に近い占領下の都市エネルホダルにあるロシア側の基地で、午前に現地のレジスタンス運動の作戦により、ロシアの特別機動隊OMONの本部で爆発し、ロシア国家親衛隊の部隊「アフマト-1」の仮設兵舎が損傷したと発表した[855]。爆発により「占領者の人員に負傷者が出たほか、中庭に止めてあった車が損傷した。建物で火災が発生し、消防隊や救急車が現場に到着した」という[855]。また、ドローンが建物の正面口に向かって飛行する様子をとらえた爆発時の映像も投稿した[855]。ロシアが任命したザポリージャ州当局者は、エネルホダルにある軍民両用の行政庁舎がドローン攻撃を受けたことを認めたものの、爆発で人員に死傷者が出たとするウクライナ側の主張については反論した[855]。
- 地元の検察当局が、SNSに投稿したところによれば、ウクライナの東部にあるドネツク州のトレツクで、ロシア軍の砲撃が行われ、これによって、39歳の女性が死亡、70代の夫婦と80代の女性、3人が負傷したという[856]。この攻撃には、多連装ロケット砲のクラスター弾を使った可能性があると地元の検察当局が主張している[856]。
- ドネツク州にいる親ロシア派の幹部が、SNSに投稿したところによれば、ロシア軍の支配地において、ウクライナ軍の砲撃で1人が死亡し、7人が負傷したという[856]。
- ロシア国防省は実効支配しているクリミア半島に面している黒海の上空において、アメリカ軍の無人機であるMQ9リーパーとグローバルホークが1機ずつ、ロシアの国境に近づいてきたため、ロシア軍の2つの戦闘機が緊急発進したことを明らかにした[857]。これで、黒海の上空でのアメリカ軍の無人機の飛来は、27日に続いて、2日連続となった[857]。
- ウクライナのゼレンスキー大統領は政府関係者らとエネルギーの施設による防御計画について協議したことを自身のSNSで明らかにしており、これから、冬に向けて暖房の需要が高まる為、エネルギーの関連施設に狙いを定めたロシア軍の攻撃への対策を強める方針を確認したと思われる[858]。これに関連して、ゼレンスキーはその日の夜のビデオ演説の中で、今後の課題に「冬への準備」として、「重要なのは、効率的に、迅速にインフラ（社会基盤）を準備することだ」とも強調している[858]。

### 8月29日
- ゼレンスキー大統領は、ウクライナの「防衛者を追悼する日」に合わせて声明を発表し、ロシアによる侵攻で死亡した兵士や市民を悼み「尊厳と勇気を持ってウクライナのために戦う全ての人に感謝する」と強調した[859]。
- ウクライナ軍が反転攻勢で奪還を目指す南部ザポリージャ州主要都市メリトポリのフェドロフ市長は、メリトポリの北方に位置する交通の要衝トクマクから「ロシア占領当局者らが脱出を始めた」と主張した[860]。ウクライナ国防省は28日にトクマク北方の集落ロボティネの奪還を発表し、トクマクの奪還へと向かっていた[860]。ロシア当局者の退避が事実であれば、ウクライナ軍の前進に対するロシアの危機感が示された形となる[860]。フェドロフ市長は、ロボティネの奪還により「トクマクは前線付近の都市から完全に前線の都市になった」と指摘した[860]。
- ウクライナで、ロシア軍の地雷や砲撃などで少なくとも4人が死亡した[861]。南部ヘルソン州のプロクジン知事は、州内の地域からロシア軍が撤退する際に残した地雷などの装置が爆発し、3人が死亡したと発表した[861]。ハリコフ州のシネグボフ知事は、クピャンスクでロシア軍の砲撃により、1人が死亡したと発表した[861]。クピャンスクにある食肉加工工場で、この工場の警備員が死亡し、別の男性1人も負傷している[861][862]。ロシア軍は現在、ウクライナ北東部で進軍を試みており、クピャンスクを再度失えばウクライナ軍にとって大きな打撃となる[861]。
- ウクライナ南部での反転攻勢を指揮するタルナフスキーはウクライナ軍の前進を報告した[861]。軍報道官も、ウクライナ軍が南部ザポリージャ州ロボティネを奪還した後、南下していると述べた[861]。また、マリャル国防次官は各地で激しい戦闘が行われているが、ロシア軍が占領する東部の都市バフムトの周辺でウクライナ軍が前進していると語った[861]。一方、ロシア当局者はロシア軍がバフムトでの勢力を維持しているとしたほか、ロボティネの陥落を否定した[861]。
- ロシア国防省は、早朝にモスクワの南に位置している西部のトゥーラ州上空において、ウクライナの2つの無人機を撃破したことを明らかにした[863]。負傷者は確認されていないという[863]。
- ウクライナ政府高官は、ウクライナの軍隊や治安部隊が1日平均約40‐45機の偵察用ドローンを失っていると明らかにした[864]。「この戦争によってドローンの使い方に対するアプローチが変わった」と指摘し、ドローンは近距離の偵察や射撃統制に使われるほか、攻撃用ドローンは敵の人員や装備の破壊に使用されるという[864]。そのため、できる限り多くのドローンを提供できるよう最善を尽くしており、市場で入手可能なドローンはほとんどすべてを購入し、これまでに攻撃用ドローン2万2000機以上の契約が結ばれ、約1万5000機は既にウクライナ軍に納入されている[864]。
- ユニセフは、ウクライナで学校への攻撃が続いているため、平常通り学校で授業を受けている学齢期の子どもは約3分の1にとどまり、多くが学習面で遅れをとっていると発表した[865]。7か国に避難している子どもの半数以上も、言葉の壁などから避難先の国で公教育を受けられていないという[865]。いくつかの学校は直接的な攻撃を受け、予防措置として閉鎖されている学校もある[865]。ユニセフは「ウクライナの子どもは学習の進展だけでなく、学校が完全に機能していた時に学んだことを保持するのにも苦労している」と指摘した[865]。また、ウクライナの教師の約半数が、言語、リーディング、算数・数学における生徒の学力低下を報告しているという[865]。
- ドイツ検察は、ロシアへの輸出が禁止されている電子機器を繰り返しロシア企業に売却していたとして、独貿易会社経営をしているロシアとドイツの二重国籍の男を外国貿易法違反容疑で逮捕・訴追したと発表した[866][867][868]。機器はロシアがウクライナ侵攻に投入している偵察用ドローン「オルラン10」の部品などに用いられ、EUによる対露制裁の対象[866][867][868]。制裁を回避するためカタールなどの第三国を経由して輸出していたとみられている[867]。
- ブリンケン米国務長官は、総額で2億5000万ドルの新たなウクライナに対する軍事支援を明らかにした[869][870][871]。空対空ミサイル「サイドワインダー」を供与し、ロシアの攻撃に対するウクライナの防空能力を高める狙い[871]。この他には「追加的な地雷除去装置のほか、防空用ミサイル、大砲と高射砲システム向けの弾薬、300万発を超える小火器弾薬」が盛り込まれた[869]。声明で「ロシアは日々ウクライナ人を殺害し、避難に追い込んでいる」と非難し[871]「ロシアがこの戦争を始めた。ロシアがウクライナから軍隊を撤退させ、残忍な攻撃を終わらせれば、いつでも戦争を終結させることができる。ロシアが戦争をやめるまで、アメリカと同盟国、パートナーは、ウクライナと団結し続ける」と述べた[872]。
- ブリンケン米国務長官は、ロシアが実効支配するウクライナ南部クリミア半島で先住民族クリミア・タタール人への「迫害を続けている」とし、ロシアを非難した[873]。新たに大勢が拘束されたとして、解放を要求した[873]。
- 岸田文雄首相は、ゼレンスキー大統領と約20分間電話会談を行った[874][875][876]。侵略を止めないロシアを非難し[874]、NATOの信託基金を通じた支援などについての説明し、引き続きウクライナを支援していく方針を伝えた[875][876]。「日本としてグローバルサウスへの働きかけを始め、G7議長国としてリーダーシップを発揮していくこと、両国で緊密に連携を続けることでも一致した」と強調した[875][876]。ゼレンスキー大統領は日本の取り組みに謝意を示した[874]。ウクライナ大統領府は、ゼレンスキー大統領が、安全保障に関連する2国間協定締結に向けた日本との協議に意欲を示したと明らかにした[877][878][879]。ウクライナに対する永続的な安全保障上の支援を掲げたG7の共同声明[232]を称賛し「声明の枠組みの中で、今こそ2国間協定を結ぶ時だ。可能な限り早く、日本と締結に向けた協議を始める用意がある」と表明した[877][878][879]。ウクライナ産穀物輸出を巡り、ウクライナが代替ルートの開拓に取り組んでいることも説明し「世界の食料安全保障の保証国として引き続き行動する用意がある」とも強調した[879]。

### 8月30日
- ウクライナ陸軍の第18独立陸軍航空旅団の報道官は、「8月29日にイーゴリ・シコルスキー第18独立陸軍航空旅団に所属するパイロット6人が、バフムトの戦域で死亡した。戦闘任務を遂行中のことだった」と述べた[880]。死亡した6人はいずれも将校だった[880]。死亡時の詳細は安全上の理由から公開されないとした[880]。
- ウクライナの首都キーウのクリチコ市長によると、朝にミサイルとドローン攻撃があり、非居住用ビルにいた26歳と36歳の男性2人が死亡し、3人が負傷した[881][882][883][884]。負傷者の1人は、ガラスの破片によって負傷した[881]。ウクライナ空軍の防空システムが20以上のミサイルとドローンを破壊したが、その残骸がキーウ市内の4か所の建物に落下、火災も起きた[881][883]。ザルジニー総司令官は、キーウや南部オデーサ州などで巡航ミサイル28発や無人機16機の攻撃が確認され、無人機1機を除いて撃墜したと明らかにした[885]。キーウの軍当局者セルヒイ・ポプコは「敵は無人機やミサイルを使った大規模な攻撃を仕掛けてきた。キーウは春以降、これほど大規模な攻撃を経験していない」とし[883]、イラン製ドローン「シャヘド」[886]など複数の無人機が、それぞれの方角からキーウに飛来したほか、戦略爆撃機「Tu-95MS」からミサイルを発射したことも明かした[881][882]。
- 未明、ロシア6州(モスクワ州、プスコフ州、ブリャンスク州、オリョール州、カルーガ州、リャザン州)にウクライナによるロシア領内へ攻撃としては侵攻開始以来最大規模となる無人機攻撃が行われた[887][888]。ロシア北西部プスコフ州の空港では、精鋭部隊の空挺軍が使用するIL76輸送機4機が損傷を受け[883][889][890]、うち2機が炎に包まれたという[885][891][892]。SNS上では、この攻撃に最大で20機のドローンが使用されたとの目撃情報もある[889]。ロシア国営のタス通信の報道によれば、プスコフ州での飛行は禁止となった[893]。ベデルニコフ州知事は「国防省が無人機を撃退した」と説明し、死傷者はなかったとしている[890][891]。空港はウクライナから直線距離で700キロ以上離れていて、プスコフ州は空挺軍の拠点で、バルト三国のエストニアとラトビアに接する[889]。ウクライナが空港の燃料タンクを狙ったか、2022年春の首都キーウ近郊ブチャの民間人殺害に関与した空挺軍に報復したという見方も出ている[889]。ウクライナ国防省高官は、ウクライナ国防省の情報総局が関わったと明らかにした[894]。ブリャンスク州では、ウクライナ軍によるテレビ塔へのドローン攻撃があり防空システムが阻止した。火災が発生したがすでに鎮火し、被害はなかった[895]。オリョール州のクリチコフ知事は、州西部でドローン2機が撃墜されたと発表した[895]。首都モスクワの南西に位置するカルーガ州のシャプシャ知事も、州中部で1機が破壊されたと述べた[895]。これについて、ロシア大統領府のペスコフ報道官は「キエフ（キーウ）政権のテロ活動は続いている。ドローンの大半は、民間人を目標に飛ばされている。我々は、このような脅威を根絶するために、特別軍事作戦を今後も継続する」と述べている[896]。ロシアの軍事ブロガーの一部はラトビアやエストニアが関与したとの見方を示したが、ラトビアのムールニエツェ国防相は「ロシア軍の損失から国民の目をそらすためのでっち上げだ」と否定した[897]。プスコフ州とウクライナは遠距離のため、こうした臆測が出ていた[897]。
- BBCは、衛星画像などの分析としてウクライナ南部ザポリージャ州の集落ベルボベで火災が発生していると伝えた。戦闘が起きている可能性がある[897]。ベルボベはロシア軍の防衛拠点の一つで、ウクライナ軍が奪還を表明した集落ロボティネの東方に位置する[897]。ロシアの軍事ブロガーは、ベルボベがウクライナ軍の激しい攻撃を受けているとした[897]。米シンクタンク「戦争研究所」は、ウクライナ軍が南部ザポリージャ州ベルボベに向けて、前進していることを明らかにした[898]。
- 米国家安全保障会議のカービー戦略広報調整官は、ウクライナに侵攻するロシアが北朝鮮から武器提供を受けるための交渉を加速させているとの見方を示した[899][900]。北朝鮮外務省はロ朝間の武器取引を否定しているものの、弾薬などを中心に秘密交渉が進展しているという[899]。北朝鮮からの武器調達は国際連合安全保障理事会決議で禁じられており[899]、「ロシアと北朝鮮のいかなる武器取引も国連安全保障理事会決議に違反する。状況を注意深く監視し続ける」と両国を牽制し、ロシアの武器調達を阻止するため制裁を実施していく考えを述べた[900][901]。「プーチン大統領と金正恩朝鮮労働党総書記は関係強化のための書簡を交換している」と指摘し、7月にロシアのショイグ国防相が火砲弾薬をロシアに売却するよう説得するために訪朝した[900][901]のに続いて「別の代表団も平壌を訪れ、話し合いを行った」と述べた[899]。交渉に関し「ハイレベル協議が今後数か月にわたり続くかもしれない」とし[900][901]、ロシアが北朝鮮から調達しようとしているのは複数の種類の弾薬や原材料などで、ウクライナ侵攻開始から1年半が過ぎ、ウクライナ軍の反転攻勢が続く中、ロシアが戦闘の長期化に備えている可能性がある[899]。また、ニューヨークの国連本部で日米韓英4か国が共同で非難声明を発表し、トーマスグリーンフィールド米国連大使はロ朝両国に取引交渉をやめるよう訴えた[899][900]。
- 英国防省は、ロシア軍において、戦闘への参加を拒否している兵士が相次いでいるという分析結果を公表した[902]。「ロシア軍の士気の低さを示すものだ」とした上で「訓練不足の兵士を大量に前線に投入して穴埋めしている可能性」があることを指摘している[902]。また、戦闘の拒否によって、有罪の判決を受けている兵士は1週間あたりで100人近くに上っていると伝えたロシアの独立系メディアの記事を引用する形で「このペースが続けば、1年で約5200人が有罪になる。訓練不足や戦意の欠如を反映しているのだろう」という分析結果も公表している[902]。

### 8月31日
- ウクライナ軍は、ウクライナ軍の部隊が南部ザポリージャ州にあるロシア軍の防御拠点の「第1ライン」を突破[903]し、ロボティネ村の南側と東側で前進したと明らかにした[904]。ウクライナ軍参謀本部は「ノボダニリウカ・ノボプロコピウカ方面で陣地を固めており、特定された敵に砲撃を加え、対砲兵射撃を行っている」と戦況を説明した[904]。ノボダニリウカ・ノボプロコピウカ方面で戦っているウクライナ軍第46独立空中強襲旅団によると、戦闘はロボティネ村の約4キロ南に位置する小さな集落ノボプロコピウカのロシア軍の要塞に近い北側周辺に移った[904]。また、ウクライナ軍の部隊がベルボベ村の西端にも拠点を構えていることも明らかにした[904]。ロシア軍の防衛線に極めて近いところで激戦闘が繰り広げられ、双方が大砲で交戦する中、ロシア軍は複数の空爆を行ったという[904]。一方、ザポリージャ州の親ロシア派エフゲニー・バリツキー「首長代行」は、ウクライナ軍の2つの強襲部隊がベルボベ郊外の防衛線を突破しようとして「壊滅させられた」と語り、ロシアの著名軍事ブロガー「WarGonzo」は、ウクライナ軍は西からべルボベに向かって前進したが、ロシア軍は「べルボベ郊外で防衛を維持している」と指摘した[904]。
- ゼレンスキー大統領は、国産の長距離兵器が700キロ先の目標に命中したと明らかにした[905]。兵器や標的は特定しなかった[905]が、距離からすると30日のプスコフへの攻撃を指した可能性がある[894]。国産長距離兵器の発射に関してウクライナ軍や政府の高官と協議も行った[905]。
- ロシア軍の動向に詳しい東京大学の小泉悠専任講師が、アメリカの宇宙技術企業であるマクサー・テクノロジーズが撮影した衛星画像を基に分析したところ、そのロシア軍が、2020年に北方領土の択捉島の中部の単冠湾の湾岸と国後島の中部にある中心集落の古釜布近くのそれぞれに配備されていた複数の地対空ミサイルであるS300V4が、島外に搬出されたとされることを明らかにした[906]。ウクライナの攻撃に備えるために、ロシア本土に再配備したもようで、ロシアが極東の兵器まで転用してまで、総力戦を展開している可能性があるという[906]。小泉専任講師によれば、「ロシア軍は極東の兵器を引き抜いている。戦車や大砲がウクライナの前線に送られているのは間違いない」と指摘している[906]。
- ロシア国防省は、朝にモスクワの南東地域において、無人機を撃墜したことを明らかにした[907]。モスクワのソビャニン市長は、通信アプリに、この無人機攻撃による死傷者は出ていないと投稿している[907]。この無人機はモスクワまでおよそ60キロの時点まで達していたという[908]。
- 英国防省は、ロシアが、この8月に25回の無人機の攻撃を受けたという分析を明らかにした[909]。8月29日夜から30日未明に発生した大規模なドローン攻撃については「多くが標的に到達」していて[908]、「ロシアの防空態勢はドローンを探知して破壊するのが困難だ」とした[909]。プスコフ州などへの攻撃については「ドローンの到達範囲の広さを示しており、回避策を講じるのは難しくなっている」と指摘している[908]。
- ウクライナのクレバ外相は、スペイン中部トレドで行われている欧州連合の外相会議に訪れ、ウクライナが進めている反転攻勢のペースの遅さへの批判について、記者団に対して、「口を閉じたほうがいい」と反発している[910][911]。その上で、「毎日命の犠牲を払って前進し、土地を1キロずつ解放しているウクライナ兵の顔に唾を吐きかけるのと同じだ」として、「批判する人は全員口を閉じ、ウクライナに来て1平方センチを自分で解放してみることを勧める」と述べた[910][911]。
- ウクライナのメディア「ウクラインスカ・プラウダ」は、ウクライナの保安局が8月27日に実施されたロシア西部のクルスク州の飛行場への攻撃について、段ボール製の無人機を使い、戦闘機のスホイ30やミグ29、移動式防空システム「パンツィリ」に命中したと報じた[912]。また、独立系通信社「ウニアン」は、この攻撃に使用した段ボール製の無人機は16機で、いずれもオーストラリアにある会社から入手したと伝えていて、この段ボール製の無人機は、「ワックスを染み込ませた紙とゴム」を使っているために、レーダーで探知しにくい為、飛行場への攻撃において、ロシア側に迎撃されたのは3機にとどまったという[912]。なお、この攻撃は、ロシア義勇軍団がウクライナの保安局と協力して実施したという声明を出している[912]。
- ウクライナのデジタル転換省は、ロシア軍と戦う前線に対して、無人航空機や、自動砲塔、それに、ロボットシステムなどのおよそ1000に上る無人兵器を投入することをSNSによって明らかにした[913]。これについて、ウクライナのデジタル転換省は「兵士の命を救うため、人の代わりに装備を戦場に送り込む」と述べている[913]。さらに、ウクライナの国営通信によれば、今後、ウクライナの当局は20万機のドローンを2023年内に調達することになっているという[913]。
- ロシアが2022年に一方的に編入を宣言しているウクライナのドネツク・ルガンスク・ザポロジエ・へルソンの4州で、ロシア側が設置した当局において、9月10日までの期間で地方選挙を始めた[914]。この動きには、ロシアの支配を既成事実化する狙いがあるという[914]。これに対し、ウクライナの当局は「選挙の実施は違法」だとして反発をしている[914]。
- AFP通信は、ロシア西部ブリャンスク州のボゴマズ知事が、ウクライナの特殊部隊が8月30日に、ウクライナの国境からおよそ40キロに位置しているナフリンスキー地区に越境攻撃を行い、「軍関連やエネルギーインフラ施設へのテロ攻撃を実行しようとした」と主張し、2人の「破壊工作者」が亡くなり、5人が拘束されたと発表したと報じた[915]。
- 国連のグテレス事務総長は、ラブロフ露外相に書簡を送り、黒海を通じたウクライナ産穀物輸出の合意再開を提案したと明らかにした[916]。グテレス事務総長はウクライナ産穀物の輸出が世界の食料価格を安定させてきたと重要性を強調し、「ロシア側の要求を考慮して合意再開の根拠となるような具体的な対策を提案した」と語った[916]。
- ウォールストリート・ジャーナルは、反転攻勢を続けるウクライナ軍が南部ザポリージャ州ベルボベ周辺でロシア軍の第1防衛線を突破し、アゾフ海に近い要衝に向けて前進したと報じた[917]。ウクライナ軍はベルボベで戦車壕、竜の歯と呼ばれる戦車阻止用の障害物、広大な地雷原の3点からなる第1防衛線を突破したものの、ロシア軍は強固な防衛線を敷いており、進軍は容易ではない[917]。ウクライナ軍は、欧米提供の装甲車両への補給を安全にするため、ロシア軍の大砲を後退させることを狙い、クラスター弾も効果を挙げているとした[917]。